# Oblast de Mourmansk
L'oblast de Mourmansk (en russe : Му́рманская о́бласть, Mourmanskaïa oblast; [ˈmurmənskəjə ˈobləsʲtʲ], en same de Kildin : Мурман е̄ммьне, romanisé : Murman jemm'ne, en norvégien : Murmansk fylke) est un sujet de la fédération de Russie qui a comme capitale la ville portuaire de Mourmansk. Rosstat attribue à la région le code 47, et son code d'immatriculation est le 51. La seule langue officielle est le russe, avec ses dialectes septentrionaux, bien que langues sames y soient parlées de manière minoritaire. L'oblast est bordé au nord par la mer de Barents, à l'est et au sud par la mer Blanche. Au sud-ouest, l'oblast borde la république de Carélie, à l'ouest la région finnoise de Laponie, et au nord-ouest le comté norvégien de Finnmark.
La région fait historiquement partie de la Laponie, traditionnellement peuplé par l'ethnie des Samis. Mais dès le XIIe siècle, les Pomors de la république de Novgorod s'installèrent dans la région, immigration accélérée après l'annexion de la république par la Grande-principauté de Moscou en 1478. La région connut un réel développement à partir de la fin du XIXe siècle, et surtout pendant la Première Guerre mondiale, lorsque l'emplacement de la région se révéla stratégique pour les alliés. Pendant l'ère soviétique, la région et les populations autochtones subirent la collectivisation forcée tandis que l'oblast fut créé le 28 mai 1938. La région s'industrialisa, avec de nombreuses mines, et sa capitale devint la base de la flotte du Nord, bénéficiant du non-gel de la mer. Ces dernières années, l'éclatement de l'URSS a provoqué un déclin démographique, ayant perdu 42 % de sa population entre 1989 et 2023.
En 2023, la région comptait 657 950 habitants, avec plus de deux tiers de sa population actuelle résidant dans l'aire urbaine de Mourmansk, et 93 % de la population régionale étant citadine. L'activité économique dans l'oblast est diversifiée, avec comme principaux secteurs l'industrie, la pêche, le secteur public, l'industrie minière avec le fer. L'oblast veut développer l'écotourisme et le tourisme culturel, la région possédant de grandes étendues de nature vierges. Au total, le PIB de la région s'élevait en 2021 à 1 081 milliards de roubles.

## Géographie

### Situation
S'étendant sur une superficie de 144 902 km2, l'oblast de Mourmansk est un sujet de taille moyenne en Russie, en étant le 25e plus grand. Il compose 8,59 % du district fédéral du Nord-Ouest et environ 0,85 % du territoire russe. L'oblast se situe entre le 66e parallèle nord et le 69e parallèle nord, ainsi qu'entre le 28e méridien ouest  et le 41e méridien ouest. Presque l'entièreté du territoire se situe au-delà du cercle polaire arctique, mis à part quelques villages du sud de l'oblast vers Tetrino, où se situe son extrémité méridionale. Son point le plus septentrional est le cap allemand, sur la péninsule de Rybatchi. Le jour polaire dure de la fin mai à la mi-juillet, et la nuit polaire de la fin novembre à la mi-janvier. L'oblast s'étire sur environ 550 km d'ouest en est, et sur 400 km du nord au sud,.
L'oblast possède une frontière avec le comté de Finnmark de la Norvège au nord-ouest, avec la région de Laponie de la Finlande à l'ouest et avec la république de Carélie au sud. L'oblast est baigné au sud et à l'est par la mer Blanche, et au nord par la mer de Barents, une mer de l'océan Arctique. L'oblast a plus de 2 000 kilomètres de côtes, souvent déchiquetés, avec de nombreux fjords et autres baies. Les principales côtes sont celles de Ter, de Mourmansk, et de Kandalakcha. La capitale Mourmansk est le port d'attache des brise-glace nucléaires de l'Arctique russe. La ville militaire voisine de Severomorsk est le port d'attache de la flotte du Nord,.
Près de 70 % du territoire fait partie de la péninsule de Kola, qui a une superficie de 100 000 km2. La nature garde dans cette région une place prépondérante avec des paysages de toundra et de taïga, ainsi que de nombreux cours d'eau. Parmi ses massifs se trouvent celui des Khibiny, qui possède le point culminant de la région à 1 200 mètres d'altitude ou encore le massif du Lovozero. Une grande part du territoire est couverte par des forêts, taïga et toundra forestière (37,2 %), et près de 20 % sont des espaces de toundra. Le plus grand fleuve est le Ponoï, long de 426 km, est le plus grand lac celui d'Imandra. Les espaces aquatiques recouvrent près de 37 % du territoire.

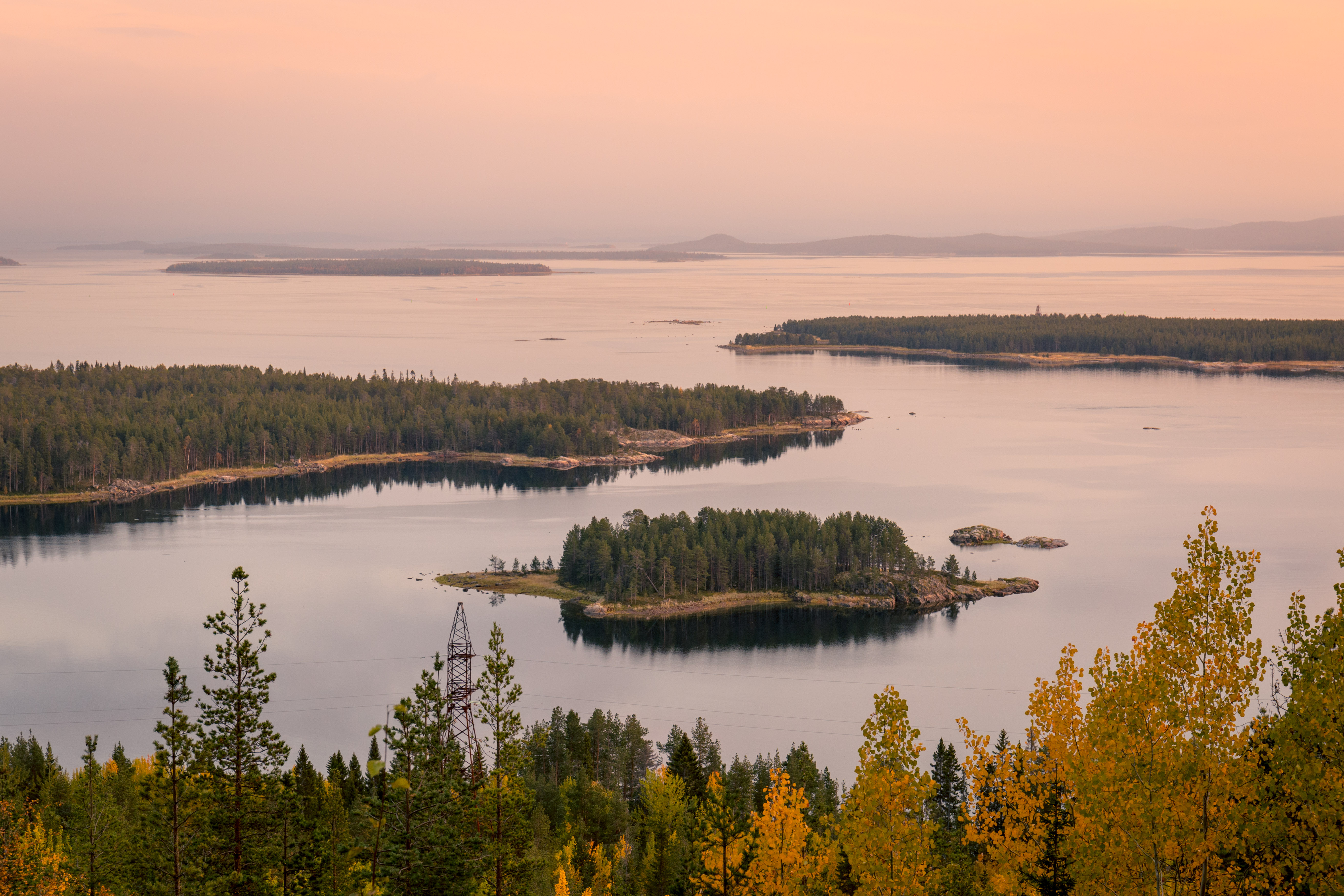
Golfe de Kandalakcha
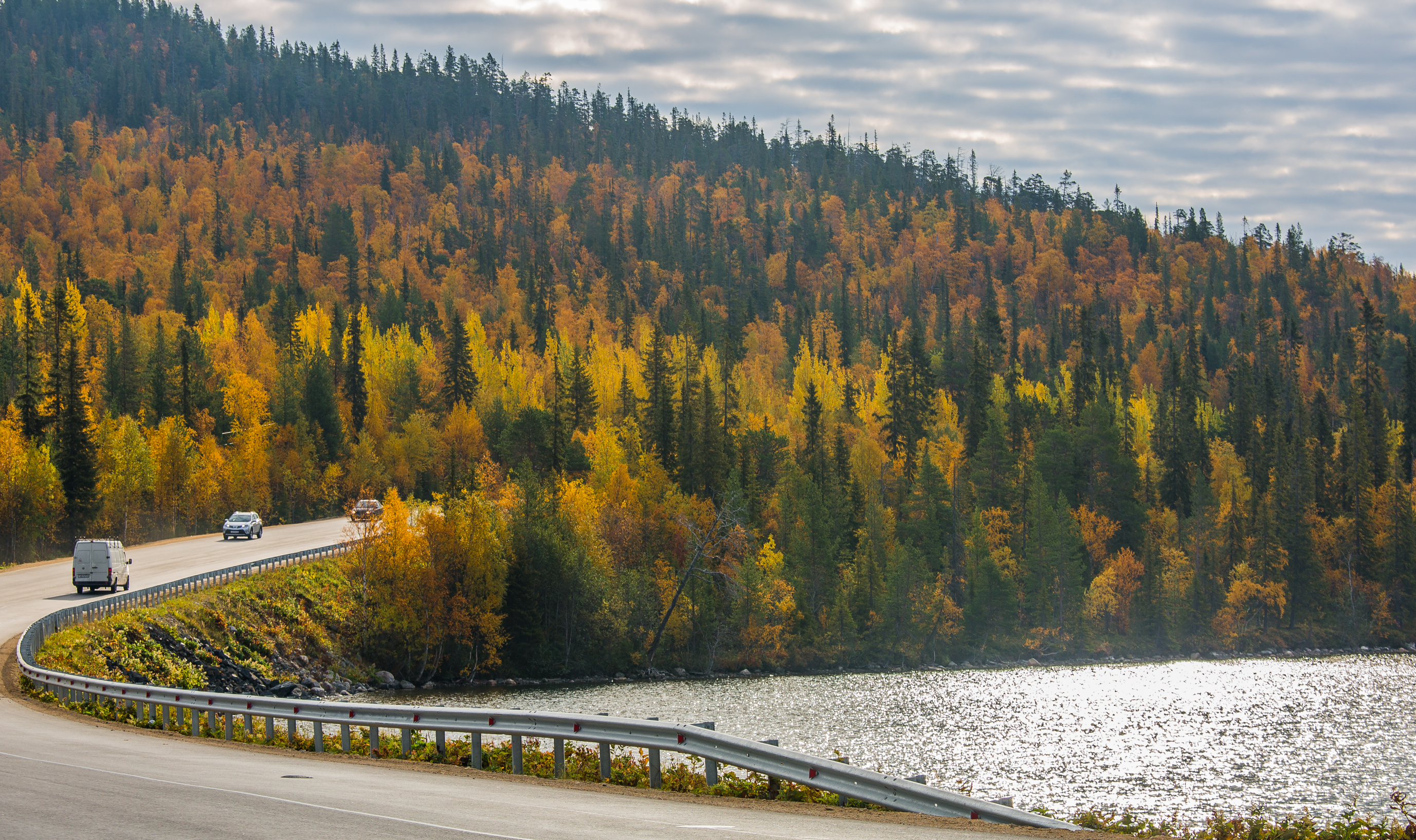
Une rive du lac Imandra dans le massif des Khibiny en automne.
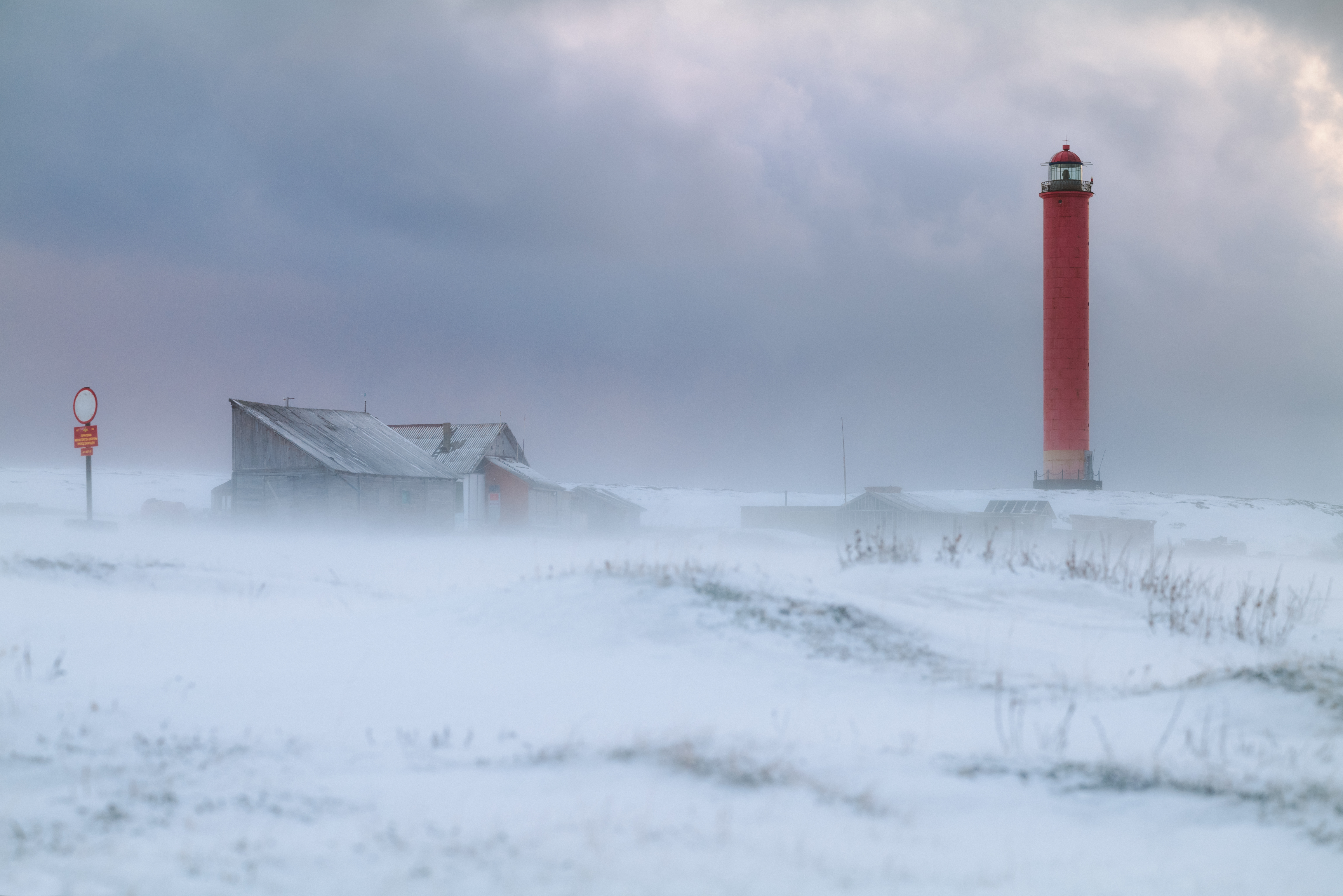
Phare de Vaïda-Gouba, péninsule de Rybatchi.
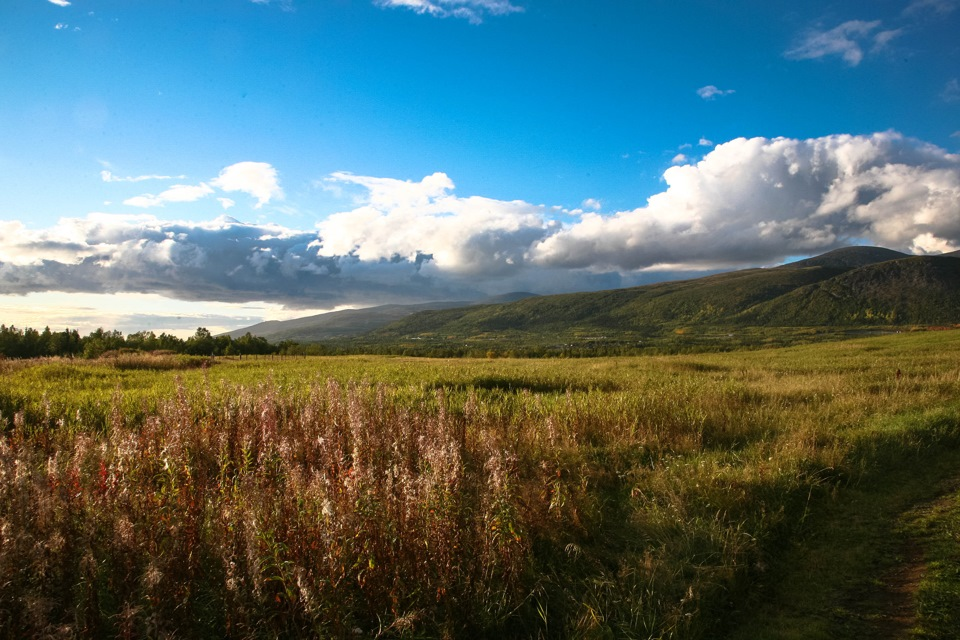
Plaine dans le massif des Khibny.

### Relief et géologie

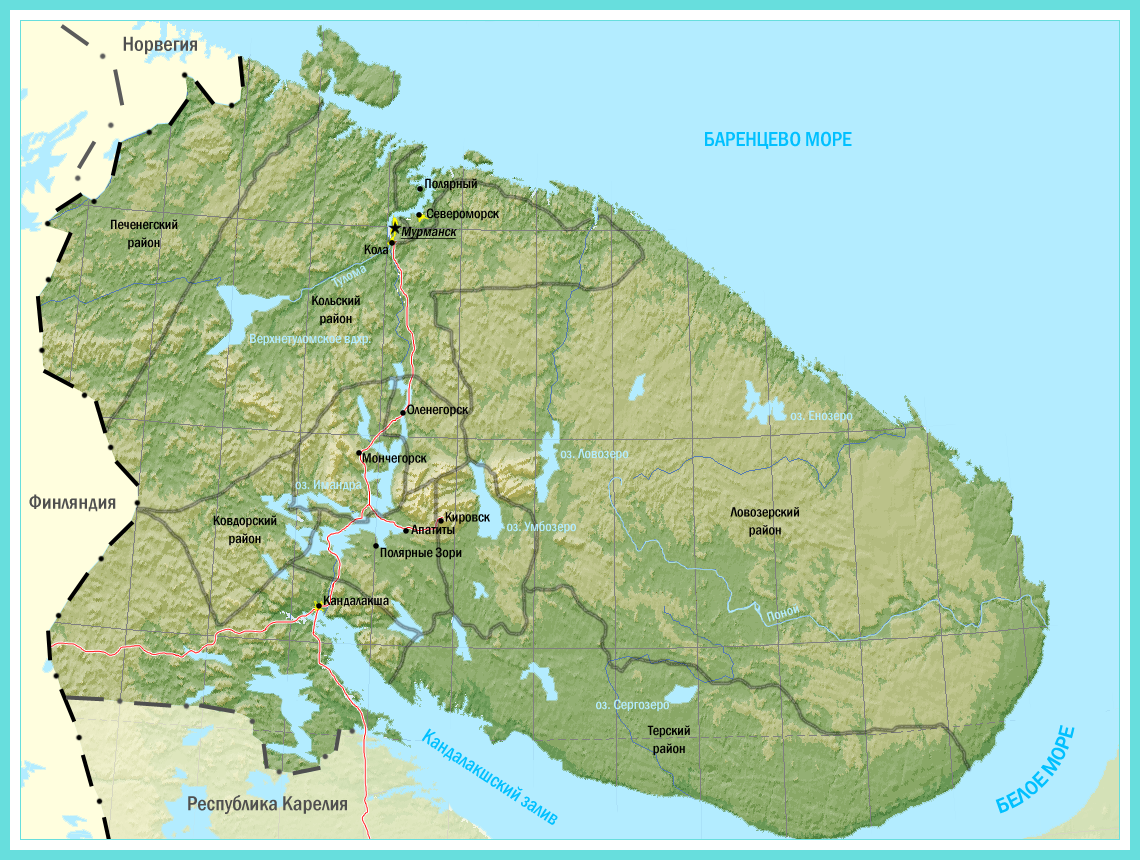
Carte topographique de l'oblast.

L'oblast de Mourmansk est couvert à plus de 70 % par la péninsule de Kola, parsemé de massifs tels que le massif du Lovozero. En général, la partie occidentale est plus montagneuse que la partie orientale,. La péninsule est notamment composée des monts Keïvy, des monts Iolki et des monts de la Kolvitsa. Alors que le massif du Lovozero dépasse les 1 000 mètres, le reste est plus uniforme et plat. Les plus hautes montagnes ont été cicatrisées par les périodes glaciaires, avec des cirques et vallées encaissées. Situé dans le massif des Khibiny, le mont Ioudytchvoumtchorr est le point culminant de l'oblast à 1 200 mètres,,. Au centre de l'oblast, la chaîne de montagne de Montche s'étend aux abords de Montchegorsk. Derrière la chaîne se dessinent plusieurs petits massifs, avec les chaînes de Niavka, des Lièvres des Loups de Tchouna, de Salnié Toundry et de Touadach jusqu'au réservoir Verkhnetoulomskoïe. Ces massifs, fortement disséqués par des vallées fluviales et dépressions lacustres, continuent sur la péninsule de Kola jusqu'au lac Lovozero, avec le massif des Khibiny,.

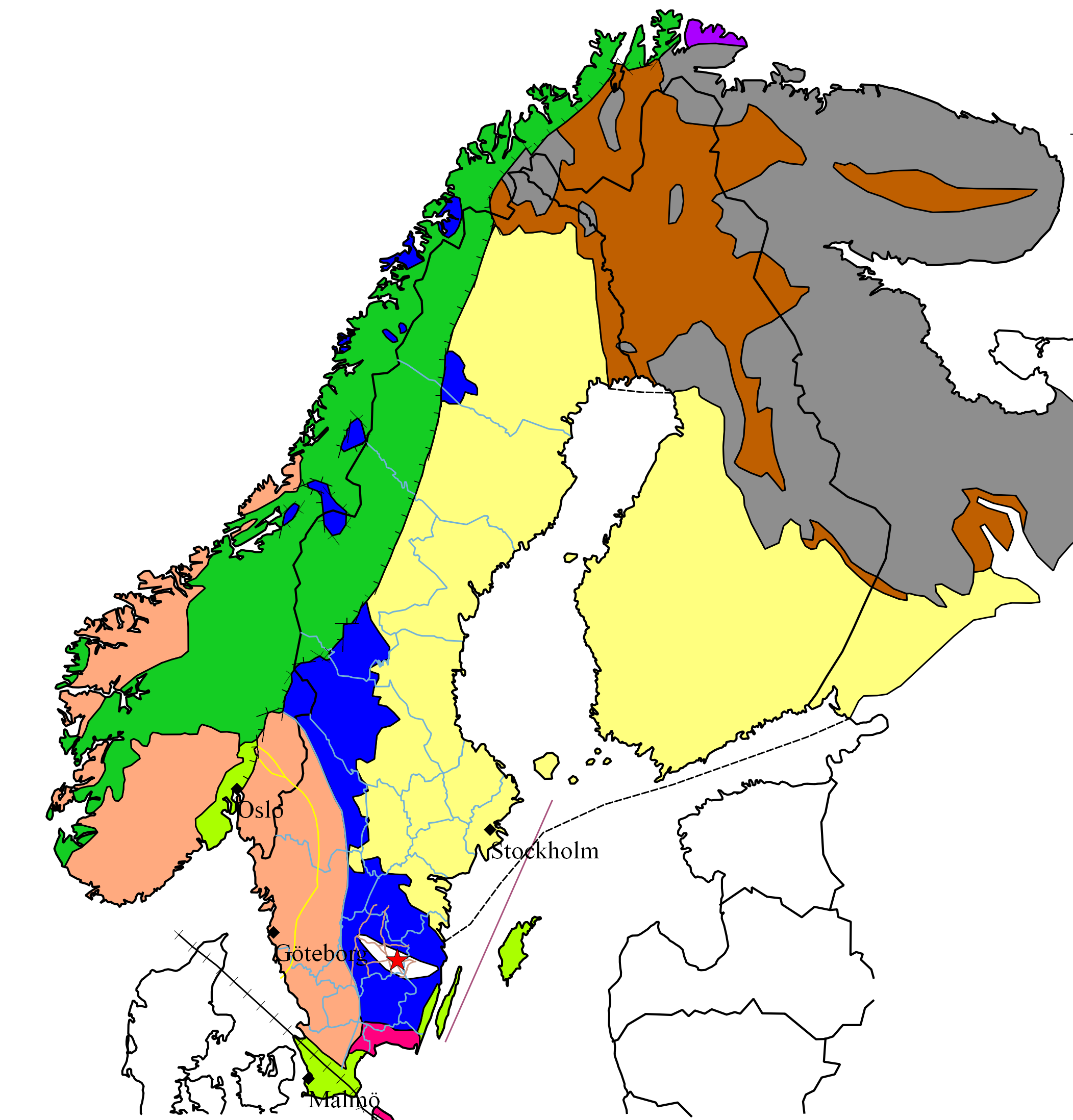
Principales divisions du bouclier scandinave.
Rochers archéens de Carélie et de Kola
Rochers Protérozoïques de Carélie et de Kola

Le nord de l'oblast, bordé par la côte Mourmane de la mer de Barents, est longée par des fells, de la Norvège jusqu'à l'est de la péninsule, qui décroient en altitude en s'éloignant vers l'est. Moustatountouri, chaîne de fells au nord-ouest, est le plus escarpé, coupant la côte par des fjords étroits profondément saillis dans les terres. Cette chaîne finit à Mourmansk, par le fjord de Mourmansk, plus grand fjord de l'oblast. Les péninsules de Sredni et de Rybatchi se rattachent à la terre à ces endroits,,. La mer Blanche est bordée par la côte de Ter, et en se rapprochant de Kandalakcha de la côte de Kandalakcha. Alors que la première est fortement abaissée, la seconde est un peu plus en hauteur, avec des fjärds et autres baies peu profondes. La frontière avec la Finlande est démarquée par le Maanselkä, un ensemble de moraines s'étendant sur 750 km de long du nord au sud,.
D'un point du vue géologique, l'oblast de Mourmansk constitue la partie nord-est du bouclier scandinave. L'histoire de bouclier est liée à l'activité magmatique, entraînant une omniprésence des roches magmatiques avec notamment les granites. Lors des dernières périodes glaciaires au Quaternaire, les glaciers ont déposé de nombreuses roches sédimentaires. Ainsi, des moraines ont été formées dans la région.

### Hydrographie

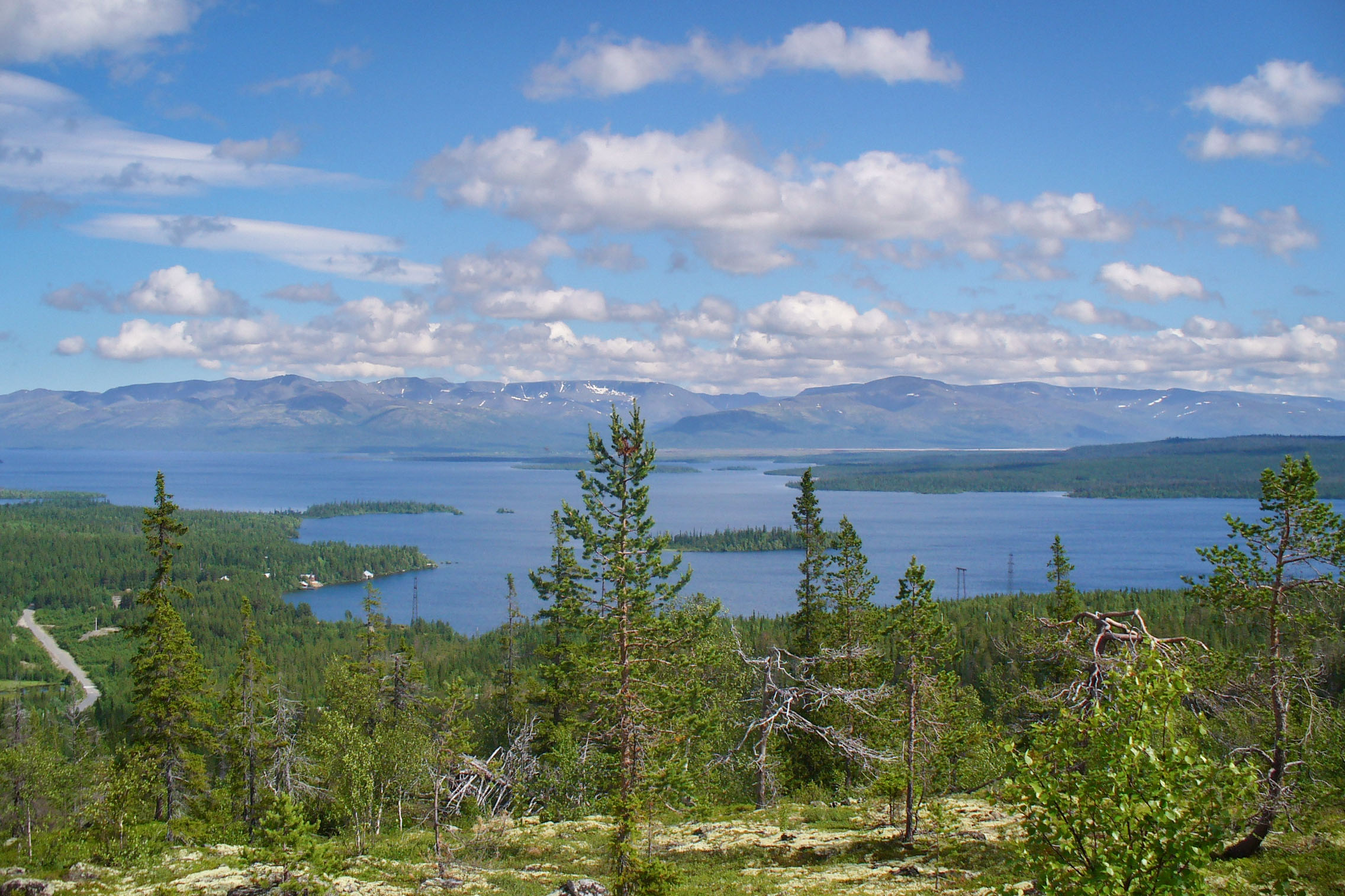
Le lac Imandra est un symbole majeur de l'hydrographie de l'oblast.

L'oblast de Mourmansk possède d'importantes réserves d'eau douce, les lacs couvrant 5 % de la superficie de son territoire, et 37 % si tous les espaces aquatiques ou humides comme les marais sont inclus. C'est l'une des régions de Russie avec le plus de lacs et de rivières de tous le pays. Plus de 110 000 lacs — dont vingt, d’une superficie supérieure à 30 km2 — et 18 200 rivières d'au moins 100 m de longueur déversent leurs torrents dans l’océan Arctique, par la mer de Barents ou par le golfe de Kandalakcha, l'un des 4 golfes de la mer Blanche,.
Les rivières sont à 95 % inférieures à 10 km, mais celles-ci représentent 63 % de la longueur totale des cours d'eau du territoire. La longueur cumulée de tous les cours d'eau dépasse les 60 000 km. Le régime des rivières est nivo-glaciaire, et pratiquement toutes gèlent pendant l'hiver. Outre le fleuve Ponoï et ses affluents, qui couvrent 10 % de la superficie de son territoire, plusieurs rivières et fleuves irriguent la province : Iokanga, Jaurujoki, Kovda, Lopskaïa, Lotta, Nota, Oumba, Pana, Paatsjoki, Petchenga, Pourna, Strelna, Tchapoma, Teriberka, Touloma, Tountsaïoki, Varzouga, Voronia, Zapadnaïa Litsa, etc,.
Le lac Imandra est de très loin la plus grande étendue d'eau de l'oblast, avec une superficie de 876 km2 et une profondeur maximale 67 m. Il est le 14e plus grand de Russie, et le lac Oumbozero, second plus grand lac de l'oblast, fait moitié moins en superficie. Trois autres lacs, le lac Kovdozero, le lac Lovozero et le lac Kolvitskoïe, dépassent les 100 km2 et 11 autres les 50 km2, avec parmi eux le lac Kanozero, le Vialozero et le Notazero. L'Oumbozero est le plus profond, avec 115 m à son maximum, et tous les lacs sont d'origine glaciaire. Parmi les nombreux petits lacs de la région, le Bolchoï Voudyavr est connu pour border la ville de Kirovsk, tandis que le lac Seïdozero aurait été selon le folklore local un lieu d'habitat des hyperboréens. 99 % des lacs sont inférieurs à 1 km2 mais l'ensemble des lacs couvrent néanmoins 5 % du territoire,.
Le réservoir Verkhnetoulomskoïe, créé pour alimenter en énergie Mourmansk, est la seconde plus grande étendue d'eau de l'oblast, avec 876 km2. La plupart des lacs naturels, y compris l'Imandra, sont devenus aussi des réservoirs avec la construction massive de barrages pendant l'ère soviétique,.

### Climat

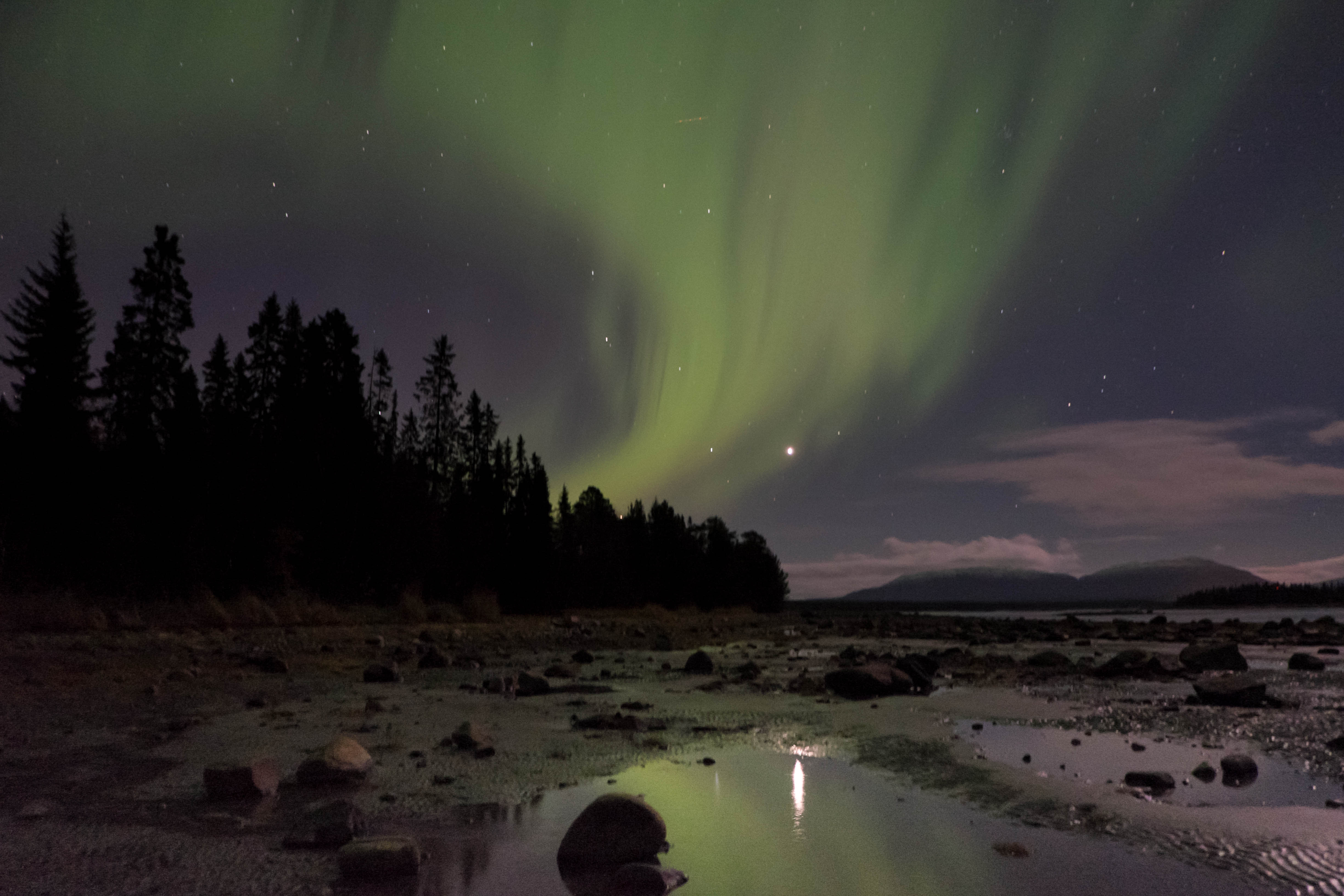
Aurores boréales, golfe de Kandalakcha.

L'oblast de Mourmansk connaît un climat à la transition entre polaire, tempéré, océanique, et il est plutôt doux, alors que l'oblast se situe pourtant au-delà du cercle polaire arctique. Cela est grâce au courant norvégien, issu de la dérive nord-atlantique, lui-même issu du Gulf Stream, qui réchauffe les eaux de la mer de Barents. Ainsi, le climat du littoral de la mer Blanche est légèrement plus froid que celui de la mer de Barents, bien que la première soit plus au sud que la seconde. Les mers refroidissent le climat en été, mais le réchauffent en hiver. Ce climat doux permet au port de Mourmansk d'être libre de glace toute l'année, malgré sa latitude,,,. La mer de Barents ne gèle pas en hiver, mais la mer Blanche si, car elle ne bénéficie que peu du gulf Stream. Quatre saisons se succèdent dans l'oblast : le printemps, l'été, l'automne et l'hiver, mais avec des différences importantes dues à la latitude septentrionale du territoire par rapport au reste de la Russie européenne mais aussi par rapport à d'autres régions aux latitudes similaires de Sibérie. L'oblast de Mourmansk connaît des nuits polaires, de la fin novembre à la mi-janvier en moyenne, et des jours polaires de la fin mai à la mi-juillet. À Mourmansk, le jour polaire va du 22 mai au 22 juillet, et la nuit polaire du 29 novembre au 15 janvier. La durée de la journée polaire dans la région varie de 17 jours dans la partie sud à 72 jours dans la partie nord,.

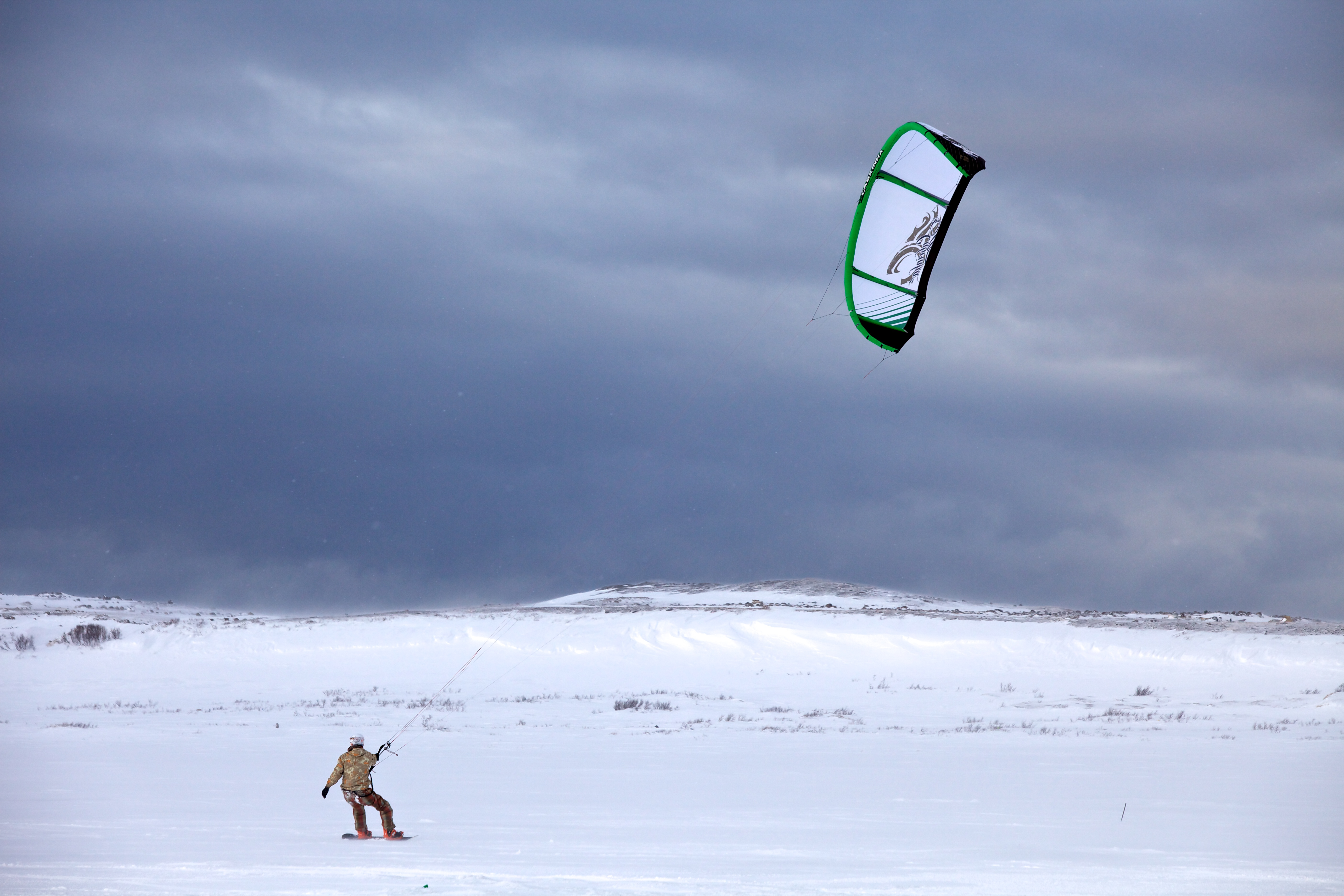
Snowkiteur à Teriberka.

La pluviométrie dans la région est importante dans les terres, avec plus de 1 000 mm en montagnes, mais 600 à 700 mm sur la côte mourmane et entre 500 et 600 mm dans le sud du territoire. La couverture neigeuse varie de 180 à 220 jours dans les plaines, et de 220 jours à plus en montagnes. En hiver, les tempêtes de neige sont fréquentes, tandis que toute l'année des vents balaient les littoraux. En montagnes, les avalanches ne sont pas rares, avec un pic en décembre et en mars-avril,,.
Le changement climatique affecte particulièrement la région, l'Arctique se réchauffant plus vite que la moyenne terrestre. Selon le scénario envisagé, les températures en hiver pourraient être d'ici la fin du siècle 3 à 4 °C supérieures par rapport aux années 1990, et jusqu'à +7 °C selon les scénarios les plus pessimistes. Si la période d'octobre à avril est prise en compte, les températures moyennes de cette période peuvent s'élever à +10 °C. La période de dégel devrait reculer tandis que les fréquences des canicules devrait augmenter. Début 2022, l'oblast a connu l'hiver le plus chaud de ces 30 dernières années, avec +5,2 °C un 24 janvier. Il n'égale cependant pas le record de 1949, où il était de +7 °C.
| Températures moyennes minimales                                           | −1,9 °C                                               | −3,1 °C                                     |
| Températures moyennes                                                     | 1,1 °C                                                | 1 °C                                        |
| Températures moyennes maximales                                           | 4,3 °C                                                | 4,9 °C                                      |
| Précipitations moyennes                                                   | 529 mm                                                | 791 mm                                      |
| Ensoleillement moyen                                                      | 1 293 h                                               | 1 521 h                                     |
| Record de températures Minimale / Maximale                                | −39,4 °C (21 janvier 1999) / 32,9 °C (9 juillet 1972) | −43,5 °C (janvier 1985) / 32 °C (août 2019) |
| Source : Pogoda i klimat, et pour l'ensoleillement NOAA et climatebase.ru |                                                       |                                             |

## Urbanisme

### Répartition des terres
La répartion des terres selon le rapport d'État « Sur l'état et la protection de l'environnement de la fédération de Russie en 2022 » du ministère des ressources naturelles et de l'environnement russe est, selon les catégories du code foncier russe, la suivante:
| Répartition                                  | 2022 (km2) | 2022 (%) |
| -------------------------------------------- | ---------- | -------- |
| Terres agricoles                             | 28 560     | 19,7     |
| Terres des localités                         | 637        | 0,4      |
| Terres d'industrie et autres fins spéciales  | 4 577      | 3,2      |
| Terres de territoires et des objets protégés | 3 263      | 2,3      |
| Terres du fonds forestier                    | 94 590     | 65,3     |
| Terres du fonds aquatique                    | 773        | 0,5      |
| Terres de réserve                            | 12 502     | 8,6      |
| Total                                        | 144 902    | 100      |

### Voies de communication et transports

#### Transport routier
Le réseau routier de l'oblast de Mourmansk se composait au 1er janvier 2020 de 3 585,124 km de routes, dont 96,3 % d'entre elles sont goudronnées (soit 2 472 km). Les routes sont pour certaines des routes fédérales (561,396 km), des routes régionales (2 025,628 km) ou des routes locales (998,1 km). La majorité des localités de l'oblast (106 sur 145, soient 73,1 %) sont desservies par des routes goudronnées, soit un pourcentage plus élevé que la moyenne russe, qui est de 66,1 %. Le réseau routier se connecte à la fois au réseau routier russe, mais aussi au réseau routier norvégien et finlandais, avec 4 postes-frontières (2 pour la Finlande, dont celui de Raja-Jooseppi, 1 pour la Norvège). Le réseau fait partie du réseau routier européen,.
La principale route de l'oblast est la route fédérale R-21 Kola, seule route fédérale de l'oblast. Elle était connue avant 2011 sous le nom de M18, et traverse l'oblast du sud au nord, depuis la frontière avec la Carélie, par la banlieue sud de Mourmansk, avant d'arriver à la frontière avec la Norvège en direction de Kirkeness dans la kommune de Sør-Varanger. Outre cette route, de nombreuses routes régionales existent, la plupart partant de la R21 en direction des localités de l'oblast. La plus grande est la 47A-001, de Kandalakcha à Salla en Finlande, puis la 47K-050 de Mourmansk à Toumanny et la 47K-011 d'Oumba à Varzouga. D'autres routes vont de Kirovsk à Oumba, d'Oumba à Kandalakcha, de Nikel à Paksuniemi (Finlande) et de la R21 à Kovdor. Entre 1992 et 2004 fut construit le pont de la baie de Kola, enjambant la baie du même nom, au sud de Mourmansk. Ouvert en 2005, il coûta 5,2 milliards de roubles, permit de raccourcir le trajet de la R21 vers la Norvège.

#### Transport ferroviaire

Carte des chemins de fer de l'oblast. En noir les lignes en service, en rouge détruites et en bleu/vert en projet.

Le transport ferroviaire dans la région existe depuis 1916, lorsque la région devenue stratégique alors que la Première Guerre mondiale était en jeu. Il a depuis plus de 100 ans évolués, avec des ajouts ainsi que des destructions de lignes. Aujourd'hui, la région est desservie par 870 km de voies de chemin de fer, dont 439 km sont électrifiés. Presque tout le réseau est électrifié en courant alternatif (416 km), sauf les 23 km entre Apatity, Kirovsk et Titan, et le réseau est exploité par les chemins de fer russes.
La section septentrionale de la voie ferrée de Mourmansk, ligne de passagers la plus au nord du monde, se trouve dans l'oblast, ainsi que le chemin de fer Kola-Nikel (avec une branche vers Petchenga) et celui d'Olenegorsk à Montchegorsk entre autres. Au sein de l'oblast se trouvent trois lignes de passagers régionales, avec une entre Kandalakcha et Mourmansk ; une entre Kandalakcha et Poïadonka et une dernière entre Mourmansk et Apatity. Il y a 5 gares et 54 haltes. En 2021, 68 000 passagers régionaux ont été transportés dans l'oblast,. 

#### Transport maritime

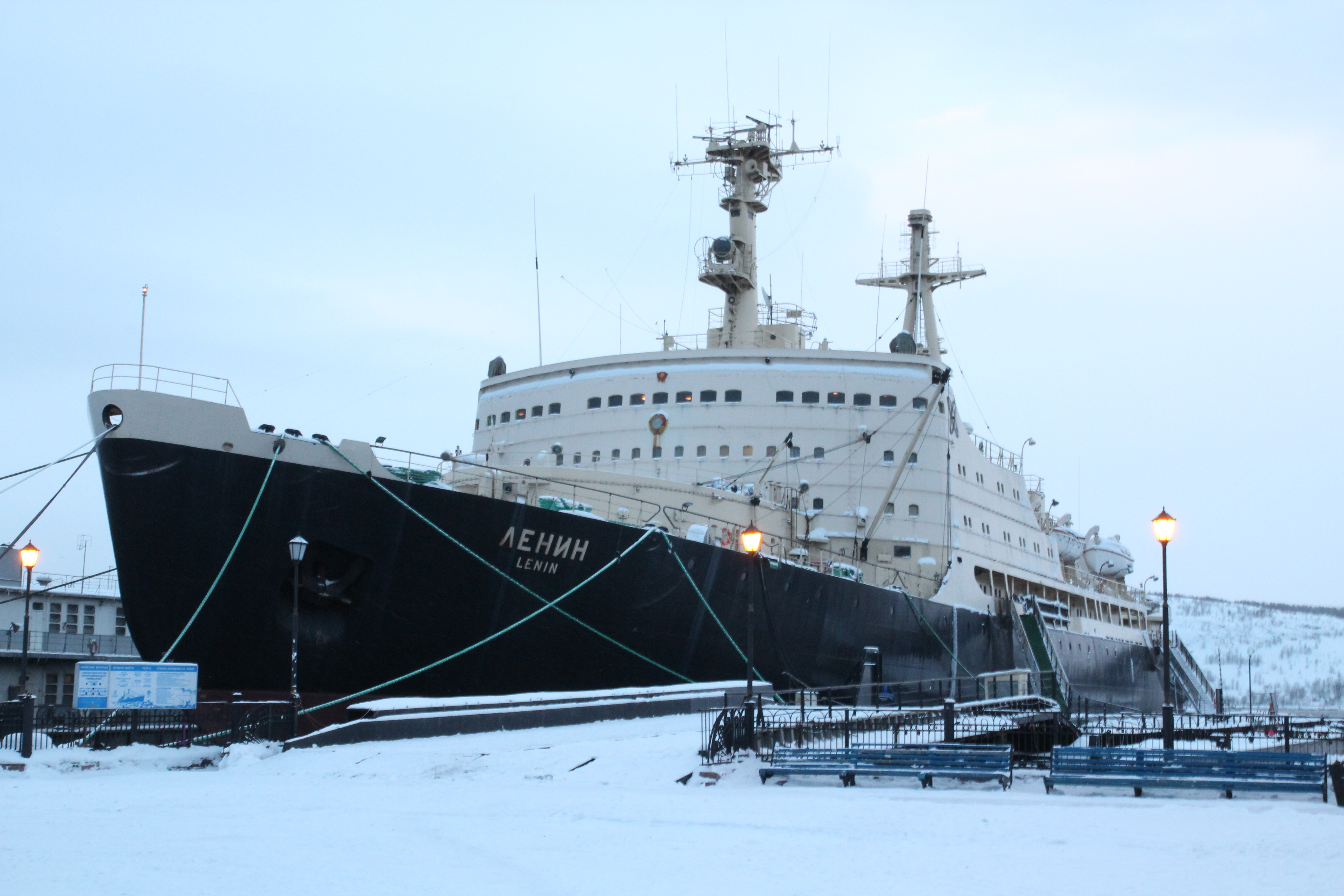
Brise-glace Lénine.

L'oblast de Mourmansk, a contrario d'autres régions russes aux mêmes latitudes, ne voit pas ses eaux geler en hiver grâce au courant norvégien. La région est ainsi devenue stratégique pour la Russie, et en particulier les ports de Mourmansk et de ses alentours, qui sont en eau profonde. La flotte du Nord a élu domicile à la base navale de Poliarny juste à côté de Mourmansk, tandis que l'oblast tire une part importante de son économie du transport, en particulier maritime,. En 2018, la région a transporté 14 % de toutes les marchandises transportées par voie maritime en Russie. Il y a deux autres ports dans l'oblast : le port de Kandalakcha et le port de Vitino. Le port de Mourmansk devrait être rénové afin de permettre l'exploitation future de gisements dans l'Arctique.
Depuis l'époque soviétique, Mourmansk est le port d'attache de nombreux brise-glace russes, y compris de brise-glace à propulsion nucléaire, ainsi que du seul cargo à propulsion nucléaire toujours en service, le Sevmorput. Dans le domaine militaire, le chantier naval no 10 à Poliarny a construit certains sous-marins soviétiques. Ces navires ont gagné en importance ces dernières décennies avec le réchauffement climatique et la fonte de la banquise. Le sujet se trouve le long de la route maritime du Nord, route maritime praticable actuellement seulement en été, mais que les brise-glace font en sorte d'étendre sa période d'ouverture au maximum.
La compagnie maritime de Mourmansk, fondée en 1939, est l'une des plus grandes entreprises de la région, et disposait de 303 navires en 2014. Elle détient la plupart des brise-glace de la région, excepté ceux à propulsion nucléaire, gérés par Atomflot.

#### Transport aérien

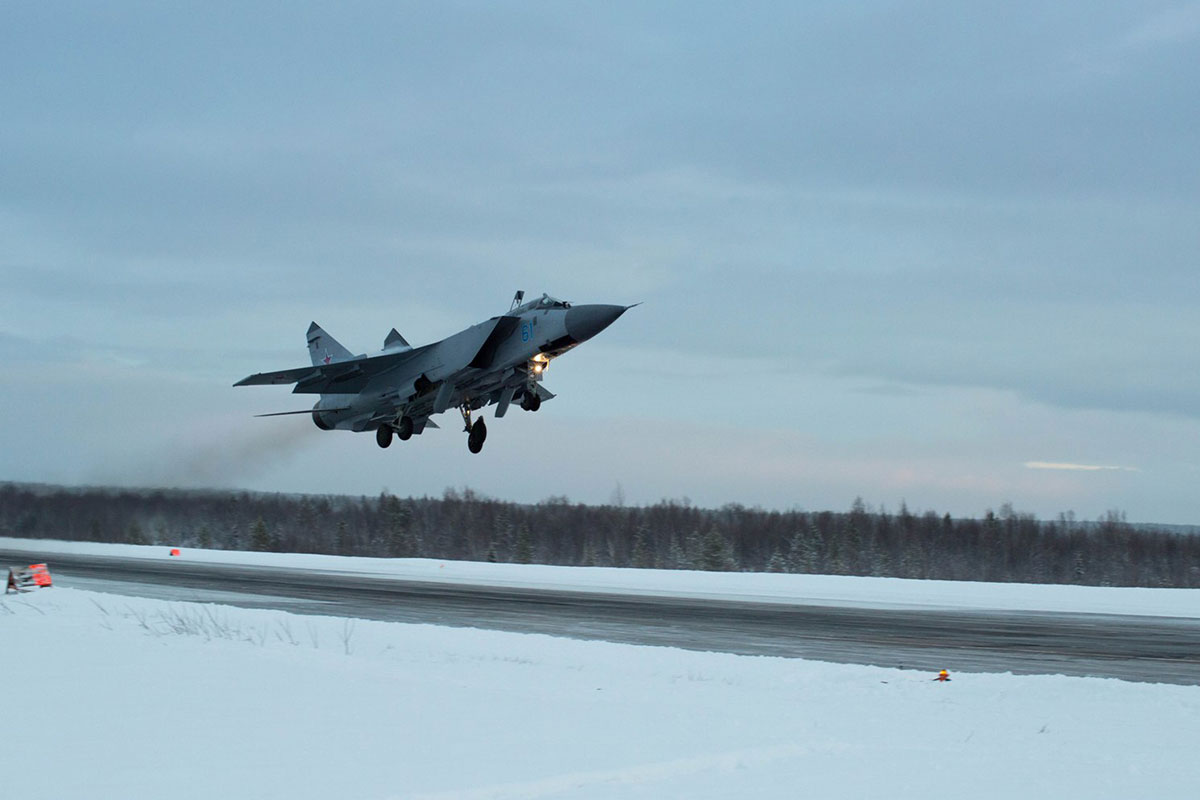
Mi-G 31 décollant de la base de Montchegorsk.

La région est desservie par l'aéroport Nicolas II de Mourmansk, principal aéroport de l'oblast, avec près de 1 300 000 passagers passagers en 2022. Il est desservi par des liaisons vers Moscou, Saint-Pétersbourg, en saison vers Antalya et d'autres. De plus, la région dispose en plus petit de l'aéroport de Khibny, desservant les villes d'Apatity et de Kirovsk, et de celui de Lovozero. Des liaisons en hélicoptère (de type Mi-8) sont assurées vers les localités isolées de l'oblast, tel que vers Tchapoma, Krasnochtchelié ou Kanevka.
Les forces armées de la fédération de Russie disposent d'un nombre important de bases aériennes dans l'oblast, tel que celles de Montchegorsk, d'Olenia, de Severomorsk-1 et de Severomorsk-3. Les deux dernières sont les plus grandes, tandis qu'Olenegorsk héberge les bombardiers et Olenia les chasseurs. Elles relèvent toutes de la flotte du Nord.

## Histoire

### Préhistoire

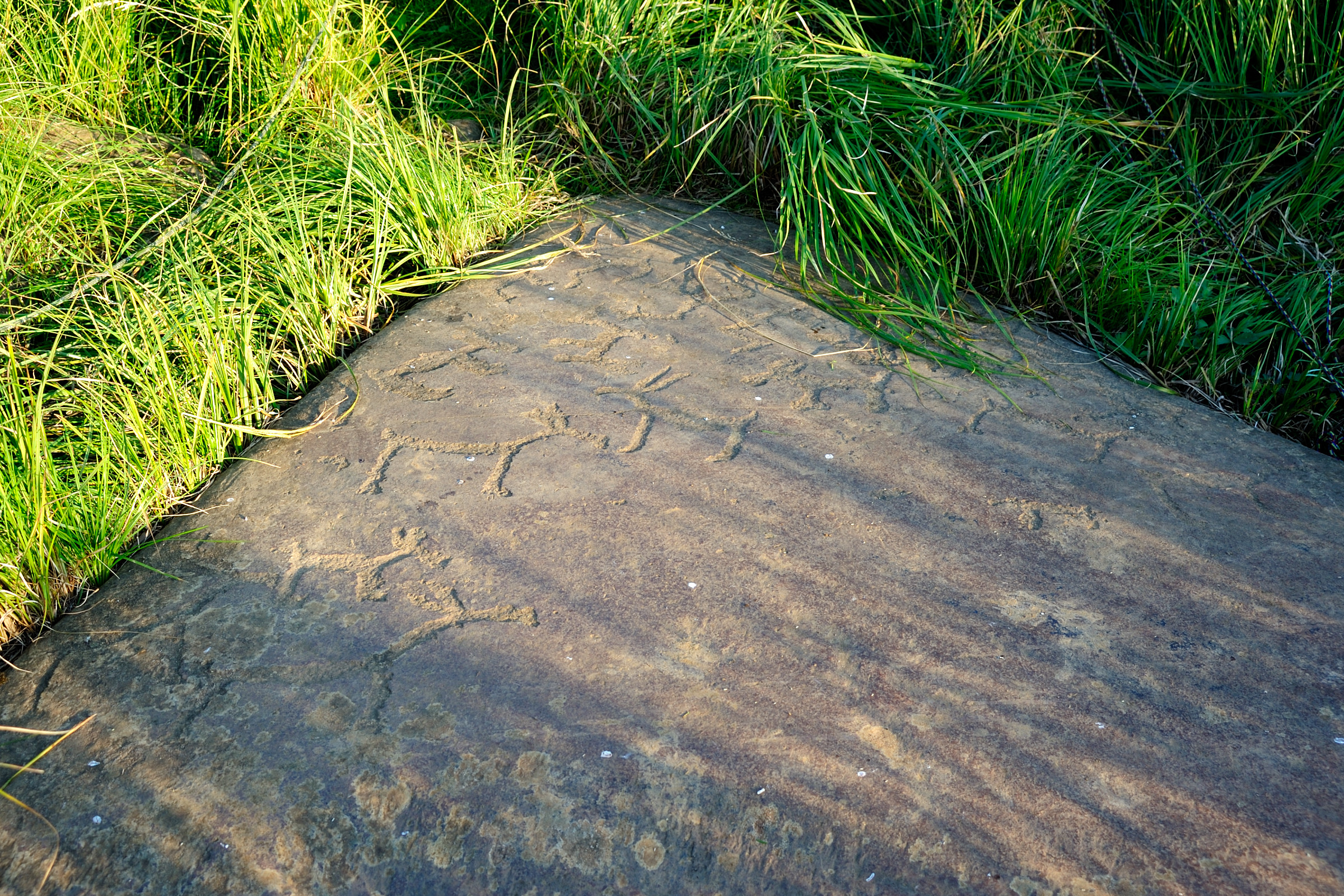
Les pétroglyphes de Čalmn-Varrė datent de l'âge du Bronze, et ont été découverts en 1973.

Les premières traces de peuplement humain du territoire remontent à l'époque mésolithique, appelée dans la région paléolithique arctique, au Xe millénaire av. J.-C.  et aux VIIIe et VIIe millénaires av. J.-C.. Les traces ont été trouvées sur les péninsules de Rybatchi et de Sredni, dans le nord de la région. Sur la péninsule de Rybatchi ont été trouvés environ 30 pétroglyphes, datés des VIIe et VIe millénaires av. J.-C. au mésolithique. Parmi les autres sites figurent ceux de Lovozero dans le cours supérieur de la rivière Voronia ainsi que le site de Goussini sur la rive sud du détroit de Kildine. Les plus anciens habitants de la péninsule de Kola sont au nord les Samis (Lapons) et au sud les Caréliens.
Le peuplement continue au Néolithique par des populations venues du sud, de Carélie, puis au Chalcolithique et à l'âge du Bronze. Entre le mésolithique et l'âge du Bronze, le nombre de sites découverts augmente, ainsi que la superficie des sites. Les traces archéologiques montrent que la population de la péninsule de Kola entretient des liens culturels constants avec les territoires voisins de Scandinavie, de Finlande, de Carélie, du sud de la mer Blanche ainsi que d'autres régions. Les sites entre le Néolithique et l'âge du Bronze incluent entre autres ceux de Maïak, de Kharlovka, d'Oust-Drozdovka et de Oleonostrovski. Mais l'un des plus importants sites reste celui des pétroglyphes de Kanozero, découverts seulement en 1997, qui datent des IVe au IIe millénaires av. J.-C., et qui rassemblent environ 1 400 images, soit le plus grand site pétroglyphique de la région,. L'autre site important est celui de Čalmn-Varrė, qui contient environ 300 images rupestres. Ce site est daté pour la période la plus ancienne de la fin du Néolithique (IIIe millénaire av. J.-C.) et pour la période ultérieure de l'âge du Bronze, au IIe millénaire av. J.-C.. La péninsule de Rybatchi compte des pétroglyphes des IIe et Ier millénaires av. J.-C., qui sont semblables à des productions de Sibérie bien qu'inhabituelles dans la région.
L'âge de pierre et les périodes ultérieures sont moins étudiés, que ce soient les villages samis, les sépultures ou d'autres tytypes e de sites.

### Moyen-Âge
La péninsule de Kola commence à être colonisée par des populations scandinaves aux IXe et Xe siècles, dans une zone qui devient alors la périphérie des principautés russes, au même titre que les côtes de la mer Blanche, le pays de la Dvina et la Biarmie. Néanmoins, ils ne sont pas les seuls à s'intéresser aux terres, et des russes de la république de Novgorod s'avançent dans la région. Deux cimetières slaves à l'embouchure de la Varzouga datant du XIIe siècle témoignent de l'arrivée de ces populations, avec des objets ressemblants à ceux trouvés dans les tombes à Novgorod. Les populations slaves venaient dans la région pour pêcher et chasser, mais de cette époque-là aucune colonie permanente n'a été établie. La première mention de la péninsule de Kola, appelée alors la terre de Ter, date de 1216, où elle est mentionnée comme le lieu de peuplements de populations payant le tribut à Novgorod. Un autre document de 1256 mentionne le volost de Ter, un des volosts de la république de Novgorod. Entre ces deux populations, scandinaves et slaves, commencent des conflits armés, alors que les frontières n'étaient pas établies. Face à ce contentieux territorial, la première tentative de négocier a lieu lorsque les envoyés du grand-duc et prince de Novgorod Alexandre Nevski rencontrent le roi norvégien Håkon IV en 1257 à Trondheim. Cette rencontre aboutit à un traité de paix entre les deux pays, mais le contenu de l'accord ne nous est pas parvenu, mais l'on suppose qu'elles concernaient les questions frontalières,,. Cela fit que le territoire de Ter (Ter ou Tré,), qui est la partie orientale de la péninsule de Kola, était sous domination novgorodienne.

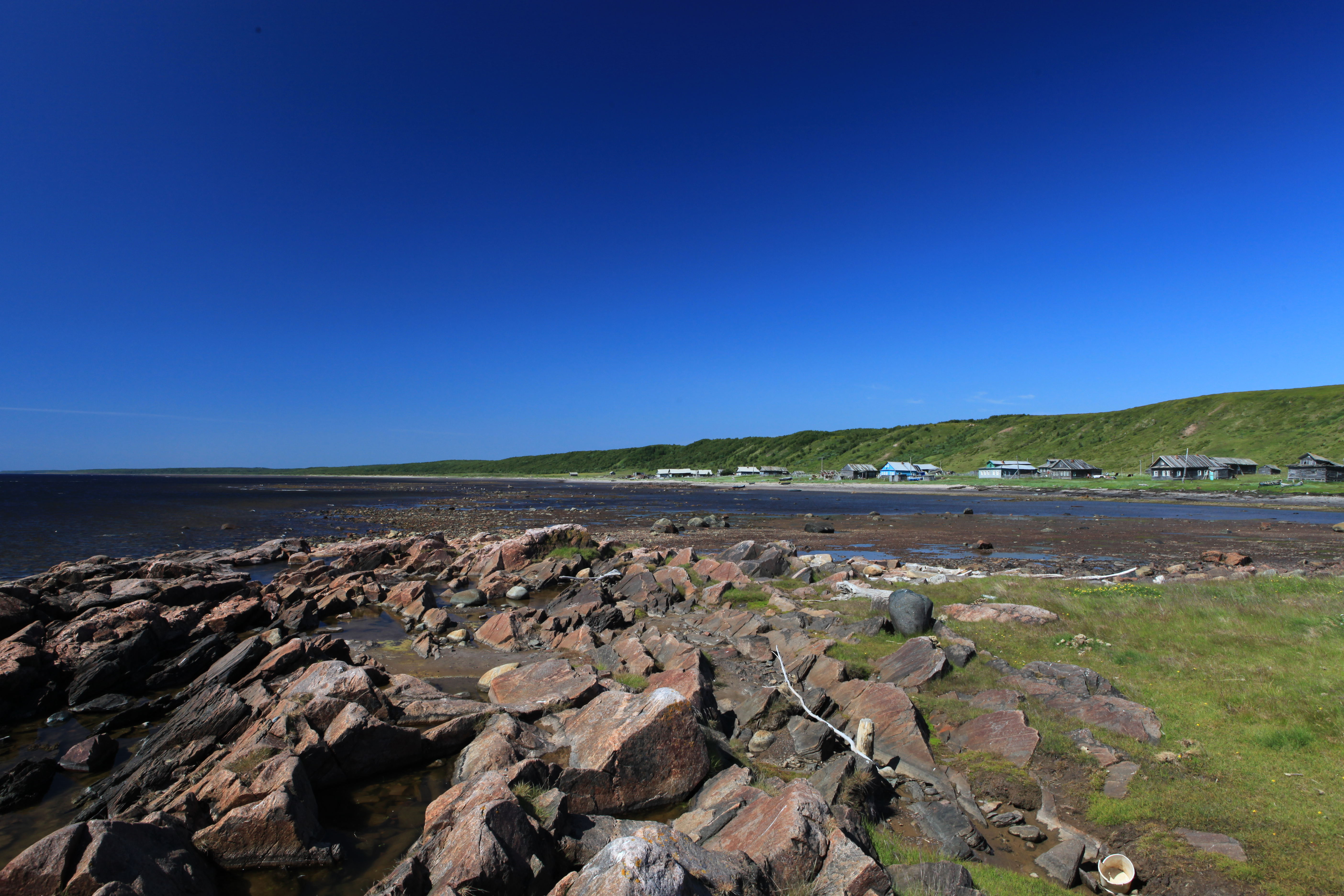
Paysage de la côte de Ter, ici à Tetrino.

Cependant, des conflits entre les communautés reprirent dans le Finnmark, nom de la région qui regroupe aujourd'hui la péninsule de Kola et l'actuel Finnmark. En particulier en 1323, un détachement russe pénétra dans le Halogaland et brûla un domaine royal. La république de Novgorod et la Norvège conclurent un nouveau traité de paix en 1326 avec le roi Magnus Eriksson. Il protège les habitants de Norvège des raids de Novgorod, rétablissait le statu quo ante bellum dans les relations entre les deux pays, et a établi une procédure conjointe de démarcation des terres le long de ces frontières. Néanmoins, la république de Novgorod fit le travail de démarcation. Le traité créa une zone tampon, où Novgorod comme la Norvège pouvaient taxer (faire payer le tribut) aux autochtones samis, et où ils pouvaient exploiter le poisson et la fourrure. Cet arrangement resta en vigueur jusqu'en 1826. Les Caréliens, qui commençaient à émigrer dans la région, étaient ceux qui étaient chargés de faire payer le tribut aux Samis pour le compte de Novgorod. Le double tribut en Laponie illustré par ce traité montre l'impuissance des deux côtés à résoudre le problème en leur faveur, car ni les colonies norvégiennes ni les colonies novgorodiennes restaient longtemps, et leurs puissances respectives étaient à peu près égales. En particulier pour Novgorod, construire des localités était dangereux à cause des Norvégiens.
Pourtant, les moyens diplomatiques n'ont pas éliminé les conflits, et les deux camps ont continué à mener des campagnes militaires dans la région. La première mention de la plus ancienne localité connue et peuplée continuellement de la région, Varzouga, localité carélienne (nommée Korelski pogost de l'Argouz à l'époque,) sur la côte de Ter, a lieu dans ce contexte en 1419,. Les Norvégiens débarquèrent depuis leurs navires et attaquèrent le pogost de Varzouga. Face à cet évènement, Novgorod envoya un détachement de Caréliens, qui construisirent à nouveau sur un site au bord de la Varzouga plus éloigné de la côte pour éviter les raids. Plus généralement au début du XVe siècle, les paysans russes et les Caréliens ont fondé deux volosts : celui de Varzouga et celui d'Oumba,.

### La colonisation russe

#### Moscovie et Tsarat de Russie

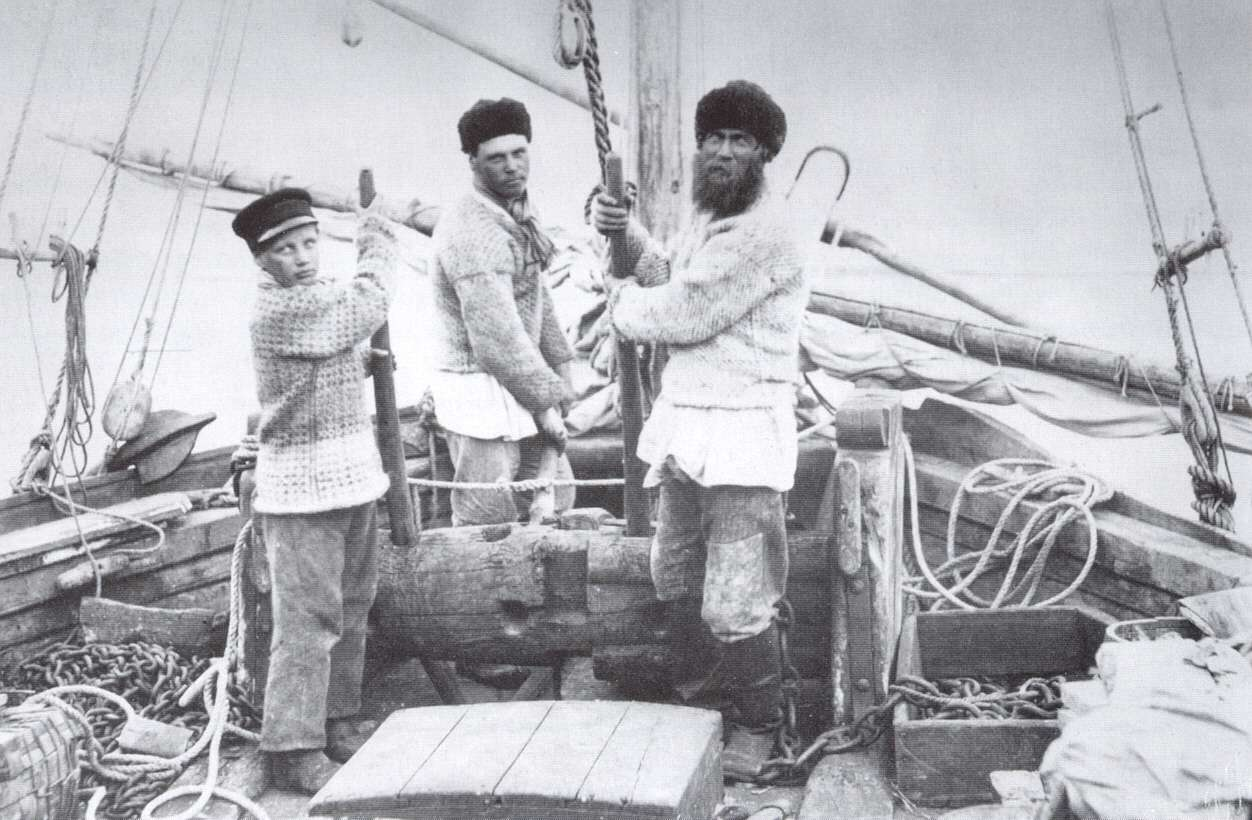
Les Pomors étaient des chasseurs originaires de la république de Novgorod ; leurs descendants colonisèrent les côtes de la mer Blanche.

La victoire moscovite à la bataille de la Chelon en 1471 face à Novgorod permet à Ivan III d'exiger la cession des terres du nord que son prédécesseur Vassili II n'avait pas pu prendre lors du traité de Iajelbitsy en 1456. Ivan III reprend ainsi Varzouga et Oumba et plus généralement les côtes de Ter et du nord de Kola entre 1475 et 1477. Après l'annexion de la république de Novgorod (1478) à la Grande-principauté de Moscou, l'immigration russe dans la péninsule de Kola se poursuivit jusqu'au XVIe siècle, avec la fondation de colonies comme Kandalakcha et Poria-Gouba. Ces deux colonies sont pour la première fois mentionnées dans un document de 1563. La ville de Kola est mentionnée pour la première fois en 1565.
C'est dans le deuxième quart du XVIe siècle (années 1520-1530) que le développement monastique commence à se développer, ainsi que la christianisation du territoire. Le rôle de la christianisation est assurée par des ascètes comme Tryphon de la Petchenga et Théodoret de Kola. Au cours de la période, des monastères sont créés, comme le monastère de la Petchenga et celui de Kandalakcha. Dans la péninsule, des paroisses ecclésiales sont créées, et des églises sont construites.
Dans la seconde moitié du XVIe siècle, l'agriculture monastique se développe dans le territoire. Un certain nombre de volosts du Pomorié et de pogosts de Kola sont devenus la propriété des monastères, où les Pomors comme Lapons furent réduits au servage à partir de la fin du dernier quart du XVIe siècle. Ces monastères ont commencé à fabriquer du sel, à exploiter du mica et ont continué la pêche. La société same est affectée par ces changements rapides : la langue russe devient la langue du commerce, et les Samis acquièrent les méthodes de pêches russes ainsi que les armes à feu. Mais bien que le christianisme se diffuse dans la région, le paganisme same reste en partie préservé dans la vie du peuple.
Les populations de la région vivent principalement de la pêche, dont celle de la morue, aussi bien le long des rives de la mer Blanche que de celles de la mer de Barents. Le littoral de la mer de Barents rentre alors en contact avec d'autres pays européens, avec l'essor du commerce,. Le développement du commerce international, dès les années 1560, lorsque la Russie et les États européens établirent des relations commerciales, permet l'exploration à des fins géographiques de la région. La première mention du commerce international a lieu en 1557 sur la péninsule de Rybatchi. Une des premières cartes est celle d'un Anglais nommé William Barrow, qui participa à des expéditions anglaises dans le nord de la Russie en 1553 et 1556-1557. Des marchands russes affluent dans la région et font du commerce avec leurs homologues occidentaux, principalement des marchands de Novgorod, Moscou, Iaroslavl, Vologda, Oustioug et Solvytchegodsk. Au début du XVIIe siècle, la cartographie européenne de la région s'améliore, notamment par les cartes de Simon van Salingen de 1601 et d'Hessel Gerritsz en 1613. La péninsule de Kola apparaît aussi dans le Livre du Grand Dessin, description détaillée de la carte de l'ensemble du territoire de la Russie des XVIe siècle et XVIIe siècle.

Au tournant des XVIe et XVIIe siècles, la Russie forme une division territoriale de la région, avec la création d'un poste de voïvode dans la région en 1582, qui devient l'ouïezd de Kola. Entre 1585 et 1584 est construit le fort de Kola. Sur cette terre, des conflits internationaux réémergent dans le territoire, qui virent souvent en affrontements militaires. Ils sont provoqués par les revendications suédoises et danoises sur Kola. La flotte danoise fit des attaques sur la côte mourmane en 1582 et en 1623, tandis que la Suède mena des attaques en 1589-1591 et en 1611. En particulier le 30 novembre 1589 a.s., les Suédois détruisent le monastère de la Pecthenga. Le différend territorial avec la Suède fut réglé lors du traité de Stolbovo en 1617, tandis que la Danemark continua à faire des revendications après 1623, mais seulement de façon diplomatique.

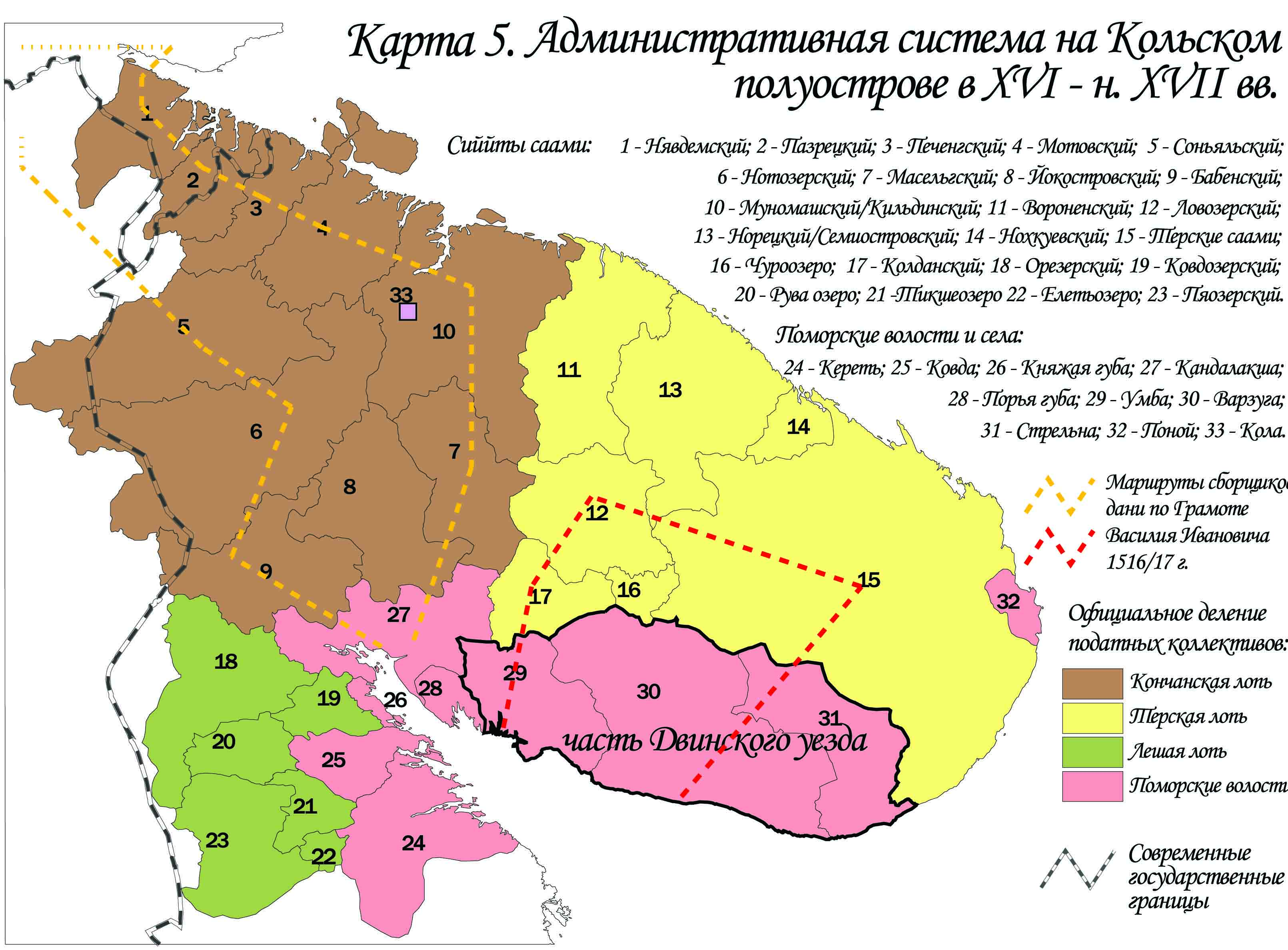
Carte administrative de la péninsule aux.

Le Temps des troubles n'épargna pas la région, et plusieurs paroisses furent touchées par ce que les sources d'époque qualifient de bandes de « voleurs » (des cosaques et des « Lituaniens »). D'autres troubles politico-religieux russes gagnèrent la région, en particulier le schisme au sein de l'Église orthodoxe russe ; le raskol. L'archiprêtre Ivan Neronov, qui était l'un des opposants à la réforme du patriarche Nikon, fut exilé en 1654 à Kandalakcha, tandis que les partisans du soulèvement du monastère des Solovki, opposants au schisme, étaient détenus dans la forteresse de Kola.

#### De 1700 à 1917 (Empire russe)

##### AuXVIIIesiècle

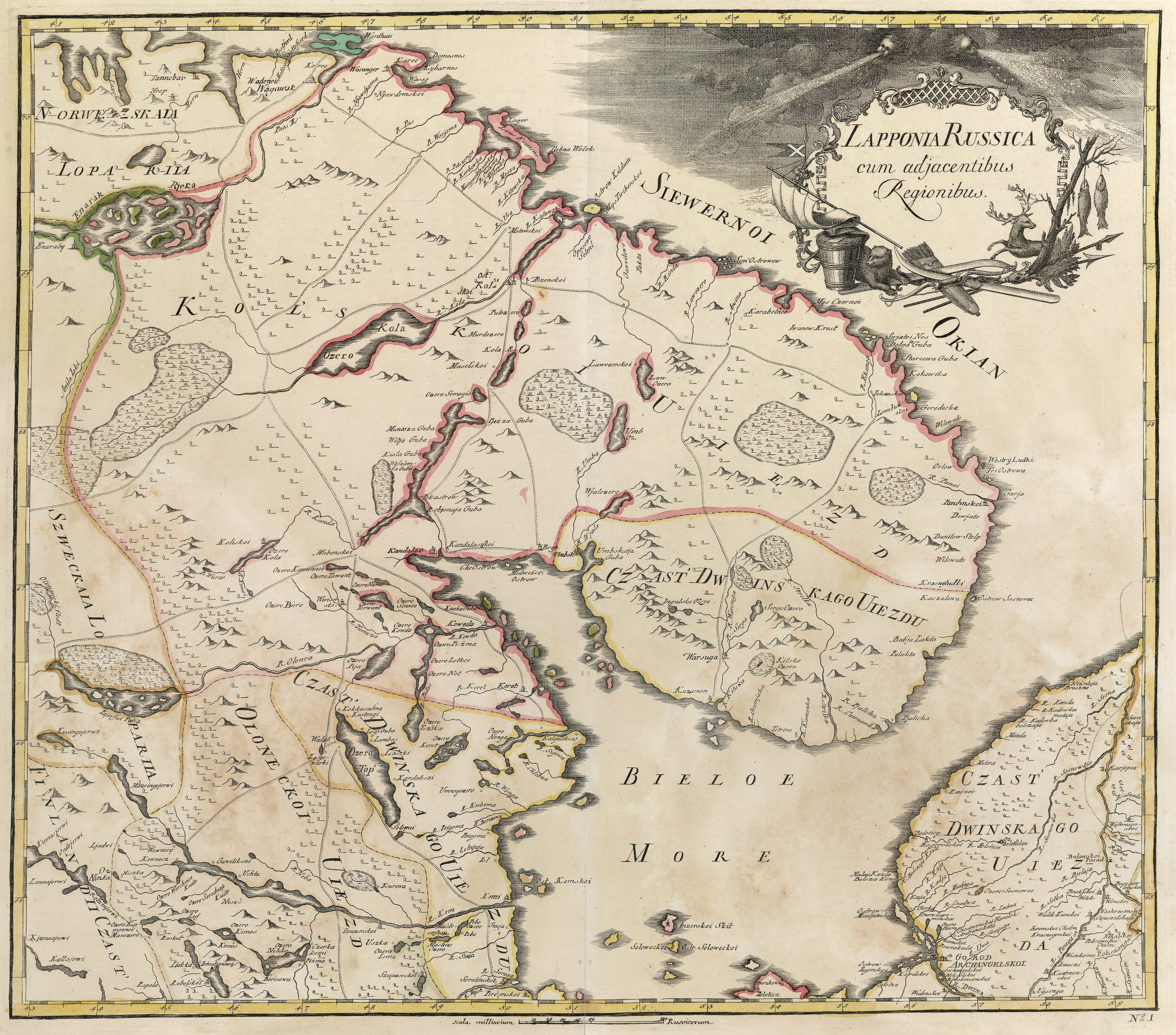
Carte en latin de la région en 1745.

Les réformes provinciales de Pierre le Grand et de ses développement marquent le début d'une nouvelle étape de développement de la région, alors que le tsar souhaite prendre exemple sur l'Europe pour son pays. En 1708, l'ouïezd de Kola est rattaché au gouvernement d'Arkhangelogorod. En 1780, le gouvernement devient l'oblast d'Arkhangelsk dépendant de la vice-royauté de Vologda, avant que l'oblast devienne en 1784 le gouvernorat d'Arkhangelsk, indépendant de Vologda. Au niveau local, des organes municipaux sont créés, avec des bourgmestres et zemstvos. La réforme régionale de l'impératrice Catherine II conduisit à l'établissement de tribunaux dans la région. De plus, la côte de Ter et une partie de la Carélie du Nord est transféré de l'ouïezd de Kola à celui de Kem. En 1797, des doumas municipales sont instaurées à travers la Russie. Concernant les Samis, une commission statuaire est faite en 1767-1768, afin d'accorder plus d'autonomie aux Samis.
Toujours sur le plan des réformes, alors que tout au long du XVIIe siècle, les principautés monastiques (votchina) gagnaient en puissance, elles sont abolies en 1764, avec la confiscation de tous les serfs de la péninsule de Kola, devenus propriété de l'État tsariste.
L'État intervient dès le début du siècle dans l'économie, voyant que cela peut lui rapporter d'importants profits pour le Trésor. En 1703-1704, il crée ainsi un monopole, appartenant à Alexandre Menchikov, pour l'achat et la revente à l'étranger de saindoux de mammifères marins et de poissons. En 1725, l'industrie baleinière de Kola est créée : elle s'établit au port Catherine du fjord de Kola, et dans les années 1730-1740, des mines de cuivre et d'argent sont créées dans les bassins des rivières Ponoï et Poriïa. Bien que l'État bénéficie fortement de l'économie locale, le privé commence à s'implanter dans la région, avec des marchands organisant la chasse à la baleine en envoyant des navires au Spitzberg. Les Russes et les Samis continuent à exercer l'agriculture, et chez les Samis, l'élevage de rennes se développe. Néanmoins, la production de sel cesse au même moment dans la région.
La péninsule de Kola conserve à cette époque son importance militaire, et lors de la Grande guerre du Nord, des guerres russo-suédoises de 1741-1743 et de 1788-1790, le fort de Kola a été renforcé et des données de renseignement étaient collectées à la frontière. Mais vers la fin du XVIIIe siècle, l'importance militaire a commencé à décroître, et la garnison militaire de Kola a été significativement réduite. Néanmoins, le début des réformes de Pierre le Grand entraîna le recrutement d'une partie de la population dans la marine russe. Le port Catherine dans le fjord de Kola était utilisé comme base temporaire pour les vaisseaux militaires, lors des guerres russo-suédoises de 1741-1743 et 1788-1790. Le fort de Kola resta cependant un lieu d'exil pour les criminels qui ne cessaient de croître, comme pour certains participants du soulèvement de Pougatchev.
Au niveau scientifique, Kola devient un objet de recherche scientifique, et en 1727, la région est à nouveau cartographiée. Une carte de la Laponie russe est publiée en 1745. Plusieurs expéditions académiques viennent étudier les phénomènes astronomiques décrits dans la région, comme celle d'Ivan Lepekhine ou celle de Nikolaï Ozeretskovski. Mikhaïl Lomonossov contribua à l'étude des ressources naturelles, de l'état des glaces et de l'histoire de la navigation dans l'Arctique, et il lança une expédition polaire commandée par Vassili Tchitchagov.

##### 1800 - 1917

###### Première moitié duXIXesiècle
Pour la population russe, la région restait au début du XIXe siècle encore isolé, peu propice au développement et peu exploré. Néanmoins, la Compagnie de la mer Blanche est créée en 1803, et relance un peu la vie commerciale et industrielle de la province, bien que n'ayant pas une grande influence. 
Au début du XIXe siècle, la région est sous-estimée par le pouvoir impérial, ce qui vaut aussi par rapport au domaine militaire. En effet en 1801, la garnsion militaire du fort de Kola est réduite à nouveau, et toute l'artiellerie est transférée vers les Îles Solovki. Mais cela se retourne contre l'Empire russe, et après que la Russie ait adhéré en 1807 au blocus continental de la Grande-Bretagne déclaré par Napoléon, les Anglais répondent en effectuant plusieurs raids sur la côte du territoire en 1809 et 1810. En 1809, Kola est prise par les Anglais brièvement, et l'année suivante, les biens de la Compagnie de la mer Blanche sont détruits, ce qui conduisit à son effondrement, et ainsi à l'arrêt presque complet du commerce avec les autres pays de la région. L'arrêt du commerce motiva l'Empire russe a fermé le poste douanier de Kola, et signa la fin du rôle de la ville de Kola comme port de commerce.

###### Seconde moitié duXIXeet début duXXesiècle
Dans la seconde moitié du XIXe siècle, le mode de vie traditionnel des Pomors commença à changer rapidement. La menace d'une attaque depuis la mer, présente depuis le Moyen Âge, a disparu, et les voies de communications se sont développés dans la région.
Malgré leur activité économique, les colonies permanentes de la péninsule virent leur population stagner jusque dans les années 1860, et elles ne connurent qu'une croissance sporadique jusqu'en 1917. La population de Kola en 1880, par exemple, n'était que de 500 habitants répartis en 80 foyers, contre 1 900 habitants et 300 foyers en 1582. Les infrastructures de transport étaient quasi inexistantes et les communications avec le reste de la Russie, irrégulières. L'année 1887 vit un afflux de Komis et de Nénètses qui fuyaient une épidémie de rennes et amenaient avec eux de grands troupeaux, aggravant la compétition pour les prairies avec les Lapons, et la marginalisation des autochtones. Vers la fin du XIXe siècle, les Lapons avaient été pratiquement repoussés au Nord, les Russes ethniques occupant tout le sud de la péninsule. Le village de Lovozero devint le dernier bastion de la culture same. En 1894, la péninsule reçut la visite du ministre russe des Finances, Serge Witte, qui revint convaincu du potentiel économique de la région, et c'est ainsi que dès 1896, la région était reliée par le téléphone et le télégraphe au reste du continent. On envisagea même la construction d'une ligne de chemin de fer. En 1896, la ville d'Alexandrovsk (auj. Poliarni) était fondée, et elle connut une croissance si forte que dès 1899 elle recevait le statut de ville, et l'ouïezd de Kola fut rebaptisé ouïezd d'Alexandrovsk.
Au cours de la Première Guerre mondiale, la péninsule, encore sous-développée, se trouva occuper une position stratégique, à la jonction de la Russie et de ses Alliés : ses ports libres de glace restaient l'ultime débarcadère pour les fournitures en armement du front est. Au mois de mars 1915, l’Empire russe fit établir une ligne de chemin de fer improvisée, et le service commença en 1916, malgré l'inachèvement des voies. En 1916, les autorités russes inaugurèrent au terminus de cette ligne un nouveau port de guerre, Romanov-na-Murmane  (l'actuelle Mourmansk) ; cette ville devint bientôt la plus grande de la péninsule.

### L'ère soviétique

#### Entre-deux guerres

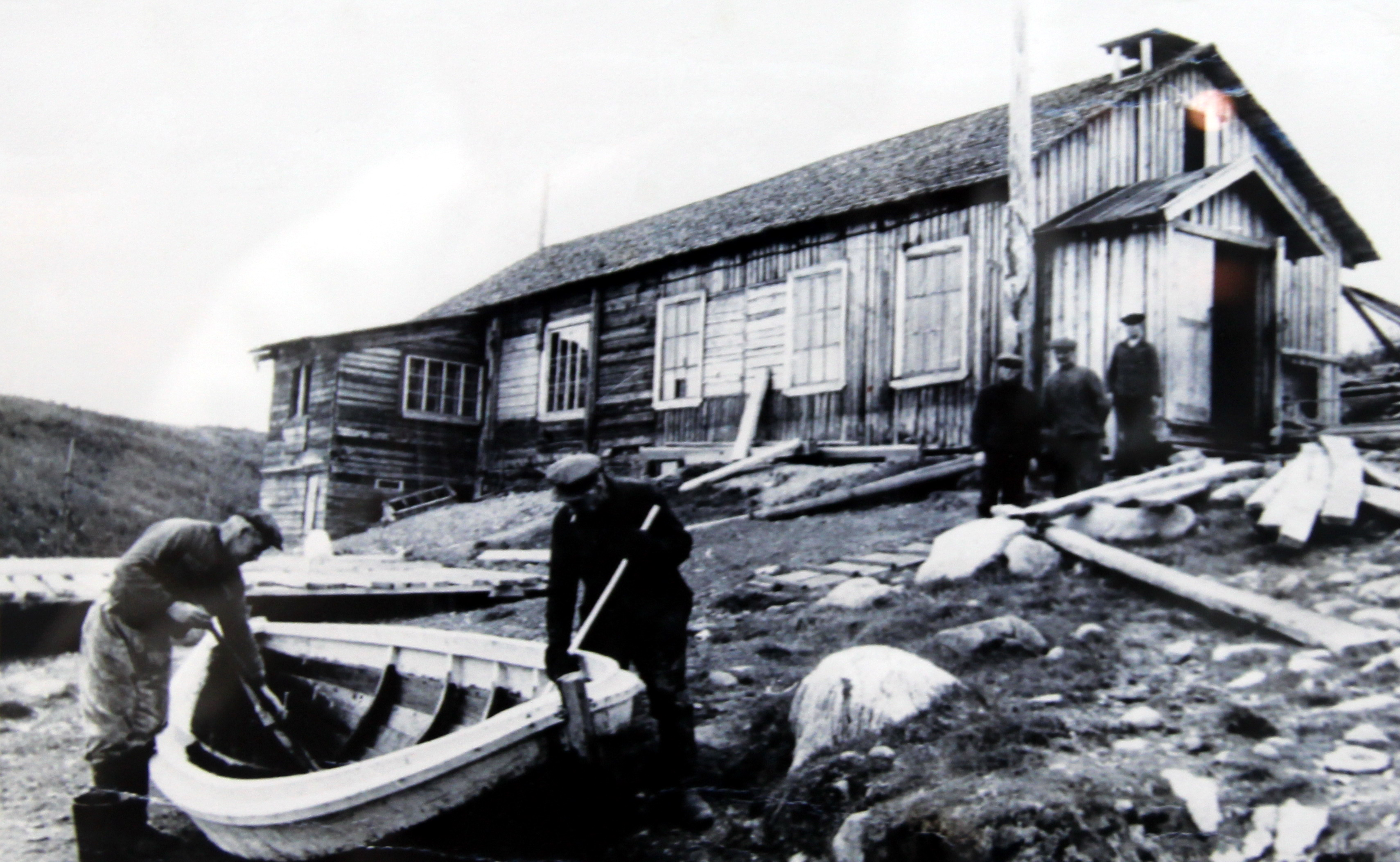
Colonie norvégienne de la péninsule de Kola, dans les années 1930.

Les Soviets réclamèrent la péninsule dès le 9 novembre 1917 a.s., mais ce territoire demeura occupé par les armées de la Triple-Entente entre mars 1918 et mars 1920 au cours de l'Intervention en Russie septentrionale. Mourmansk était une base pour les forces expéditionnaires britanniques, françaises et américaines contre les bolcheviks. Le pouvoir soviétique, établi en 1920, rebaptisa l’ouïezd d'Aleksandrovsk : « Gouvernement de Mourmansk » au mois de juin 1921. Le 1er août 1927, le Comité exécutif central pan-russe (VTsIK) vota deux résolutions : « Sur la création de l’oblast de Léningrad » et « Frontières et composition des okrougs de l’oblast de Léningrad » : ces décisions faisaient du gouvernement de Mourmansk l’« okroug de Mourmansk » (divisé en six districts) et lui annexaient l’oblast de Léningrad. Cette organisation prévalut jusqu’au 28 mai 1938, date à laquelle un décret du Présidium du Soviet suprême de l'URSS sépara de nouveau l’okroug de l’oblast de Léningrad, pour le fusionner avec le raïon de Kandalakcha de la république socialiste soviétique autonome de Carélie : ainsi prit naissance l'actuel oblast de Mourmansk.
Au cous de l'entre-deux-guerres, la ville de Kirovsk ainsi que plusieurs camps de travailleurs ont vu le jour dans la péninsule. Les Sames furent soumis à la collectivisation forcée, avec plus de la moitié des troupeaux de rennes collectivisés en 1928–1930. En outre, les pratiques d'élevage traditionnelles des Sames furent interdites pour promouvoir celles des Komis, jugées plus rentables parce que fondées sur la sédentarisation. La culture des Sames étant intimement liée à la pratique de l'élevage, cette politique entraîna la disparition progressive de la langue lapone et la perte de savoirs ancestraux. La plupart des Lapons se trouvèrent reclus au village de Lovozero ; ceux qui s'opposaient à la collectivisation étaient condamnés aux travaux forcés ou à l'exécution. Il y eut diverses formes de persécution contre ce peuple jusqu'à la mort de Staline en 1953. Dans les années 1990, 40 % des Lapons vivaient en ville. Les Lapons n'ont pas été les seules victimes de la répression : des milliers d'opposants ont été déportés vers Kola entre 1930 et 1953, et en 2007, plus de 2 000 de leurs descendants vivent dans la région : la plupart de ces déportés étaient des paysans de la Russie méridionale soumis à la dékoulakisation. Les Soviétiques eurent souvent recours au travail forcé pour construire les nouvelles usines et les faire fonctionner : en 1940, par exemple, l'ensemble du complexe minier de Severonikel était géré par la NKVD.

#### Seconde Guerre mondiale

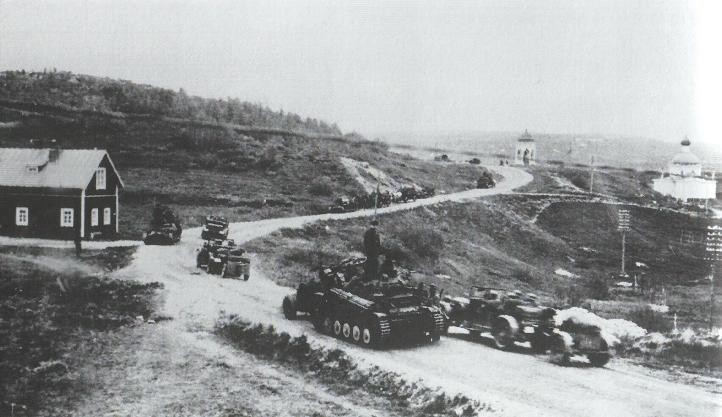
Chars du corps d'armée de montagne norvégien en direction de Mourmansk, juillet 1941.

Pendant la Seconde Guerre mondiale, la partie frontalière est envahie par une alliance germano-finlandaise lors de l'opération Silberfuchs, opération visant à capturer le port de Mourmansk. L'opération commence le 22 juin 1941, pour coïncider avec l'opération Barbarossa. Mais les assauts successifs échouent, et en octobre les troupes se retirent. L'armistice de Moscou, signé en septembre 1944, inclus la cession de la région finnoise du Petsamo, qui devient le raïon de Petchenga, assurant à l'URSS le contrôle des mines du Petsamo.

#### L'après-guerre
Dans le monde de la Guerre froide, l'oblast était l'une des deux régions russes qui partageait une frontière directe avec un membre de l'Organisation du traité de l'Atlantique nord (la Norvège). Ainsi, Moscou lui accorda une priorité élevée, avec une forte militarisation. La flotte du Nord, basée dans l'oblast, était la plus importante de toutes les flottes soviétiques, et son complexe militaire dans la région était si important, avec sa propre infrastructure au lieu des infrastructures civiles, qu'elle était un État dans l'État.

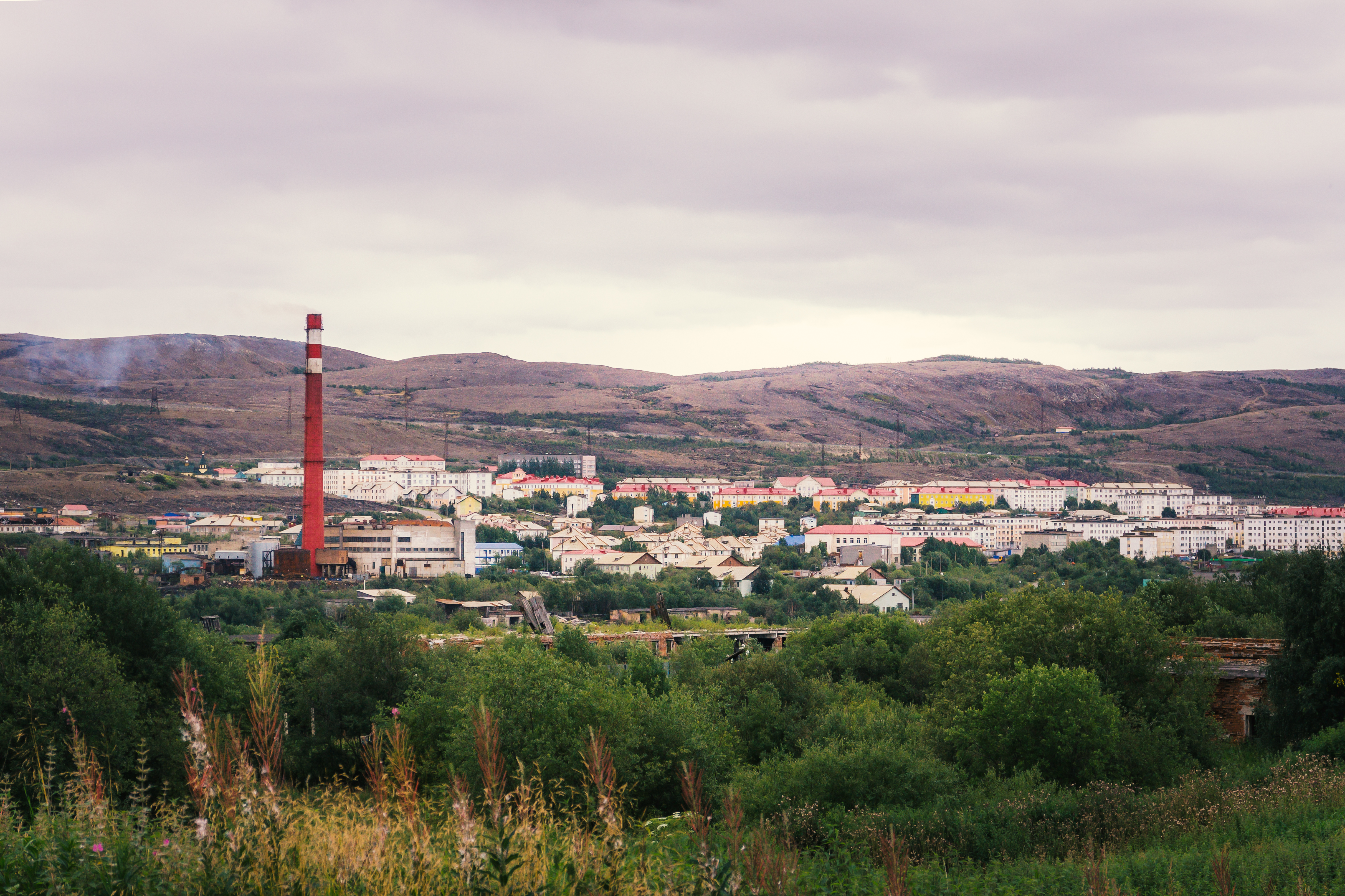
La ville de Nikel est une ville champignon construite dans l'après-guerre grâce à ses mines.

L'oblast de Mourmansk dans l'après-guerre a connu une croissance économique et démographique importante. L’ère soviétique a été en effet marquée par un accroissement important de la population (799 000 habitants en 1970 pour seulement 15 000 en 1913), mais cette population s'est concentrée dans les villes nées autour de la voie de chemin de fer et le littoral ; tout le reste du territoire était voué à l'élevage.  Les politiques d'industrialisation des années 1920 qui ont marqué le début d'une période d'immigration massive, se sont prolongées après 1945. Des villes entières centrées sur une industrie, minière, métallurgique ou chimique ont été construites ex-nihilio, comme Nikel, Montchegorsk et Kirovsk. La plupart des centres industriels ont été construits le long de la voie ferrée de Mourmansk, principal axe de transport.
La population était attirée par un certain nombre d'avantages dans l'oblast, avantages caractéristiques des régions arctiques de la Russie soviétique. Les salaires étaient plus élevés, l'âge de la retraite était bas et les vacances au bord de la mer Noire étaient subventionnés, permettant un niveau de vie bien supérieurs aux autres régions russes. Toutefois, la population ne souhaitait pas s'attacher à la terre, les personnes repartant dans leurs régions natales à la retraite en vivant des pensions du système d'indemnisation du Nord. Ainsi, la région était jeune et les jeunes hommes étaient surreprésentés, particulièrement dans l'armée et la pêche.

### L'oblast depuis 1991
Avec le début de la perestroïka, l'oblast de Mourmansk, comme d'autres régions du pays, a connu des temps difficiles. L’effondrement de l’Union soviétique et l’hyperinflation qui en a résulté ont provoqué une crise économique, tant dans le secteur de la pêche que des transports et de l'industrie. Un exode massif de population s'est produit avec une baisse de −11,2 % pour la seule période de 1990 à 1999, et le chômage a augmenté. La capitale, à elle seule, a perdu un tiers de ses habitants, soit un déclin comparable qu'avec Grozny (ravagée par la guerre), Petropavlovsk-Kamtchatski et Magadan,. Les villes mono-industrielles sont fortement dépendantes des flux du marché, impactant alors grandement la situation socio-économique de celles-ci.
L'oblast de Mourmansk occupe aujourd'hui un rôle stratégique dans la géopolitique de la Russie. Les deux tiers de l'arsenal nucléaire russe se situent dans la région, tandis qu'avec le réchauffement climatique et la fonte de la banquise, la route maritime du Nord au large de l'oblast s'impose comme un nouvel axe du transport maritime international. Moscou encourage le développement du secteur minier dans l'oblast afin de l'utiliser comme arme géopolitique.

## Politique et administration

### Organisation des pouvoirs

#### Gouverneur

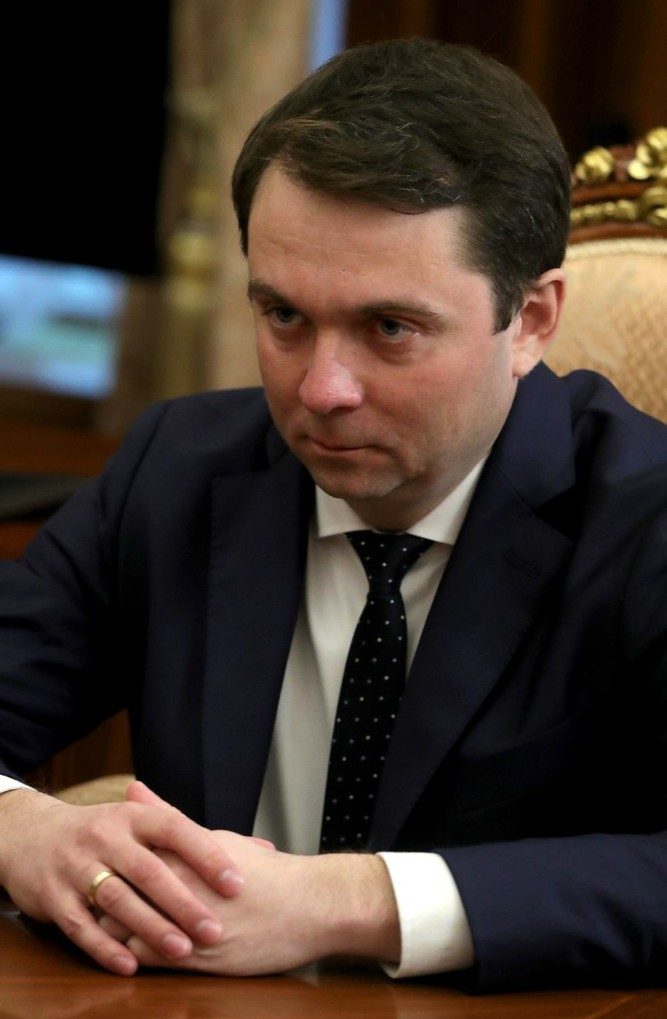
Andreï Tchibis, gouverneur de l'oblast depuis 2019.

La Charte de l'oblast de Mourmansk du 26 novembre 1997 détermine l'organisation du pouvoir. Le gouverneur détient le pouvoir exécutif d'une façon assez large, avec la possibilité de convoquer des sessions extraordinaires de la douma et de rejeter des lois déjà adoptées par celle-ci. Depuis février 1998, l'oblast dispose d'un gouvernement nommé par le gouverneur de l'oblast. Le gouverneur de l'oblast de Mourmansk est élu au scrutin uninominal majoritaire à deux tours pour un mandat de cinq ans, sauf si un candidat dépasse les 50 % au premier tour. Lorsqu'un gouverneur démissionne, c'est le président de la Russie qui est chargé d'en nommer un par intérim,.
Les élections de 2019 ont vu Andreï Tchibis, le gouverneur par intérim depuis mars 2019 l'emporter avec 60,07 % des suffrages exprimés au premier tour. Il est réélu en 2024 avec 73,99 % des voix.

#### Pouvoir législatif

Douma de l'oblast de Mourmansk depuis 2021.

La douma de l'oblast de Mourmansk détient le pouvoir législatif du territoire, et elle est composée d'un total de 32 sièges renouvelés tous les cinq ans, dont 22 sièges au scrutin uninominal majoritaire à un tour dans autant de circonscriptions électorales, et 10 sièges au scrutin proportionnel plurinominal avec un minimum de 5 % pour faire élire des députés.
Aux dernières élections en 2021, Russie unie a remporté 25 sièges, suivi par les communistes avec 3 sièges et de Russie juste avec 2 sièges. Le parti libéral-démocrate, et celui des retraités ont chacun obtenu un siège. Elle possède un président, qui est actuellement Sergueï Doubovoï, membre de Russie unie. Par rapport à 2016, l'assemblée a gagné un parti, Russie unie a conservé son nombre de sièges tandis que le LDPR a perdu 3 de ses 4 sièges. Le parti des retraités est nouveau, tandis que le KPRF et Russie juste ont chacun gagné un siège.

#### Les Samis
L'oblast disposait tout comme les peuples sames de Norvège, de Finlande et de Suède d'un parlement sami, dénommé l'assemblée same de la péninsule de Kola. Il fut créé le 14 décembre 2008, et cet organe était élu, composé de {{unité|10|membres}. Mais il n'était qu'un organe consultatif de la population same, que l'oblast et la Russie pouvaient ignorer car il n'avait aucun pouvoir. Le 3 décembre 2018, l'assemblée s'est auto-dissoute car elle n'arrivait pas à représenter les intérêts sames auprès des autorités.

### Résultats électoraux
| Scrutin | 1er tour | 1er tour | 1er tour | 1er tour | 1er tour | 1er tour | 1er tour | 1er tour | 1er tour | 1er tour | 1er tour | 1er tour | 2d tour                  | 2d tour                  | 2d tour                  | 2d tour                  | 2d tour                  | 2d tour                  | 2d tour                  | 2d tour                  |
| Scrutin | 1er      | 1er      | %        | 2e       | 2e       | %        | 3e       | 3e       | %        | 4e       | 4e       | %        | 1er                      | %                        | 2e                       | %                        | 3e                       | %                        | 4e                       | %                        |
| --- | -------- | -------- | -------- | -------- | -------- | -------- | -------- | -------- | -------- | -------- | -------- | -------- | ------------------------ | ------------------------ | ------------------------ | ------------------------ | ------------------------ | ------------------------ | ------------------------ | ------------------------ |
| Présidentielle 2012 |          | ER       | 60,05    |          | KPRF     | 16,00    |          | SE       | 9,65     |          | LDPR     | 8,09     | Victoire au premier tour | Victoire au premier tour | Victoire au premier tour | Victoire au premier tour | Victoire au premier tour | Victoire au premier tour | Victoire au premier tour | Victoire au premier tour |
| Gouvernorale 2014 |          | ER       | 64,69    |          | KPRF     | 11,29    |          | SRZP     | 10,77    |          | LDPR     | 5,50     | Victoire au premier tour | Victoire au premier tour | Victoire au premier tour | Victoire au premier tour | Victoire au premier tour | Victoire au premier tour | Victoire au premier tour | Victoire au premier tour |
| Législative 2016 |          | ER       | 41,98    |          | LDPR     | 19,97    |          | KPRF     | 11,13    |          | SRZP     | 8,72     | Tour unique              | Tour unique              | Tour unique              | Tour unique              | Tour unique              | Tour unique              | Tour unique              | Tour unique              |
| Législative régionale 2016 |          | ER       | 39,20    |          | LDPR     | 20,95    |          | KPRF     | 12,31    |          | SRZP     | 10,23    | Tour unique              | Tour unique              | Tour unique              | Tour unique              | Tour unique              | Tour unique              | Tour unique              | Tour unique              |
| Présidentielle 2018 |          | ER       | 76.37    |          | KPRF     | 8,86     |          | LDPR     | 7,90     |          | GRANI    | 2,25     | Victoire au premier tour | Victoire au premier tour | Victoire au premier tour | Victoire au premier tour | Victoire au premier tour | Victoire au premier tour | Victoire au premier tour | Victoire au premier tour |
| Gouvernorale 2019 |          | ER       | 60,07    |          | LDPR     | 18,27    |          | KPRF     | 11,38    |          | SRZP     | 3,08     | Victoire au premier tour | Victoire au premier tour | Victoire au premier tour | Victoire au premier tour | Victoire au premier tour | Victoire au premier tour | Victoire au premier tour | Victoire au premier tour |
| Législative 2021 |          | ER       | 35,81    |          | KPRF     | 17,81    |          | SRZP     | 11,21    |          | LDPR     | 11,06    | Tour unique              | Tour unique              | Tour unique              | Tour unique              | Tour unique              | Tour unique              | Tour unique              | Tour unique              |
| Législative régionale 2021 |          | ER       | 36,02    |          | KPRF     | 19,58    |          | SRZP     | 16,99    |          | LDPR     | 13,34    | Tour unique              | Tour unique              | Tour unique              | Tour unique              | Tour unique              | Tour unique              | Tour unique              | Tour unique              |
| Présidentielle 2024 |          | ER       | 83.21    |          | NL       | 6.67     |          | LDPR     | 4,16     |          | KPRF     | 4,03     | Victoire au premier tour | Victoire au premier tour | Victoire au premier tour | Victoire au premier tour | Victoire au premier tour | Victoire au premier tour | Victoire au premier tour | Victoire au premier tour |
| Gouvernorale 2024 |          | ER       | 73,99    |          | KPRF     | 14,55    |          | LDPR     | 6,86     |          | RPPSS    | 2,76     | Victoire au premier tour | Victoire au premier tour | Victoire au premier tour | Victoire au premier tour | Victoire au premier tour | Victoire au premier tour | Victoire au premier tour | Victoire au premier tour |
| Ces chiffres de la Commission électorale centrale sont donnés à titre indicatif. Les élections ne sont pas considérées comme libres, pluralistes et justes en Russie,. |          |          |          |          |          |          |          |          |          |          |          |          |                          |                          |                          |                          |                          |                          |                          |                          |

### Représentation fédérale

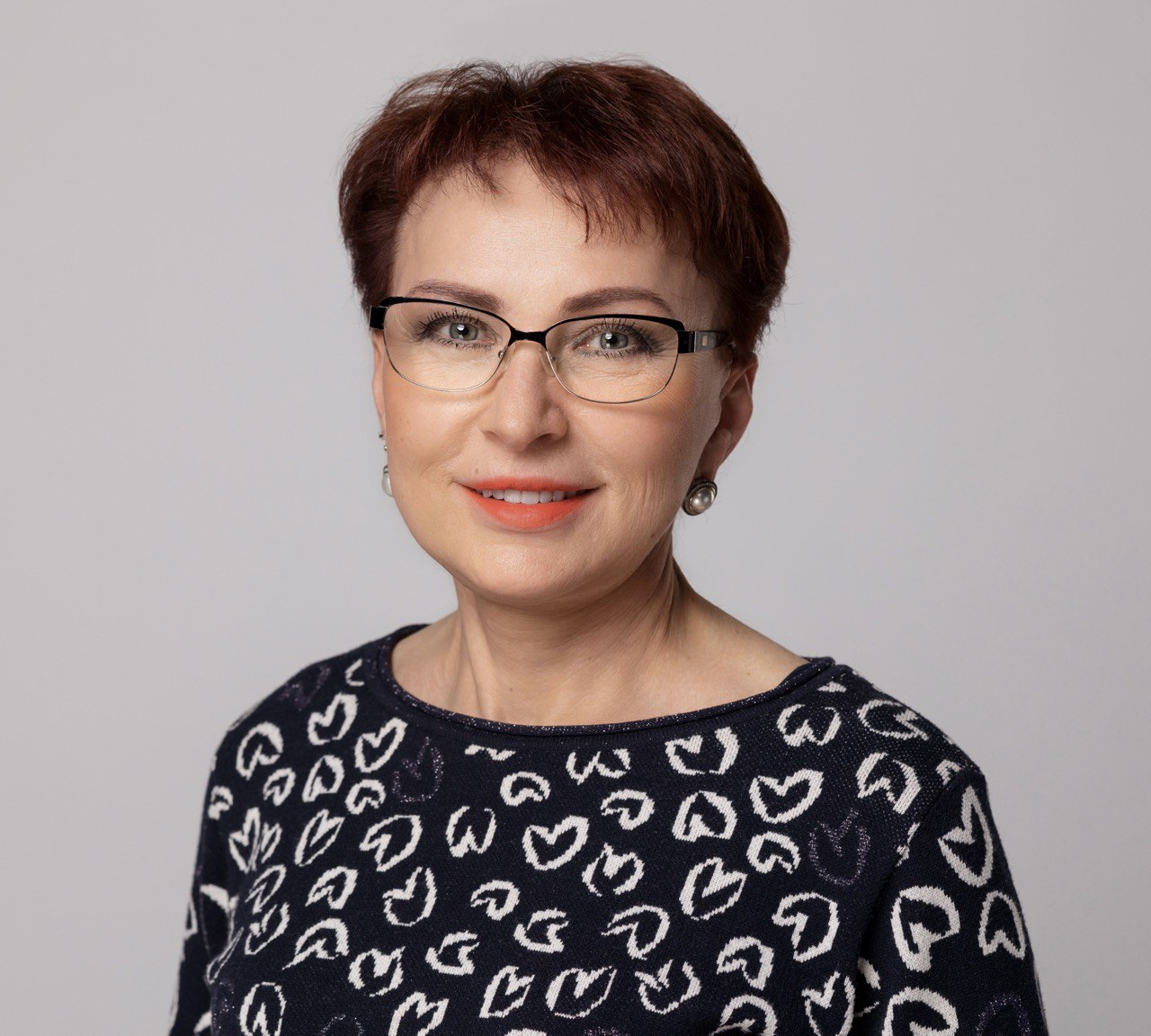
Tatiana Koussaïko, seule députée à la Douma pour l'oblast.

L'oblast de Mourmansk est l'un des sujets de la fédération de Russie, et il est soumis aux mêmes règles que les autres sujets et doit respecter la Constitution russe de 1993. L'oblast de Mourmansk forme pour les élections législatives russes la circonscription électorale de Mourmansk, qui recouvre l'ensemble de l'oblast. La circonscription élit un député à la douma d'État, qui est actuellement Tatiana Koussaïko, du parti Russie unie, pour la législature de 2021 à 2026.
L'oblast, comme chaque sujet, est représenté au Conseil de la fédération par deux députés. Le premier est élu par le pouvoir législatif (la douma) de l'oblast et le représente, tandis que le second est nommé par le pouvoir exécutif (gouverneur) de l'oblast et le représente. La douma et le gouvernement élisent leurs représentants lorsqu'ils prennent leurs fonctions respectives. La représentante du gouvernement est Ielena Diaghileva (Indépendante) de septembre 2024 à septembre 2029, tandis que la représentant de la Douma de l'oblast est Tatiana Sakharova (Russie unie) d'octobre 2021 à septembre 2026.

### Gouvernement local et découpage administratif

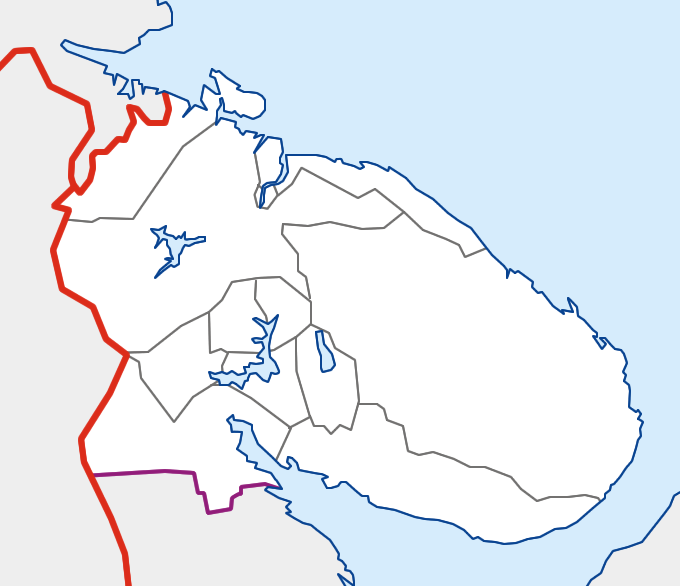
Carte des subdivisions administratves niveau de l'oblast.

Au 1er janvier 2021, l'oblast de Mourmansk est composé d'un point de vue administratif de 6 raïons, de 6 villes d'importance régionale et de 6 villes fermées (ZATO). Du point de vue municipal, l'oblast compte 6 okrougs urbains, 7 okrougs municipaux, 7 raïons municipaux, ces derniers comprenant 10 établissements urbains et 10 établissements ruraux. Les subdivisions se confondent entre elles, toutes étant une subdivision administrative et une subdivision municipale, sans pour étant qu'il y ait de schéma unique. Les villes d'importance régionale sont soit des okrougs municipaux soit des okrougs urbains ; les villes fermées sont soit des okrougs municipaux soit des okrougs urbains ; et les raïons peuvent être des okrougs municipaux, des okrougs urbains ou des raïons municipaux. Les raïons municipaux sont les seules municipalités qui possèdent des municipalités à l'intérieur d'elles (établissements urbains ou ruraux). Les raïons sont en général plus grand que les okrougs urbains, et les okrougs urbains ont en général comme chef-lieu des villes ou localités importantes. Parfois, une localité peut former entièrement un okroug urbain ou une ville fermée, comme Mourmansk. Il y a 136 localités dans l'oblast, dont 16 villes et 11 communes urbaines.

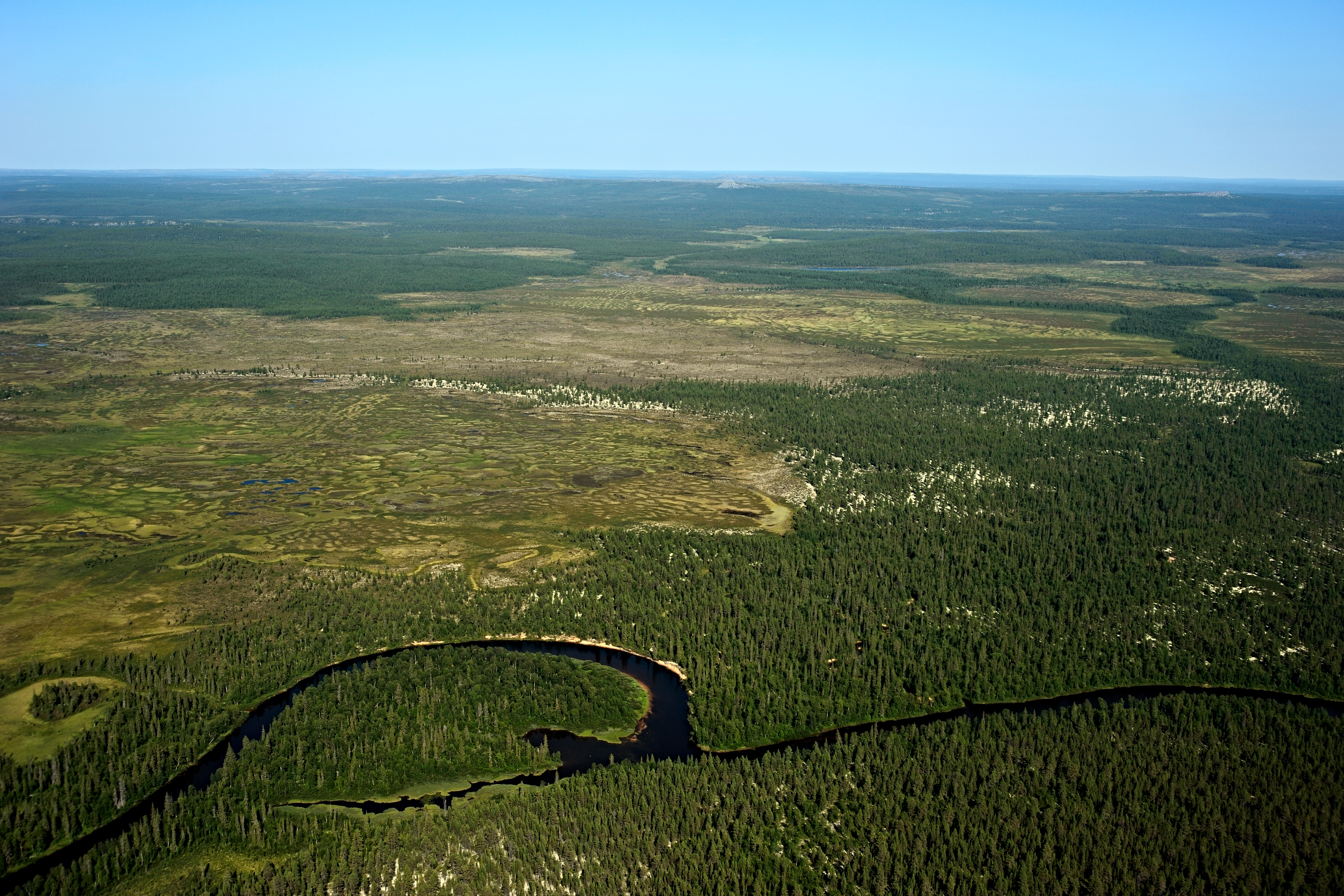
Le raïon de Lovozero ne regroupe que 5 localités.

Ainsi le raïon de Lovozero, qui recouvre une grande partie de la péninsule de Kola, est le plus vaste avec ses 52 978 km2, mais ne compte que 5 localités réparties dans 2 municipalités. Au contraire, la plus petite subdivision est la ville fermée de Vidiaïevo et ses 77,46 km2, qui se situe dans le nord-ouest de l'oblast.
Les raïons de l'oblast sont le raïon de Kandalakcha dans le sud-ouest, qui a comme chef-lieu Kandalakcha ; le raïon de Kola dans le centre-nord et son chef-lieu Kola ; le raïon de Kovdor dans le centre avec comme chef-lieu Kovdor, le raïon de Lovozero et son chef-lieu Lovozero mais qui a comme localité la plus peuplée Revda ; le raïon de Petchenga dans le nord-ouest et son chef-lieu Nikel, mais dont la ville principale est Zapoliarny et enfin le raïon de Ter dans le sud-ouest et son chef-lieu Oumba.
Du côté des villes d'importance régionale, il y a Apatity et ses territoires dépendants dans le centre ; Kirovsk et ses territoires dépendants aussi dans le centre ; Montchegorsk et ses territoires dépendants toujours dans le centre ; Mourmansk dans le nord ; Olenegorsk et ses territoires dépendants dans le centre ; et Poliarnye Zori et ses territoires dépendants dans le nord-ouest.
Concernant les villes fermées (ZATO), il y a la ville fermée d'Alexandrovsk qui a comme chef-lieu Poliarny dans le nord, qui est subdivisée en trois districts (Poliarny, Gadjievo, et Snejnogorsk) ; la ville fermée d'Ostrovnoï dans l'est ; la ville fermée de Severomorsk dans le nord ; la commune fermée urbaine de Vidiaïevo dans le nord-ouest ; et enfin la ville fermée de Zaoziorsk dans le nord-ouest.

## Population et société

### Démographie
Au 1er janvier 2021, la population recensée de l'oblast est de 667 744 habitants. Elle se compare ainsi à celle de pays comme les Îles Salomon et le Luxembourg. La densité de population est d'environ 4,54 hab/km2, ce qui est la plus grande densité d'un sujet russe de l'Arctique, 70 % de sa population est principalement répartie dans seulement 7 villes. Ainsi, en 2021, 270 384 habitants étaient comptabilisés dans les 154,4 km2 de la ville de Mourmansk (pour une densité de 1 751,19 hab/km2). En revanche, seulement 11 326 personnes habitaient le raïon de Lovozero, lequel compte pour 36,56 % du territoire.
Après une croissance démographique extrêmement rapide à l'époque soviétique, la population de l'oblast connaît un rapide déclin depuis la dislocation de l'Union soviétique, perdant plus de 30 % de ses effectifs entre les recensements de 1989 et de 2010,, :
| 1897* | 1926*  | 1959*   | 1959*   | 1970*   | 1979*   |
| ----- | ------ | ------- | ------- | ------- | ------- |
| 9 291 | 32 000 | 291 000 | 567 672 | 799 527 | 965 462 |

| 1989      | 2002*   | 2010*   | 2012    | 2013    | 2014    |
| --------- | ------- | ------- | ------- | ------- | ------- |
| 1 146 757 | 892 534 | 795 409 | 787 948 | 780 401 | 771 058 |

| 2015    | 2016    | 2017    | 2018    | 2019    | 2020    |
| ------- | ------- | ------- | ------- | ------- | ------- |
| 766 281 | 762 173 | 757 621 | 753 557 | 748 056 | 741 404 |

| 2021*   | 2022    | 2023    | - | - | - |
| ------- | ------- | ------- | - | - | - |
| 667 744 | 665 240 | 657 950 | - | - | - |

#### Pyramide des âges
La pyramide des âges de l'oblast, est similaire à celle du pays, avec le manque d'enfants et une population veillissante, caractéristique de la démographie russe,. La différence de l'espérance de vie entre hommes et femmes, s'illustre aussi dans l'oblast. Ainsi, l'espérance de vie à la naissance en 2022  des hommes est seulement de 63,72 ans, contre 72,85 ans pour les femmes. Si pour les femmes, l'espérance de vie est à peine supérieure à la moyenne russe de 71,54 ans, elle est inférieure de près de trois ans pour les hommes, avec une espérance masculine nationale de 66,49 ans. Selon le recensement de 2021, le taux de personnes d'un âge inférieur à 30 ans s'élève à 32,06 % et le taux de personnes d'un âge supérieur à 60 ans s'élève à (20,78 %). En 2021, l'oblast, Nénétsie exclue, comptait 452 289 hommes pour 526 584 femmes, soit un taux de 53,79 % de femmes(52,81 %).
La structure de la population par groupe d'âge, selon le recensement de 2021 est la suivante :
- Population pas encore en âge de travailler : 149 187 personnes, soit 18,17 % de la population ;
- Population en âge de travailler : 397 206 personnes, soit 59,48 % de la population ;
- Population ayant dépassé l'âge de travailler : 121 351 personnes, soit 22,34 % de la population.

| Hommes | Classe d’âge | Femmes |
| ------ | ------------ | ------ |
| 0,28   | 85 et +      | 1,41   |
| 1,56   | 75-84        | 5,02   |
| 12,77  | 60-74        | 19,84  |
| 21,19  | 45-59        | 20,87  |
| 28,06  | 30-44        | 24,43  |
| 17,53  | 15-29        | 12,59  |
| 18,62  | 0-14         | 15,83  |

#### Ethnies
Plusieurs ethnies vivent sur le territoire de l'oblast. D'une part se trouvent les petits peuples du Nord de la Russie avec les Sames, les Nénètses et les Komis-Ijemtski, et d'autre part se trouvent les Pomors, un sous-groupe de Russes. Les Sames de Kola, groupe des Samis vivant dans la région, sont autochtones et vivent à deux tiers dans les zones rurales. Ces derniers ont maintenu une agriculture traditionnelle face à la dégradation de l'environnement e aux intérêts des industriels.

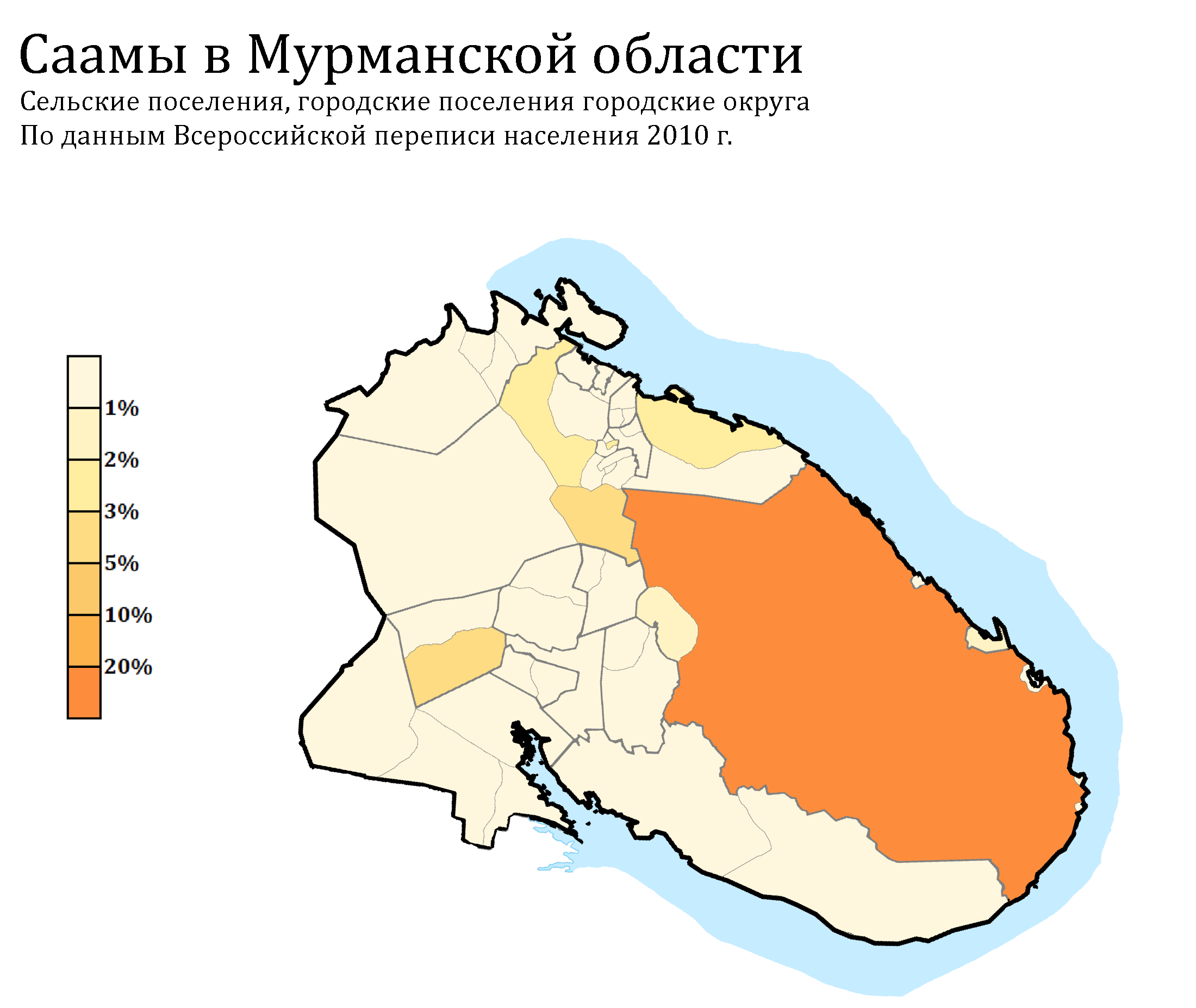
Proportion de Samis dans l'oblast par municipalité selon le recensement de 2010.

L'oblast de Mourmansk est principalement peuplé de Russes. Selon le recensement de 2021, sur la population totale, qui comprend les personnes qui n'ont pas répondu à la question sur le formulaire de recensement, le pourcentage de Russes est de 77,20 %. Les ethnies suivantes sont les Ukrainiens avec 13 353 individus, soit 2,00 %  de la population totale. Les Samis représentent 0,2 % de la population, les Caréliens 0,09 % et les Finnois 0,02 %. Pour comparer en 1897, lors du 1er recensement qui s'est déroulé dans la région, il y avait 5 865 Russes, 1 724 Lapons (Samis) et 1 056 Finnois. La proportion était de 63 % de Russes, de 18,56 % de Lapons et de 11,02 % de Finnois.
| Composition de la population | Composition de la population | Composition de la population | Composition de la population | Composition de la population | Composition de la population | Composition de la population | Composition de la population | Composition de la population | Composition de la population | Composition de la population |
| Année de recensement         | 1926 (%)                     | 1939 (%)                     | 1959 (%)                     | 1970 (%)                     | 1979 (%)                     | 1989 (%)                     | 2002 (%)                     | 2010 (%)                     | 2021 (nbre)                  | 2021 (%)                     |
| ---------------------------- | ---------------------------- | ---------------------------- | ---------------------------- | ---------------------------- | ---------------------------- | ---------------------------- | ---------------------------- | ---------------------------- | ---------------------------- | ---------------------------- |
| Russes                       | 73,1                         | 84,0                         | 85,3                         | 84,6                         | 83,8                         | 82,9                         | 85,2                         | 89,0                         | 515 521                      | 77,20                        |
| Ukrainiens                   | 0,9                          | 5,7                          | 5,7                          | 7,0                          | 8,3                          | 9,0                          | 6,4                          | 4,8                          | 13 353                       | 2,00                         |
| Biélorusses                  | 0,5                          | 1,4                          | 3,5                          | 3,7                          | 3,5                          | 3,3                          | 2,3                          | 1,7                          | 4529                         | 0,68                         |
| Tatars                       | 1,4                          | 1,5                          | 1,0                          | 0,9                          | 1,0                          | 1,0                          | 0,9                          | 0,8                          | 3328                         | 0,50                         |
| Komis                        | 3,1                          | 0,4                          | 0,3                          | 0,2                          | 0,2                          | 0,2                          | 0,2                          | 0,2                          | 1174                         | 0,18                         |
| Samis                        | 7,5                          | 0,6                          | 0,3                          | 0,2                          | 0,2                          | 0,1                          | 0,2                          | 0,2                          | 1363                         | 0,2                          |
| Caréliens                    | 1,8                          | 1,3                          | 0,7                          | 0,4                          | 0,4                          | 0,3                          | 0,2                          | 0,2                          | 631                          | 0,09                         |
| Finnois                      | 7,4                          | 1,5                          | 0,2                          | 0,1                          | 0,1                          | 0,05                         | 0,05                         | 0,03                         | 109                          | 0,02                         |
| Autres                       | 4,3                          | 3,6                          | 3                            | 2,9                          | 2,5                          | 3,15                         | 4,55                         | 3,07                         | 127 736                      | 19,13                        |
| Total                        | 100                          | 100                          | 100                          | 100                          | 100                          | 100                          | 100                          | 100                          | 667 744                      | 100                          |
| 1.                           |                              |                              |                              |                              |                              |                              |                              |                              |                              |                              |

#### Urbanisation
Sur la population totale en 2021, on dénombrait 93,1 % de citadins : 
| 1897* | 1959*   | 1970*   | 1979*   | 1989      | 2002*   | 2010*   | 2021*   |
| ----- | ------- | ------- | ------- | --------- | ------- | ------- | ------- |
| 8 274 | 523 100 | 708 200 | 869 800 | 1 071 000 | 823 200 | 738 400 | 621 639 |

| 1897* | 1959*  | 1970*  | 1979*   | 1989   | 2002*  | 2010*  | 2021*  |
| ----- | ------ | ------ | ------- | ------ | ------ | ------ | ------ |
| 1 017 | 45 100 | 92 800 | 108 200 | 93 600 | 69 300 | 57 000 | 46 105 |

#### Dix villes les plus peuplées
La population de l'oblast se concentre dans quelques villes et localités de type urbain :
| 1  | Mourmansk      | 270 384 |
| 2  | Apatity        | 49 647  |
| 3  | Severomorsk    | 43 327  |
| 4  | Montchegorsk   | 39 962  |
| 5  | Kandalakcha    | 29 138  |
| 6  | Kirovsk        | 24 857  |
| 7  | Olenegorsk     | 21 438  |
| 8  | Kovdor         | 15 770  |
| 9  | Zapoliarny     | 14 791  |
| 10 | Poliarnye Zori | 14 146  |

### Éducation

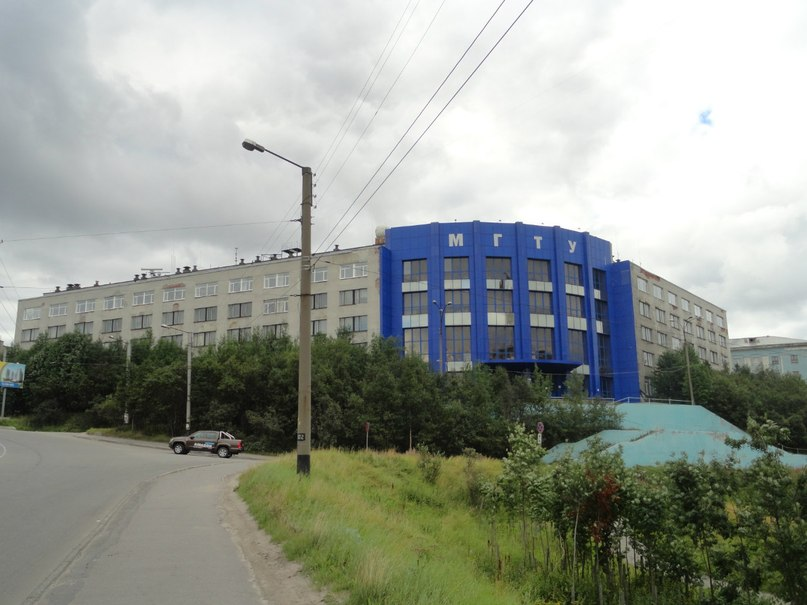
L'université de Mourmansk.

En matière d'éducation et d'enseignement, l'oblast de Mourmansk comptait en 2022 236 établissements préscolaires, 163 établissements d'enseignement secondaire, 26 établissements d'enseignement professionnel secondaire et 108 établissements d'enseignement complémentaire. De plus, l'oblast compte 6 établissements supérieurs, dont 3 universités d'État, 1 université privée et 2 branches d'université privées. Ces établissements supérieurs comprennent l'université technique d'État de Mourmansk (MSTU), fondée en 1950, ainsi que des branches de l'université d'État de Saint-Pétersbourg à Mourmansk, de l'université d'État de Moscou à Kirovsk et de l'université d'État de Petrozavodsk à Apatity.
Parmi les établissements scientifiques se trouve le centre scientifique de Kola, une branche de l'Académie des sciences de Russie basée principalement à Apatity. Il comprend plusieurs instituts, dont les instituts géologiques, miniers ou bien le jardin botanique polaire et alpin de Kirovsk de l'institut Avrorina. L'institut de biologie marine, l'institut de géophysique polaire, le centre de recherche en virologie et microbiologie ont aussi élu domicile dans l'oblast.

### Médias
L'oblast de Mourmansk est couvert par de multiples médias audio-visuels, nationaux et locaux. Du côté de la presse locale, le principal journal est le Mourmanski Vestnik, publié depuis 1991, avec un tirage à 11 000 exemplaires. Il est le seul quotidien de l'oblast depuis la cession d'activité en 2018 de la Poliarnaïa Pravda, publié depuis 1920 qui fut à l'origine le journal du Soviet de Mourmansk pendant la guerre civile. Mis à part les quotidiens, plusieurs hebdomadaires sont publiés, dont le Veretchni Mourmansk depuis 1991, tiré à plus de 50 000 exemplaires par semaine ; le Kirovski Rabotchu à Kirovsk ; le Komsomolets Zapoliaria à Mourmansk ; le Montchegorsk Rabotchi à Montchegorsk, publié depuis 1935 et tiré à environ 2 000 exemplaires ou encore le Petchenga depuis 1946, tiré à 1 000 exemplaires, ainsi que d'autres journaux. 
Pour la télévision, les chaînes nationales sont diffusées, ainsi que TV-21, chaîne de télévision régionale diffusée depuis Mourmansk depuis 1992. Quant à la radio, plusieurs existent, dont la radio same de Kola, diffusée en langue same. La région est l'une des plus connectées à internet de Russie, avec fin 2021 88,8 % des ménages connectés à internet.

### Religion
Religions de l'oblast de Mourmansk (2012)
- Russe orthodoxe (42 %)
- Orthodoxe (1 %)
- Islam (1 %)
- Christianisme non affilié (3 %)
- Spirituel mais non religieux (28 %)
- Athéisme et Irréligion (12 %)
- autres et non déclarés (23 %)

Différentes religions sont pratiquées dans l'oblast de Mourmansk. Selon l'enquête officielle de 2012, la confession la plus répandue est celle envers l'Église orthodoxe russe, avec 42 % de la population. Le second groupe rassemble les spirituels mais non religieux, à 28 %, puis les athéistes à 12 %. Il y a ensuite quelques chrétiens non affiliés (3 %), suivis de musulmans et d'orthodoxes n'appartenant pas au Patriarcat de Moscou (chacun à 1 %), et enfin à 23 % les autres confessions et ceux n'ayant pas déclaré.
En 1897, lors du 1er recensement sur le territoire, il y avait 7 936 personnes orthodoxes (85,42 % de la population), 1 245 luthériens qui faisaient 13,4 % de la population et 110 personnes d'autres confessions.
L'oblast fait partie du point de vue du patriarcat de Moscou de la métropole de Mourmansk, qui a juridiction sur toutes les paroisses et monastères de l'oblast. Elle se divise en deux éparchies ; celle de Mourmansk et celle de Severomorsk. La première couvre les raïons de Petchenga, de Ter, la plupart du raïon de Lovozero ainsi que les cinq villes fermées de l'oblast. Celle de Mourmansk couvre elle le raïon de Kola, celui de Kandalakcha, de Kovdor ainsi que les tous les arrondissements urbains de l'oblast, dont Mourmansk.

## Économie

### Produit régional brut, exports et imports
Le produit régional brut de l'oblast de Mourmansk s'élevait à 1 084 millions de roubles en 2021 selon les données officielles de Rosstat. Selon le bureau régional de Rosstat, le principal secteur économique dans le produit régional brut est les industries manufacturières avec 364 millions de roubles, soit un tiers du PRB. L'exploitation minière occupe la deuxième place avec 130 millions de roubles, soit 12 % du total, tandis que l'agriculture, la foresterie, la chasse, la pêche et la pisciculture génère 124 millions de roubles, soit 11,5 % du total. Outre l'exploitation des ressources et leur transformation, l'administration publique, l'armée et la sécurité sociale génèrent 7,2 % du PIB en 2021, tandis que la construction génère 6,7 %. Le transport et le stockage représentent 5,5 % du tout, et les activités immobilières 4,9 %. Plusieurs secteurs sont sous la barre des 2 %, tels que l'hôtellerie et la restauration, les activités culturelles, sportives et de divertissements, les activités financières et d'assurance entre autres.
Les exportations de l'oblast s'élevaient à hauteur de 13,7 milliards de dollars entre 2016 et 2019, avec comme principales exportations les produits métallurgiques (65 %) et les produits d'origine animale (18 %). La valeur des importations s'élevait elle à 1,36 milliard de dollars entre 2016 et 2019. Le secteur des transports représentait 23% de ces imports, suivi de l'industrie chimique à hauteur de 19%.
L'invasion de l'Ukraine par la Russie en février 2022 a entraîné d'importantes sanctions économiques contre la Russie. Selon la Direction générale du Trésor, la croissance industrielle dans la région, qui exploite ses ressources, subit l'impact de la fermeture du marché européen. Ainsi entre janvier et mai 2023, la production industrielle a diminué de −13,6 %, faisant de l'oblast l'une des régions les plus affectées de Russie par ces sanctions. Les investissements dans la région se sont contractées d'entre −20 et −30 % sur la période, faisant du sujet là aussi l'un des plus touchés du pays.

### Emplois

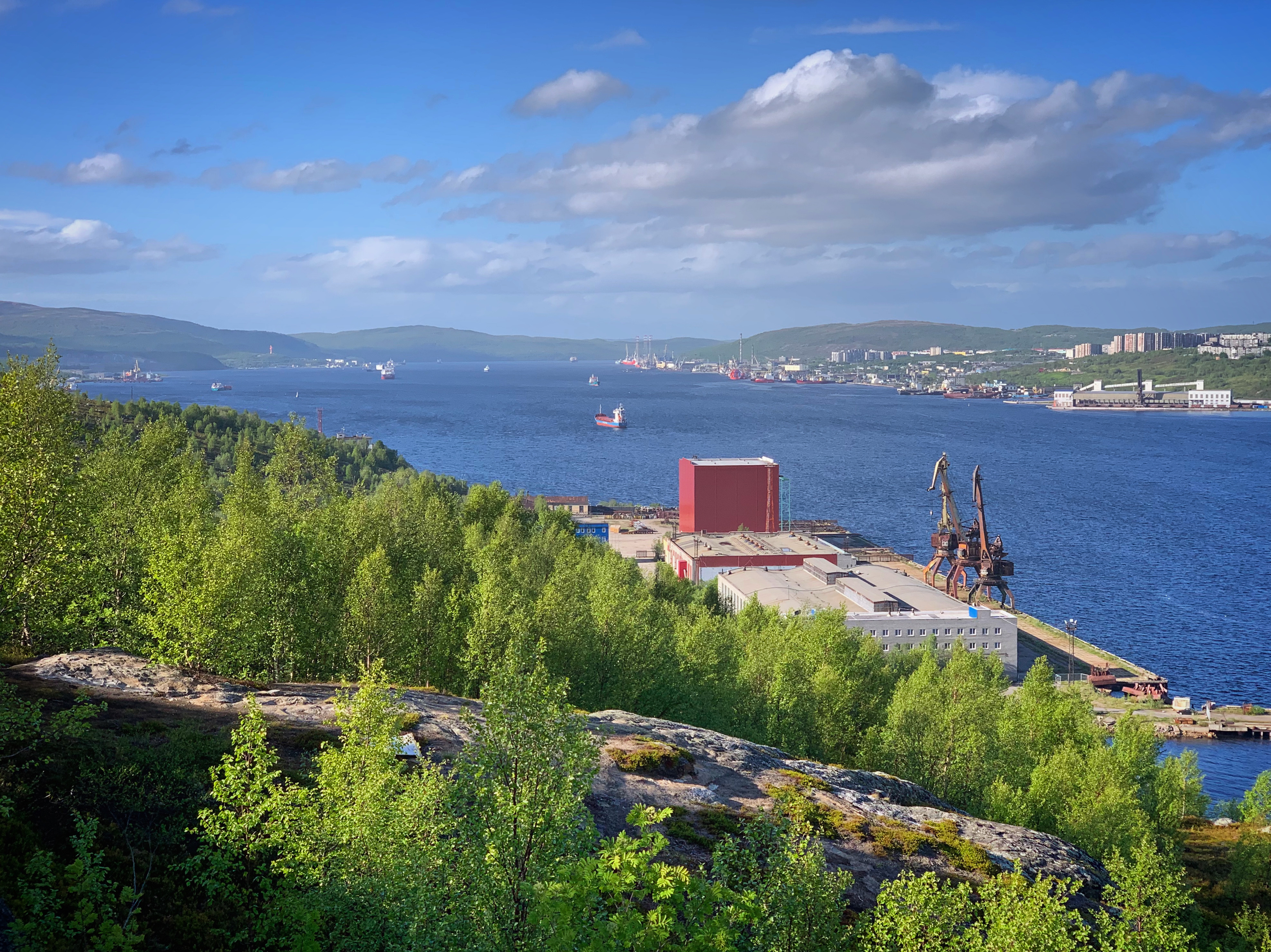
Le fjord de Mourmansk, où se trouve la ville et son port.

En décembre 2023, selon les données officielles de l'organisme territorial du Service fédéral des statistiques de l'oblast de Mourmansk, l'oblast recensait 257 100 emplois sur le territoire. Le principal secteur d'emplois est l'administration publique, l'armée et la sécurité sociale avec 35 380 emplois, soit 13,76 % du total. Le deuxième secteur est l'éducation avec 28 559 emplois (11,11 % du total) tandis que le troisième secteur est les services de santé et services sociaux, avec 25 956 emplois (10,1 %). Ces trois secteurs, dépendants du public, rassemblent à eux seuls plus du tiers des emplois de l'oblast.
Outre le public, l'exploitation des ressources se ressent dans la répartition des emplois. Les industries manufacturières rassemblent 23 213 emplois (9,03 %) tandis que le secteur du transport et du stockage emploient 22 529 personnes (8,76 %). L'exploitation minière représente elle 17 429 emplois (6,78 % du total). D'autres secteurs de l'économie sont presque inexistants dans l'oblast : cela est particulièrement le cas des activités financières et d'assurances, de l'information et des communications et des activités immobilières, les trois chacun sous la barre des 2 %.

### Entreprises

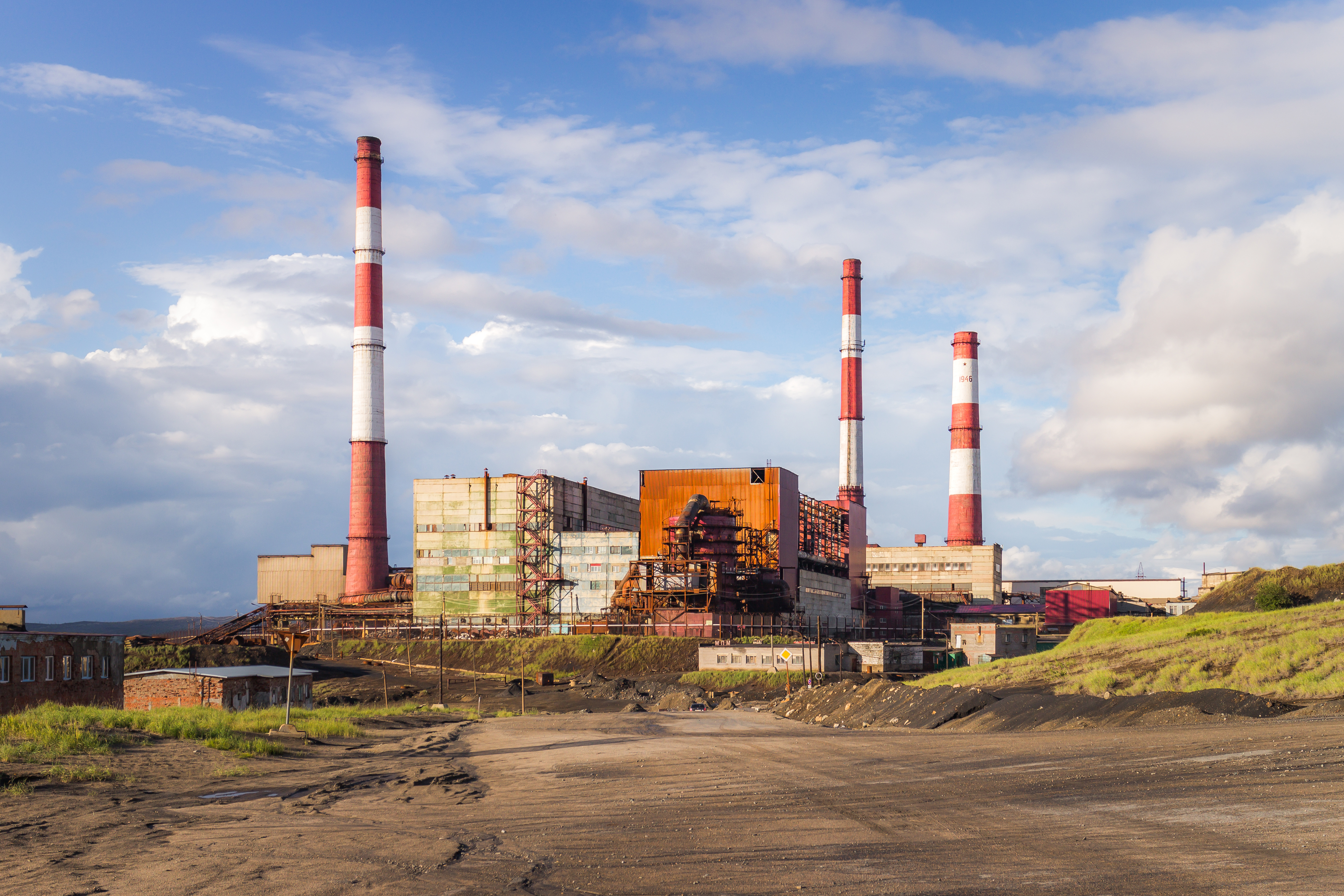
Usine métallurgique de Petchenganikel

Selon les données officielles de l'organisme territorial du Service fédéral des statistiques de l'oblast de Mourmansk, l'oblast recensait en 2018 17 187 entreprises, tandis qu'en 2024, il ne comptait plus que 13 680 entreprises, soit une baisse de −20,4 %. Au 1er janvier 2024, les secteurs avec le plus d'entreprises étaient en premier le commerce de gros et de détail et la réparation de véhicules avec 2 791 entreprises, soit 20,4 % du total, les activités immobilières avec 1 529 entreprises (11,18 % du total) ainsi que la construction avec 1 257 entreprises (9,19 %).
Parmi les autres secteurs économiques par nombre d'entreprises, viennent le transport et le stockage (1 124 entreprises, 8,22 % du total), les activités professionnelles, scientifiques et techniques avec 911 entreprises (6,66 %) ainsi que les industries manufacturières avec 736 entreprises (5,38 %). Plusieurs secteurs ont moins de 200 entreprises, comme l'exploitation minière, les activités financières et d'assurance ou la fourniture d'électricité et de gaz.

#### Pêche

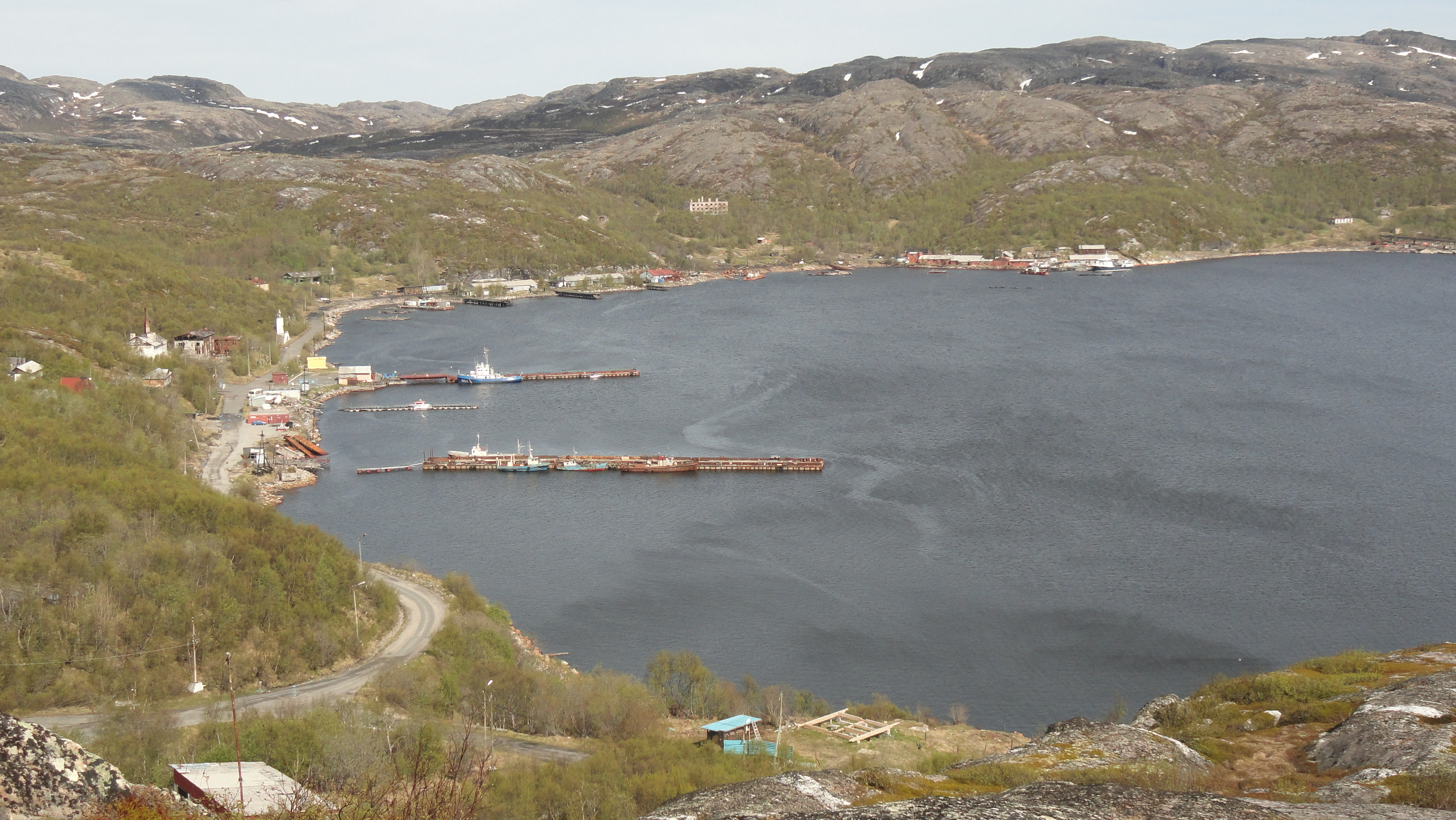
Port de Liinakhamari, raïon de Petchenga.

L'industrie de la pêche est l'un des secteurs traditionnels de l'économie mourmane, et il repose sur une flotte de pêche d'environ 200 navires, auxquels il faut ajouter toutes les installations portuaires et les entreprises de transformation des produits pêchés. Environ 170 entreprises sont dénombrées dans le secteur de la pêche, de la pisciculture, dans la transformation et la conversation. Chaque année, plus de 600 000 tonnes de ressources halieutiques sont pêchées, et la production annuelle de produits issus de la pêche dépasse les 500 000 tonnes (554 000 tonnes en 2010). Le principal client de l'oblast est le reste de la Russie, avec plus de 50 % de la production qui y est destinée, le reste étant exporté. L'oblast fournit 15 % des captures de pêche russes.
La liste des espèces commerciales comprend l'aiglefin, le flétan, la morue, la plie, le poisson-chat, le saumon, le sébaste et d'autres. De nombreux mollusques et crustacés sont aussi pêchés, comme le crabe royal et le crabe des neiges,. Le secteur de la pisciculture régional produit plus de 13 000 tonnes de poisson, avec des truites arc-en-ciel, des saumons atlantiques et des esturgeons sibériens, ces derniers permettant la production du caviar. Les fermes piscicoles se situent à la fois sur les littoraux des mer de Barents et Blanche, mais aussi dans les lacs de la région, dont le lac Imandra et le réservoir Verkhnetoulomskoïe,.

#### Agriculture
L'agriculture a produit environ 2,7 milliards de roubles en 2010, et l'oblast compte 14 000 hectares de terres cultivées, dont environ 90 % dédiée aux cultures fourragères. Le reste de la production se concentre sur les pommes de terre (9 500 tonnes en 2010), sur les légumes (900 tonnes) et sur les fruits et baies (600 tonnes). Environ 60 000 têtes de renne, 48 900 têtes de cochon, 7 800 têtes têtes de gros bétail et 800 têtes de mouton et chèvre étaient recensées en 2010. Ils servent principalement à la production d'œufs (145 millions en 2010), à celle de lait (28 mille tonnes) et à celle de viandes (8 mille tonnes). Par ailleurs, 20 entreprises se trouvent dans l'oblast.

#### Industrie et secteur minier

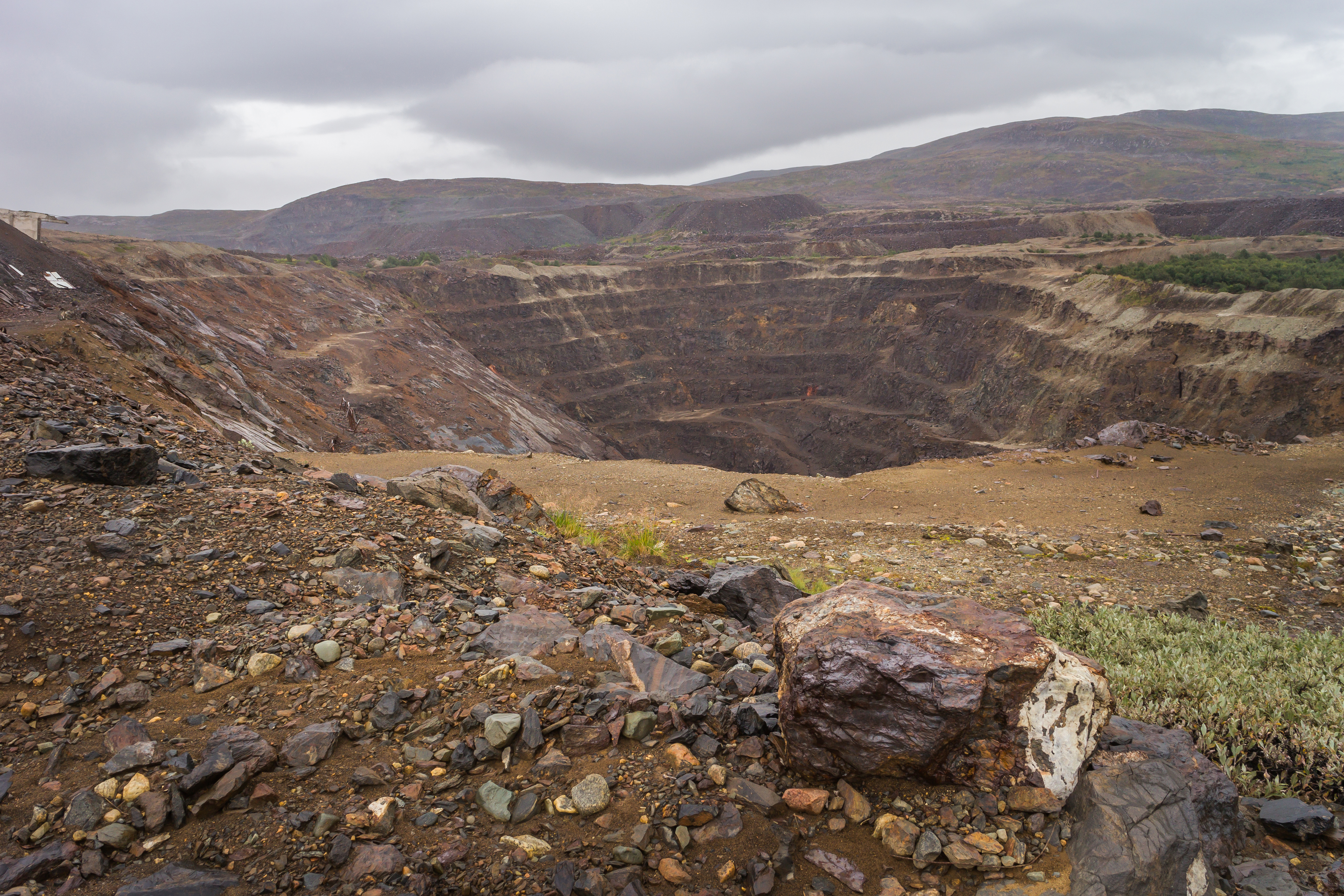
Mine de Kaoula-Kotselvaara

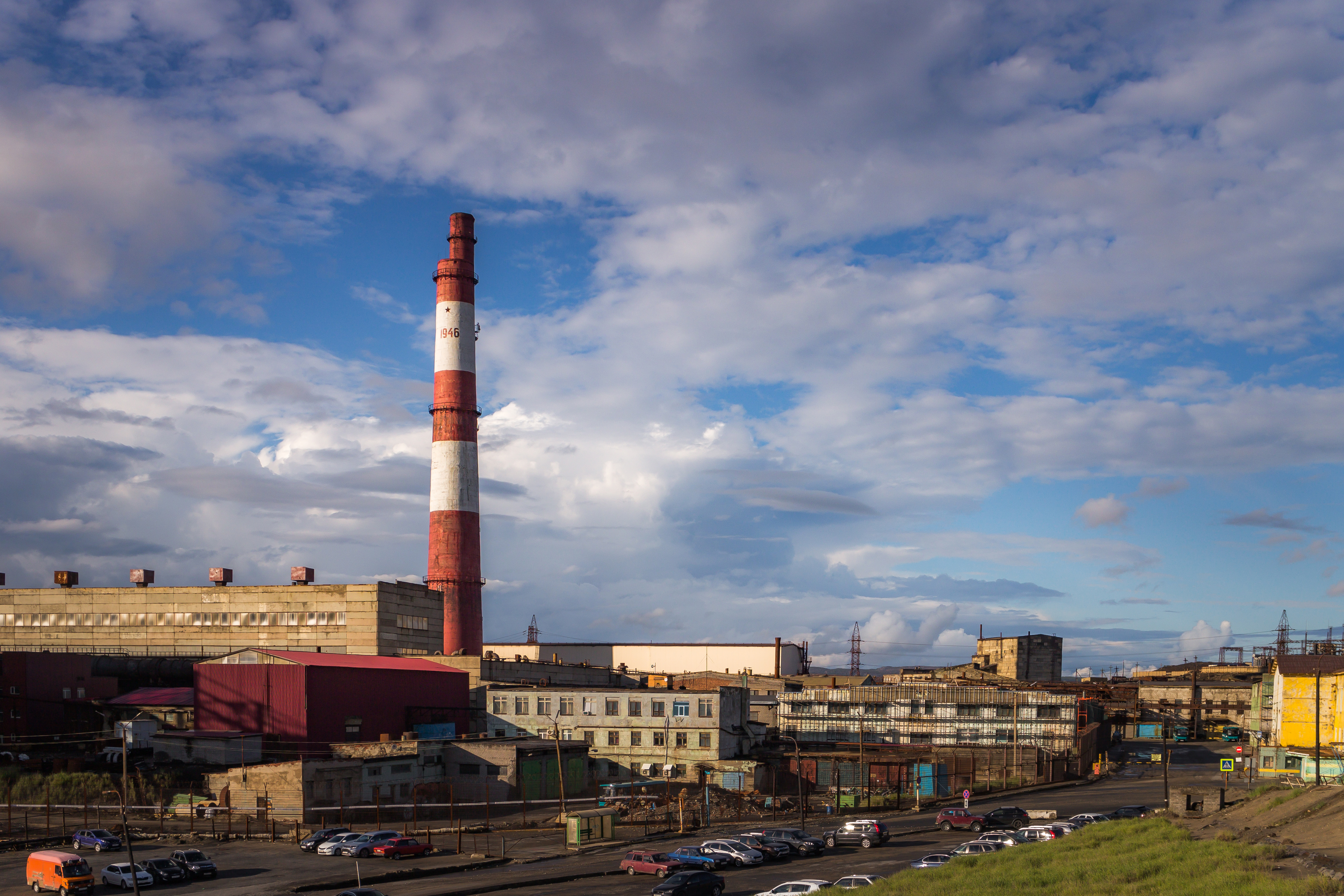
Complexe de Petchenganikel à Nikel.

Le secteur de l'industrie, comprenant le secteur minier, était en 2019 dans l'oblast de Mourmansk le 1er secteur économique, avec près de 110 milliards de roubles produits cette année là. Le territoire est l'une des grandes régions minières de Russie au même titre que le Kouzbass ou le kraï de Krasnoïarsk. Plus de soixante grands gisements sont exploités dans la région, extrayant environ trente différents minéraux. L'oblast est le seul producteur russe d'apatite et de baddeleyite, et il produit aussi 92 % des minerais de néphéline de Russie. 10 % de la production de minerais de fer vient du territoire, tout comme 7 % du cuivre de Russie. L'oblast est aussi un important producteur en Russie de nickel, de terres rares, ainsi que d'amazonite, grenat, lorenzenite, mica, phlogopite, titane, vermiculite, et d'autres minerais,,. La région attire désormais l'attention dans le cadre de la transition énergétique, étant donné que 55 % des réserves prouvés de lithium dans le pays sont situées dans l’oblast de Mourmansk.
Plus de la moitié de la production industrielle de l'oblast vient des sociétés d'extraction et de traitement de minéraux. Cette industrie a créé ou a permis le développement de nombreuses villes, villes devenant des combinats, centrées autour d'une seule industrie. Après la chute de l'URSS, ces entreprises d'État sont devenues privées, et ont continué leur développement, comme Apatit, une filiale de PhosAgro, la Compagnie minière et métallurgique de Kola, une filiale de Norilsk Nikel, la JSC Olkon qui appartient à Severstal ainsi que la JSC Kovdor détenue par EuroChem,,.
La matière première la plus exploitée est le minerai de fer, représentée par 19 gisements, avec des réserves totales sont d'environ 3 376 Mt de minerai, avec 28 millions de tonnes extraites en 2019. Le gisement de Kovdor extrait aussi de l'apatite et de la magnétite (12,8 millions de tonnes par an),,.

#### Énergie

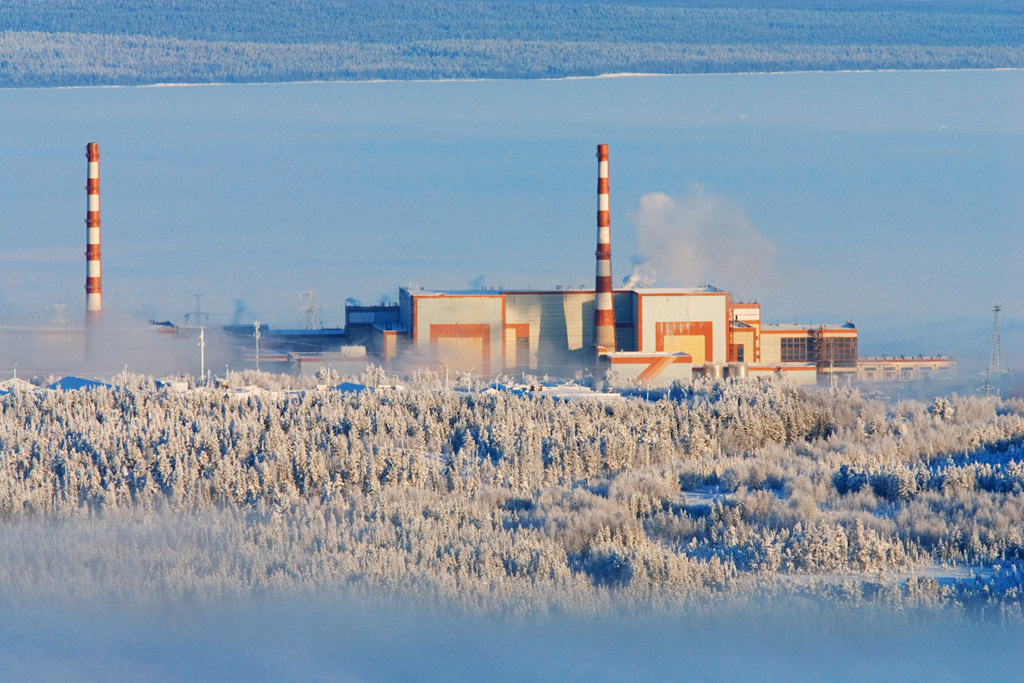
Centrale nucléaire de Kola, raïon de Kandalakcha.

Le secteur énergétique de l'oblast de Mourmansk, est un secteur en pleine croissance avec le début de l'exploitation du pétrole et du gaz naturel en Arctique, rendu possible par la fonte des glaces. Début 2021, l'oblast disposait de 21 centrales électriques, avec une capacité totale de 3 532,6 MW, avec parmi elles la centrale nucléaire de Kola, la plus septentrionale du monde. Il y avait aussi dans ses 21 centrales 16 centrales hydroélectriques, trois centrales thermiques et une usine marémotrice (celle de la baie Kislaïa). En 2020, toutes les centrales de l'oblast, ainsi que la centrale hydroélectrique de Kouma, située en Carélie, mais dépendant du système énergétique de l'oblast, ont produit 16 493 millions de kWh d'électricité,.
La centrale nucléaire de Kola, a une puissance nominale de 1 760 MW, soit environ la moitié de la capacité totale énergétique de l'oblast, avec ses quatre réacteurs. Le reste de la production est couvert principalement par les centrales hydroélectriques, qui ont une puissance totale de 1 600 MW. Elles se situent sur le Touloma, sur la Niva, sur le Kovda, sur le Pasvik, sur la Voronia et sur le Teriberka. Deux centrales thermiques se situent à  Apatity et à Mourmansk. Enfin, dans un fjord du raïon de Kola se trouve la centrale marémotrice de la baie Kislaïa, d'une puissance de seulement 1,7 MW,,. Le gisement de Chtokman devrait augmenter les revenus liés à l'énergie dans l'oblast. Découvert en 1988, il se situe à 555 km de la côte et ses réserves sont estimées à 3 200 Gm3. Gazprom envisage de lancer l'exploitation pour 2035.

#### Tourisme
Le tourisme reste une activité encore peu développée dans l'oblast, comparé aux autres régions et pays aux mêmes latitudes (notamment la Norvège, l'Alaska et l'Islande), le territoire souffrant de son manque de développement pendant l'ère soviétique. Mais la région rattrape son retard, surtout depuis la crise des subprimes lorsque de nombreuses entreprises de la région ont cherché à se diversifier. La région subit des conditions climatiques importantes, mais qui lui donnent un potentiel touristique important. Des grandes villes, en passant par les villes moyennes jusqu'aux localités des Samis, peuple autochtone à la région, le tourisme se développe. Les principaux types de tourisme sont l'écotourisme à 40 %, le tourisme d'affaires à 28 %, et le tourisme culturel à 17 %. L'activité hôtelière et de restauration représentait en 2019 1,5 % de l'économie de l'oblast.

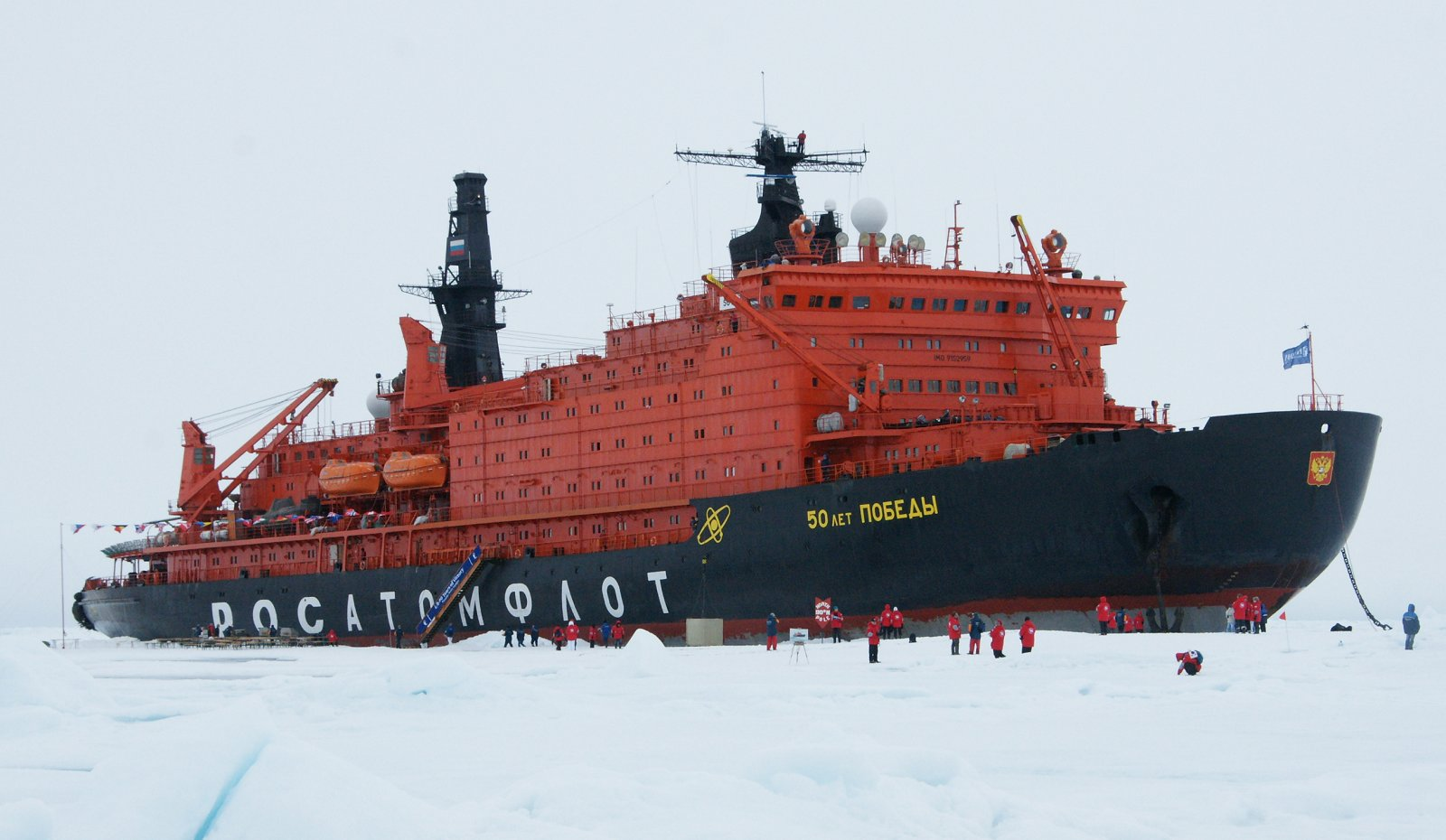
50 Let Pobedy.

En 2018, selon le ministère du Développement économique de l'oblast de Mourmansk, plus de 400 000 touristes ont visité la région, contre environ 200 000 en 2011. Parmi ces touristes en 2018, il y avait environ 36 100 touristes internationaux, soit un peu moins d'un dizième du total. Ces touristes étrangers venaient à 20 %  d'Europe du Nord, à 45 % d'Europe de l'Est, à 12 % d'Europe centrale, et à 23 % d'autres régions du monde, principalement d'Asie. Les touristes russes restent la première clientèle de l'oblast, et de très loin. Les touristes, qu'ils viennent de Russie ou d'ailleurs, sont restreints par le FSB avec zone frontalière de la Russie. En conséquence, les agences touristiques ne peuvent pas faire visiter ces lieux, malgré des potentiels touristiques importants.
Les saisons déterminent souvent les activités touristiques pratiquées dans l'oblast. En été, la plongée, le rafting, la pêche, mais aussi le vélo, les excursions (en 4x4 ou à pied), y compris dans les zones protégées sont les plus répandues, tout comme en automne. L'été reste cependant la seule saison de l'année pour les croisières, que ce soit vers des îles proches ou hors de l'oblast (Spitzberg, Terre François-Joseph) mais aussi vers le pôle Nord. Avec les premières chutes de neige à la fin de l'automne, la saison du ski et autres sports d'hiver commence, tout comme les excursions en montagne en motoneige. L'hiver est aussi la saison la plus prisée pour observer les aurores boréales, et le ski finit lui début mai en plein printemps. Avec la fonte des glaces, le tourisme en Arctique augmente de plus en plus, et Mourmansk bénéficie de cette tendance. Parmi les futures destinations, l'archipel reculé de François-Joseph devrait devenir un nouveau lieu d'escales pour ces navires.

## Environnement

### Qualité de l'environnement

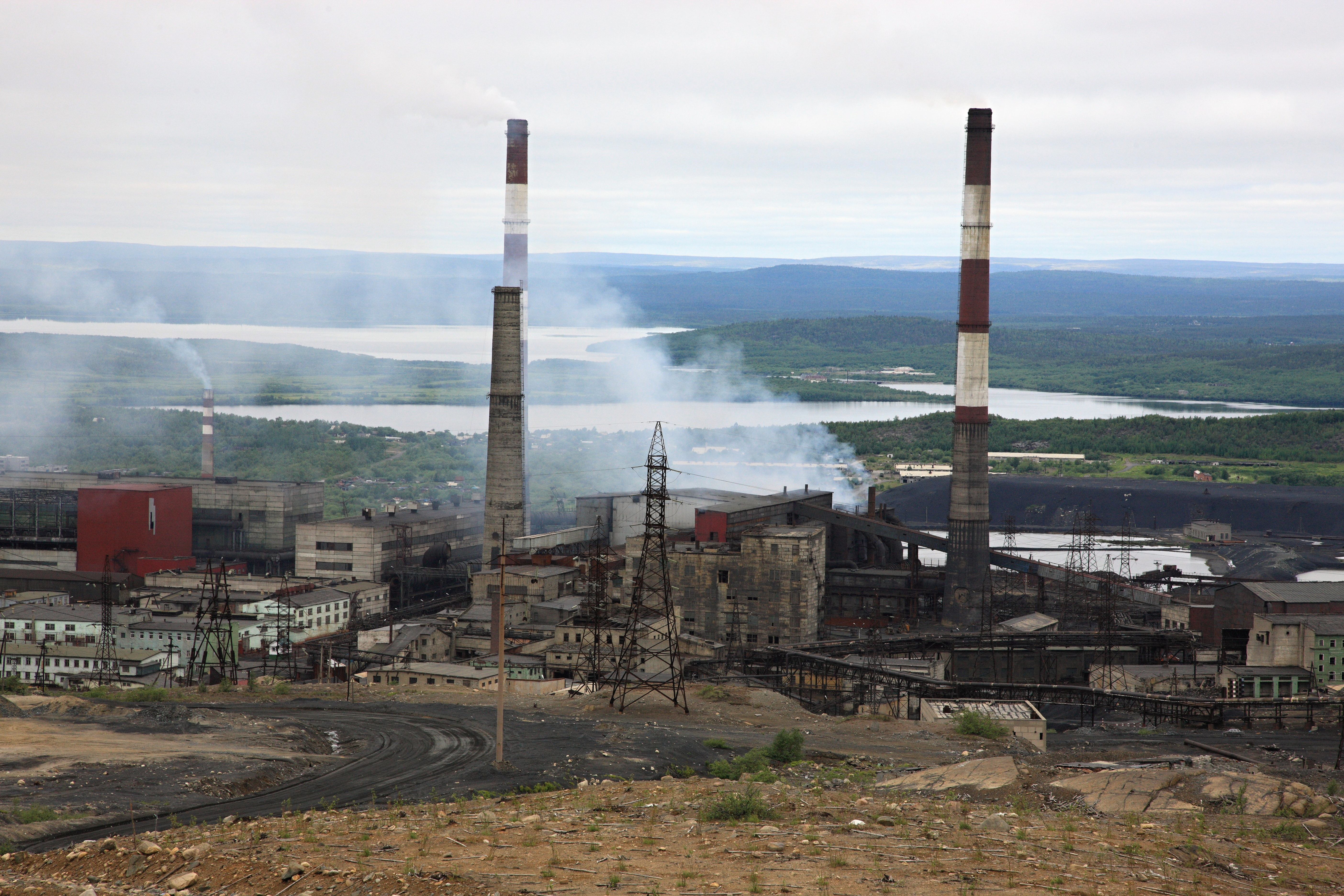
Usine de Petchenganikel, Zapoliarny

En ce qui concerne la qualité de l'air, l'oblast de Mourmansk souffre de la pollution atmosphérique dans les villes. Les principaux émetteurs sont dans l'oblast le secteur industriel, avec 64,7 % des émissions, suivi du secteur énergétique (21 %) et des mines à 9 %. En 2014, les émissions venant de sources fixes s'élevaient à 276 400 tonnes de gaz polluants, dont 201 000 tonnes de dioxyde de soufre, 17 000 tonnes de monoxyde de carbone, 14 900 tonnes d'oxyde d'azote, 8 300 tonnes d'hydrocarbures (composés organiques volatils (COV) exclus) et 2 600 tonnes de COV. En 2014, les émissions de polluants ont augmenté de +2,45 % par rapport à 2013. Les émissions de sources mobiles, en particulier des voitures, s'élevaient à 56 600 tonnes de polluants cette année-là. Le raïon de Petchenga, pourtant une des plus petites divisions de l'oblast, émet 46,5 % des émissions de la région, soit 128 500 tonnes de gaz. Le raïon concentre de nombreuses usines, dont celles à Petchenga, à Zapoliarny et à Nikel. Les usines les plus polluantes de la région sont celle de Petchenganikel à Zapoliarny et celle de Severonikel à Montchegorsk,,.
Pour la qualité de l'eau, elle est contrôlée par le Mourmansk UGMS, un institut chargé de ce contrôle. Le nord de l'oblast — raïons de Kola et de Petchenga — ont les eaux les plus polluées, avec de fortes teneurs en métaux, fluorures, sulfates, dithiophosphates, composés azotés et composés phosphorés. Selon un rapport de 2014 de l'agence des eaux de l'État (Vodkhoz), 1 561 millions de m3 d'eau ont été prélevés, et 1 705,34 millions de m3 d'eaux usées ont été rejetées. Le secteur du BTP rejette à lui seul 20 % des eaux usées de l'oblast. Malgré les fortes teneurs des rivières du nord de l'oblast, la pollution de la mer de Barents est quasi inexistante, ces rivières ne transportant que 25 km3 d'eau vers la mer. L'étendue d'eau la plus polluée est le fjord de Mourmansk, à cause des nombreuses activités industrielles autour de lui et des rejets des eaux usées des villes et villages alentour,,. Concernant le traitement des déchets, 195 millions tonnes de déchets ont été produits en 2014 dans l'oblast, dont 5 000 tonnes de déchets dangereux classés 1 ou 2. Ces déchets dangereux peuvent être des produits pétroliers, des déchets à forte teneur en mercure, en acide ou en d'autres substances toxiques. L'ensemble des déchets dans l'oblast est à 82,6 % enfoui dans des décharges, et à 21,2 % recyclé. Mourmansk, Sveromorsk et Kola disposent d'une usine d'incinération commune, la seule de la région,,.
Ces dernières années, les pollutions tendent à diminuer dans la région, grâce à la dépollution des sols et à l'instauration de nouvelles normes anti-pollutions. Grâce aux mesures prises, la quantité de gaz polluants émis a chuté de 10 % entre 2013 et 2017. Ces politiques ont été encouragées par les voisins de l'oblast que sont la Norvège et la Finlande, qui sont eux bien plus en avance quant aux normes écologiques.

### Faune et flore

#### Flore

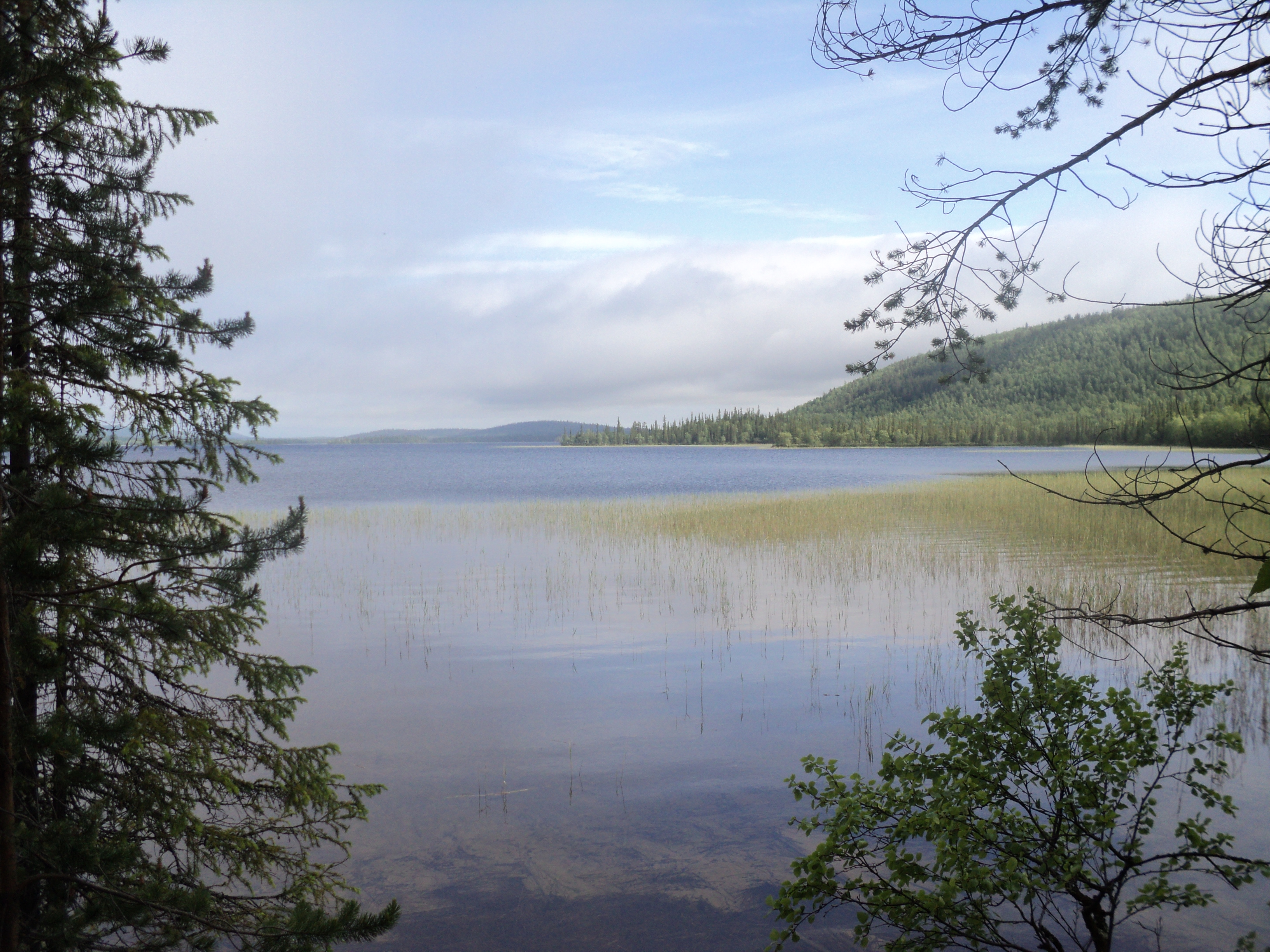
Lac de Ioumas.

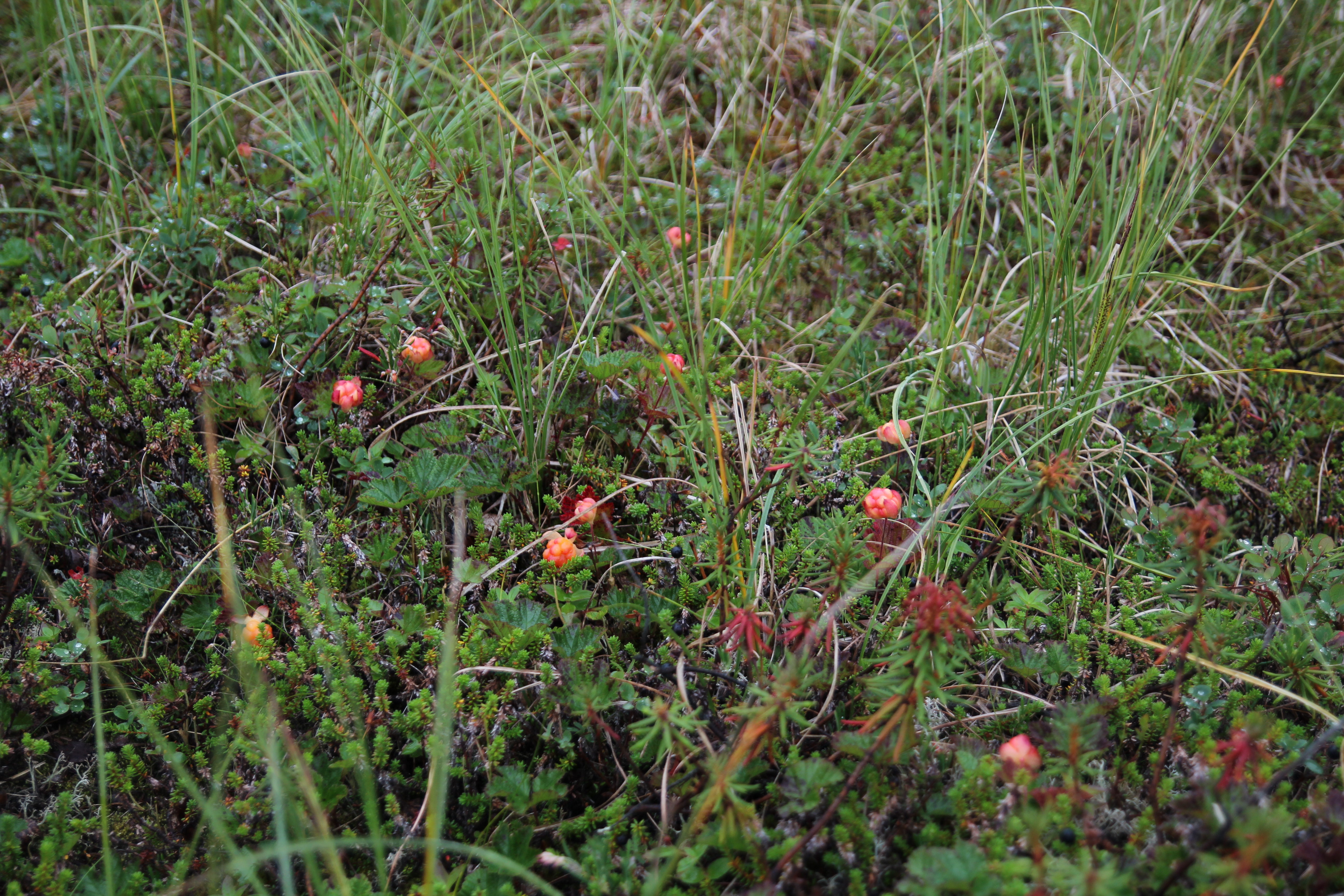
Buisson de plaquebière dans la région de Mourmansk.

La flore de l'oblast de Mourmansk se divise entre deux régions, la toundra et la taïga. Grâce aux systèmes montagneux de la région, la diversité de la flore est importante. La forêt boréale est composée dans la région par des peuplements d'épicéa, de pins et des forêts mixtes. Les forêts de bouleaux servent de transition vers la toundra, et sont moins courantes. Parmi les arbustes, les sorbiers, saules et trembles sont courants. Les forêts se situant en zones humides sont riches en aulnes, et l'oblast de Mourmansk possède en outre de nombreuses forêts en zone marécageuse. Les zones marécageuses de l'oblast occupent environ 40 % de la superficie de l'oblast.
La toundra et la toundra de montagne sont très similaires dans leur composition végétale. La toundra s'étend sur une bande d'environ 20 à 30 km depuis la mer de Barents et la mer Blanche jusqu'à l'intérieur des terres, et jusqu'à 120 km dans certaines zones de la péninsule de Kola. La toundra de montagne est elle plus en altitude, et est riche en plantes et en lichens. Quelques forêts se trouvent dans la toundra, et les sols de la toundra de la région sont recouverts d'airelle rouge, d'azalée alpine, de busserole alpine et de camarine noire.

#### Faune
L'oblast de Mourmansk, qui possède une faune assez pauvre, compte environ 20 à 25 000 espèces d'après la dernière édition de 2014 du Livre rouge de l'oblast. Les invertébrés, qui sont peu étudiés, représentent peut-être 15 000 espèces, dont 10 000 espèces d'insectes, et la plus étudiée d'entre elles est la faune des papillons, qui incluent eux plus de 700 espèces de papillons dans la région. Les vertébrés, bien mieux étudiés, sont représentés par 450 à 500 espèces. Parmi lesquelles se trouvent 60 espèces de mammifères, dont environ un tiers est constitué par des espèces marines, avec 14 espèces de cétacés et 7 espèces de phoques. La faune marine de cétacé a été affectée par la pêche, qui a fait disparaître plusieurs espèces de baleines des côtes au début du XXe siècle. La faune terrestre de mammifères est représentée par 42 espèces, dont 13 espèces de rongeurs, qui est l'ordre le plus important. Le deuxième plus grand groupe d'espèces est l'ordre des carnivores, avec comme espèces les plus répandus les renards polaires, les loups et les ours bruns. L'ours brun vit dans la taïga, mais s'aventure souvent en montagne et dans la toundra. Le nombre d'individus dans l'oblast est en constante diminution. Sinon, parmi les artiodactyles se recensent le renne, le wapiti, et de plus en plus avec le réchauffement climatique le chevreuil, qui s'aventure vers le nord. Parmi les mammifères marins peuvent être aperçus la baleine blanche, la baleine bleue, le dauphin à nez blanc et le phoque gris.
L'avifaune est représentée par 282 espèces dans la région, dont 143 qui nichent, tandis qu'environ un tiers des espèces sont migratrices. L'oblast arbite en oiseaux sédentaires le corneau, la corneille grise, le lagopède alpin, la mésange de Laponie, la perdrix blanche, le grand tétras et le tétras lyre entre autres. Les marais abritent la bécassine et l'échassier, tandis que dans les oiseaux aquatiques se trouvent le canard colvert et le garrot. Les eiders, huîtriers, mouettes, sternes vivent sur les côtes, et le plus grand oiseau de l'oblast est le pygargue à queue blanche. Sur les côtes nichent en abondance les goélands marins, les goélands cendrés, les petits pingouins, et les macareux moines. Les colonies de nidification de guillemots de Brünnich et de mouettes tridactyles comptent des dizaines de milliers de couples. L'ichtyofaune recense environ 150 espèces de poissons dans la mer de Barents, et recense 57 espèces dans la mer Blanche (toutes les espèces de la mer Blanche se retrouvent dans celle de Barents). Environ 20 espèces sont elles présentes dans les rivières et les lacs de la région, dont certaines uniquement pour se reproduire dans des frayères avec le saumon atlantique. Les principales espèces sont l'aiglefin, le capelan, l'éperlan, le hareng, la morue, et la plie en mer, tandis que le brochet, le corégone, l'ombre, la perche sont les plus importantes en eau douce.

### Sites et espèces protégés

#### Réserves naturelles et parc national

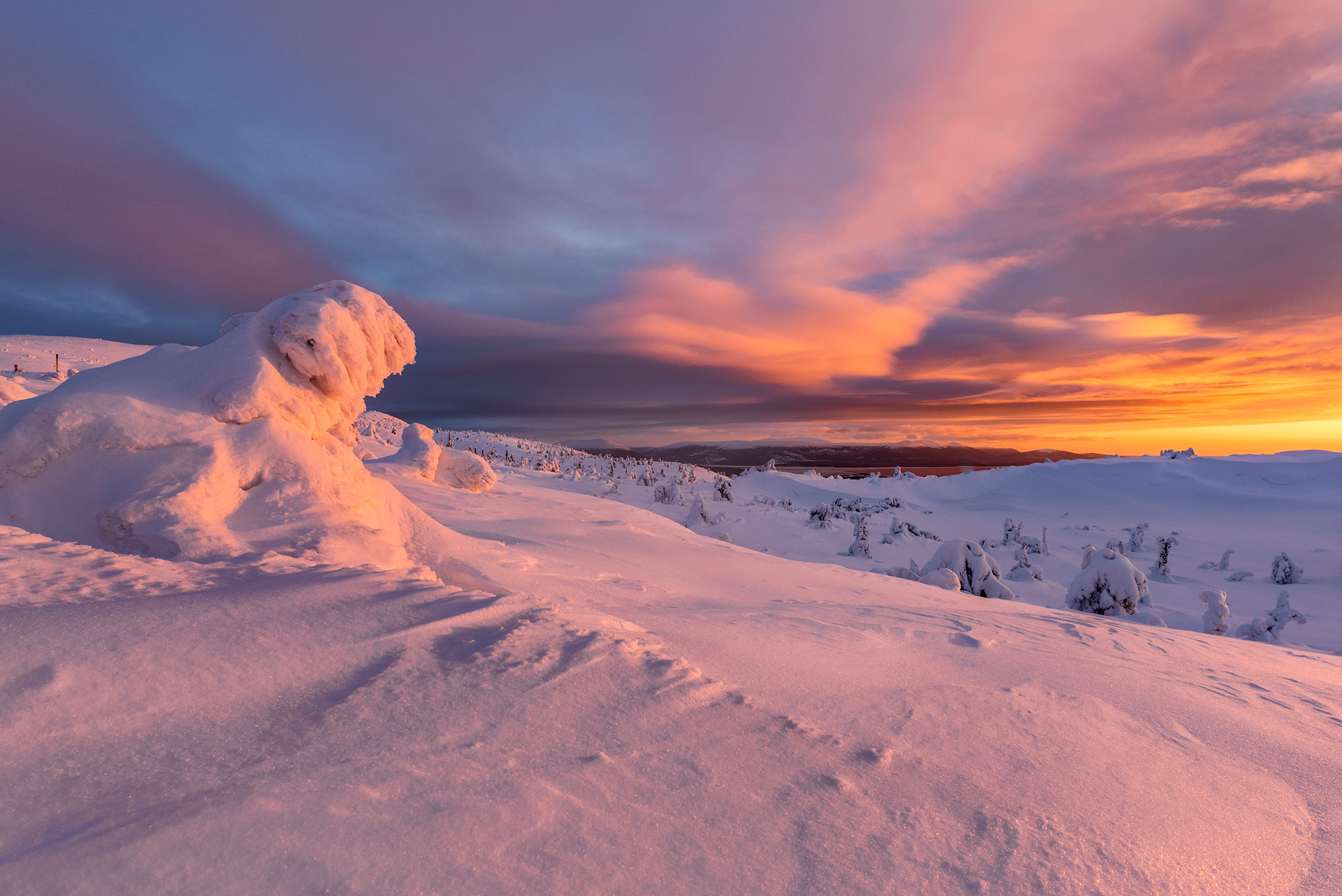
Réserve de Kandalakcha en hiver.

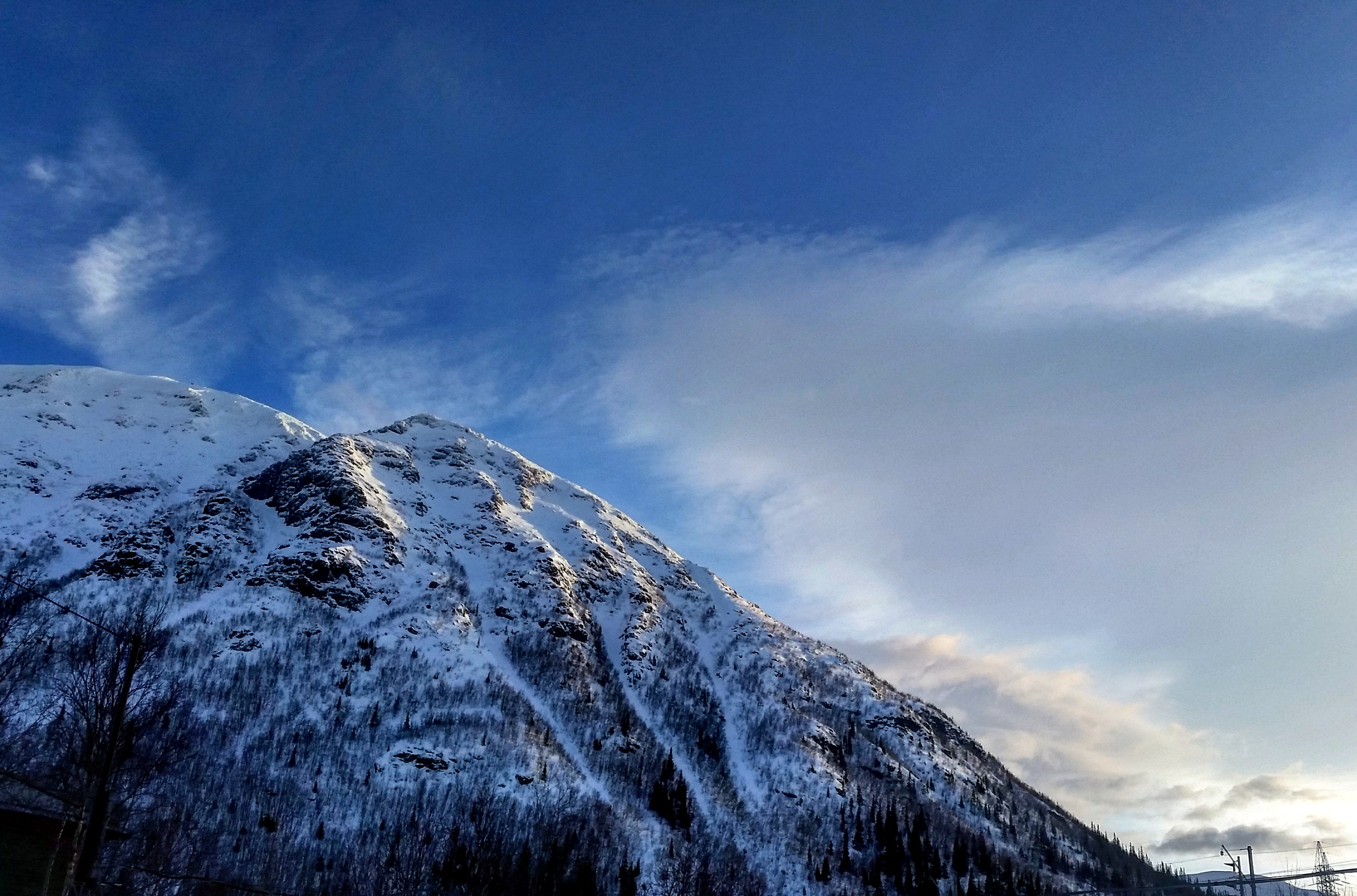
Mont Iouksporrlak, Khibiny.

L'oblast de Mourmansk compte 3 réserves naturelles, ou en russe zapovednik, dont une transfrontalière :
- Réserve naturelle de Kandalakcha : réserve créée en 1932, d'une superficie totale de 70 530 ha répartis entre une zone terrestre de 23 174 ha et une zone maritime de 49 583 ha, elle se situe principalement dans et autour du golfe de Kandalakcha, dans le sud de l'oblast, mais englobe aussi quelques îles de la côte mourmane, dans le nord de l'oblast. Elle contient plusieurs îles, dont l'archipel Aïnovskie et l'île Veliky, la dernière étant la plus grande île du golfe. La réserve se divise en tout en 13 parties[176], et est l'habitat naturel de près de 160 espèces. Parmi elles, 134 espèces d'oiseaux y vivent, 21 espèces de mammifères y habitent, tout comme quelques reptiles et amphibiens. Il faut ajouter à cela 106 oiseaux migrateurs ainsi que 10 espèces de mammifères présents sporadiquement. Pour la flore, on recense 1 162 espèces, dont 663 plantes vasculaires[177]. Les écureuils prolifèrent dans la réserve, tandis que le wapiti est le plus grand animal de celle-ci. Dans les airs, la pygargue à queue blanche domine. Sur les côtes, les phoques gris ont élu domicile et des baleines peuvent passer[178].
- Réserve naturelle de Laponie : première réserve créée dans l'oblast en 1930, elle est dissoute en 1951 avant d'être réinstituée en 1957. À cheval sur le raïon de Kola et l'arrondissement urbain de Montchegorsk, elle se situe entre Montchegorsk et le réservoir Verkhnetoulomskoïe, sur un territoire de 278 436 ha. Elle fut créée pour la protection des populations de rennes sauvages sur la péninsule, afin que de préserver les montagnes de cette région. Enfin, un certain nombre de monuments du peuple Sami se situe au sein des limites de la réserve. Depuis 1985, elle est reconnue comme réserve de biosphère par l'UNESCO[179]. Sa flore est définie par la taïga qui la recouvre, avec 530 plantes vasculaires, 184 espèces de mousses et 106 espèces de lichens, et avec de nombreux espaces humides, qui recouvrent 7 % de la réserve[180]. Pour sa faune, 30 espèces de mammifères, 180 oiseaux, 2 reptiles, 1 amphibien vivent au sein de la réserve ainsi que 13 espèces de poissons. Outre le renne, de grands animaux comme l'ours brun peuvent être vus. Des lemmings des toundras, des loutres ainsi que des castors, ces derniers réintroduits en 1934, sont présents. Dans les airs, des faucons gerfaut et des aigles royaux peuvent être aperçus[181].
- Réserve naturelle de Pasvik : créée en 1992[182] à la sortie de la guerre froide, la réserve s'étend sur 166 km2 à cheval sur la Russie et la Norvège, avec d'un côté le raïon de Petchenga et de l'autre côté la commune de Sør-Varanger. Elle se situe le long du Pasvik, et fut établie afin de protéger une zone peu affectée par l'activité humaine, où de nombreux oiseaux migrateurs y nichent. La réserve comprend de vastes zones de végétation aquatique, avec des carex et roseaux, ainsi que de la taïga. La réserve est la frontière pour de nombreuses espèces sibériennes, végétales ou animales. Dans les eaux, on retrouve des corégones, ombres, perches et brochets tandis que dans les arbres, des bécassines nichent. D'autres oiseaux vivent le long du rivage, comme des cygnes qui apparaissent au printemps et en automne, mais aussi des canards et des vanneaux[183].

L'oblast de Mourmansk compte aussi un parc national, second niveau de protection en Russie :
- Parc national de Khibiny : créé en 2018, soit plus de 101 ans après la première proposition[184], il se situe dans le massif des Khibiny, en plein cœur de l'oblast. Contrairement aux autres réserves, il se situe dans une zone d'activité pour l'homme, avec les villes minières de Kirovsk et d'Apatity qui le jouxtent. Il est à cheval sur les arrondissements urbains d'Apatity, de Kirovsk, d'Olenegorsk et sur le raïon de Lovozero, et englobe aussi une partie du massif du Lovozero. Sa richesse biologique est importante, avec plus de 400 espèces de plantes vasculaires, plus de 400 lichens, ainsi que 400 oiseaux, 27 espèces de mammifères, etc. Le parc contient une vingtaine d'espèces endémiques et d'espèces rares, avec parmi ces dernières, le lynx boréal et les loutres[185]. Le parc fut établi afin de protéger une zone sous une pression de plus en forte de l'activité touristique. En effet, le parc est la zone naturelle la plus visitée de l'oblast, avec des lacs comme d'Oumbozero ou Imandra, ainsi que des lieux comme la station de sports d'hiver de Koukisvoumtchorr[186].

#### Autres espaces protégés

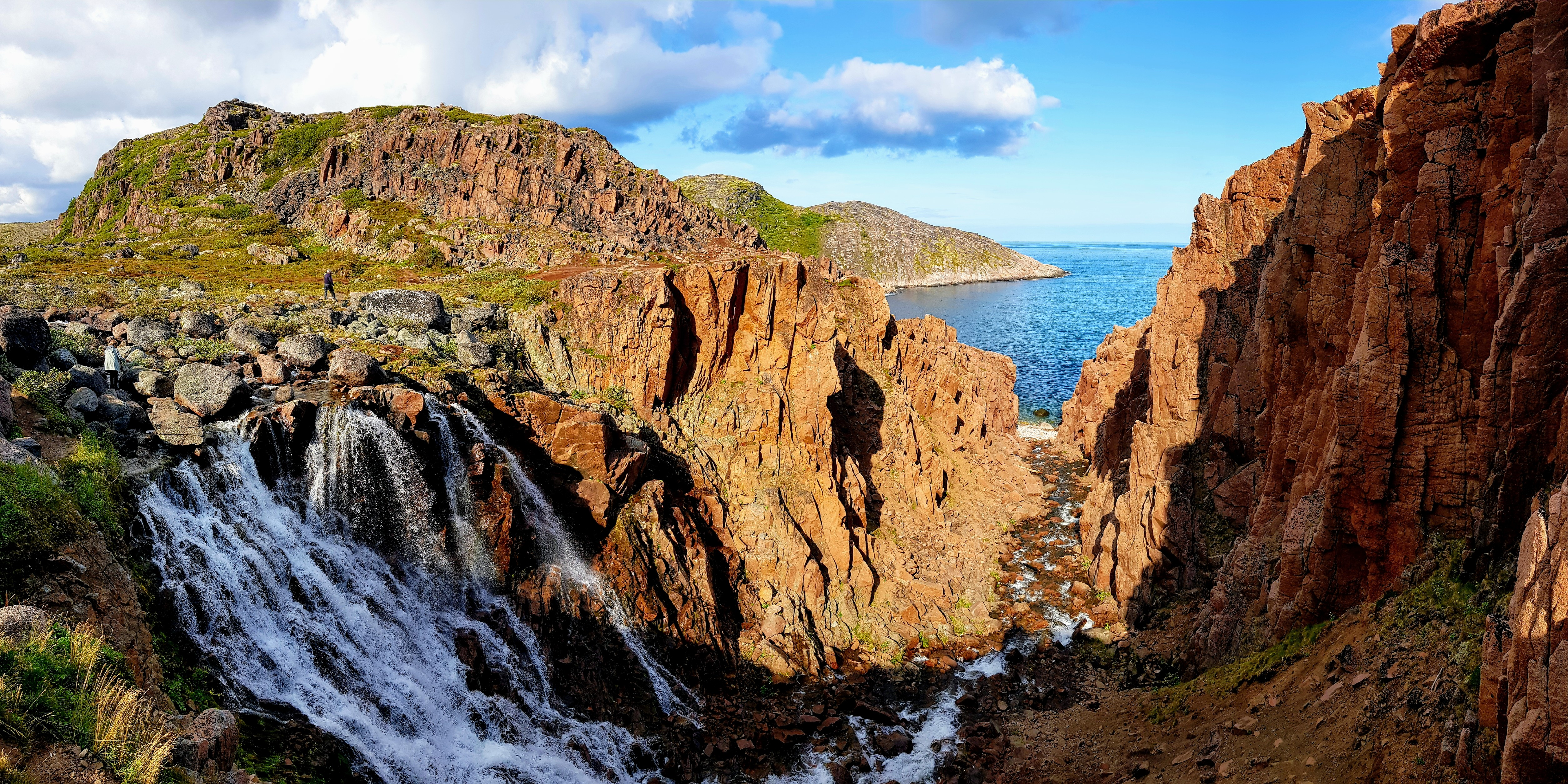
Cascade à Teriberka.

Au total, l'oblast de Mourmansk possède 75 aires protégées, dont 11 aires d'importance fédérale et 63 aires d'importance régionale. En plus des trois zapovedniks, les réserves d'importance fédérales incluent trois zakazniks, un parc national et quatre monuments naturels. Pour les réserves d'importance régionales, il y a neuf zakazniks, 54 monuments naturels, trois parcs naturels ainsi que le territoire du jardin botanique polaire et alpin de Kirovsk, le plus septentrional du monde. Enfin, la ville de Severomorsk possède un parc naturel, classifié comme aire protégée d'importance locale. Au total, 13,21 % de l'oblast est couvert par des aires protégées, soit une superficie de 19 145 km2.
Pour les zakazniks d'importance fédérale, il y a celle Varzouga, celle du Touloma et celle des monts de Mourmansk. Dans les monuments naturels, fédéraux ou régionaux, se trouvent les rochers de Teriberka, le lac Moglinoïe et la colline Parousnaïa parmi d'autres.

## Culture

### Art
L'oblast compte diverses installations culturelles, parmi lesquelles 3 théâtres, 138 bibliothèques, 74 institutions culturelles ainsi que 50 écoles d'art. La musique dans l'oblast, d'inspiration russe, pomor, same, komi et nénètse, est présente dans l'oblast et s'entend lors de festivals, fêtes, chœurs et dans les théâtres. De nombreux petits villages et villes moyennes ont des chœurs qui sont restés malgré les générations changeantes, comme à Teriberka depuis 1935 et à Oumba depuis 1975. Et à Varzouga depuis 1936, un chœur poméranien existe. Depuis les années 1950, la principale scène artistique de l'oblast était de le Palais de la Culture à Mourmansk, avec depuis 1959 un théâtre musical et dramatique. En 1958 a aussi ouvert une école de musique, s'inspirant des musiques folkloriques de l'oblast. Depuis 1939 fonctionne le théâtre dramatique régional de l'oblast de Mourmansk, principale scène de l'oblast.
En 1975 a été créé le bureau des variétés et des concerts, réorganisé en Philharmonie régionale de Mourmansk quelques années après. Cette philharmonie a eu des partenariats avec l'opéra national de Norvège et d'autres institutions. L'Armée fait aussi partie du monde musique, avec la fanfare de la flotte du Nord, fondé en 1940. Plusieurs festivals folkloriques dans la région ont lieu, dont le festival de chant de Mourmansk depuis 1994, les Sons de Kola depuis 1980 ou le festival de folklore de la région euro-arctique de Barents et du nord-ouest de la Russie.
Depuis 1994 fonctionne le centre culturel du raïon de Lovozero, qui promeut les traditions des peuples autochtones du Nord, en particulier les Samis et les Komis. Le centre abrite des groupes folkloriques, des associations d'artisanat populaire et des fêtes traditionnelles.

### Musées
L'oblast de Mourmansk compte en 2022 13 musées sur son territoire. Le plus important est le musée régional de Mourmansk, fondé en 1926, qui possède deux départements. L'un est à Lovozero sur l'histoire des Samis de Kola et un autre à Oumba sur l'histoire, la culture et la vie des Pomors de la côte de Ter. À Mourmansk se trouve aussi le musée naval de la Flotte du Nord, le musée régional d'art de Mourmansk, le musée de l'histoire des Jeux olympiques polaires ainsi que le brise-glace Lénine, aujourd'hui devenu un musée,.
À Safonovo se trouve le musée de l'armée de l'air de la flotte du Nord tandis qu'à Severomorsk se trouve le K-21, sous-marin soviétique lancé en 1939 qui est devenu un musée en 1983. Toujours dans cette ville se trouve le musée de l'histoire de la ville et de la Flotte.

### Patrimoine

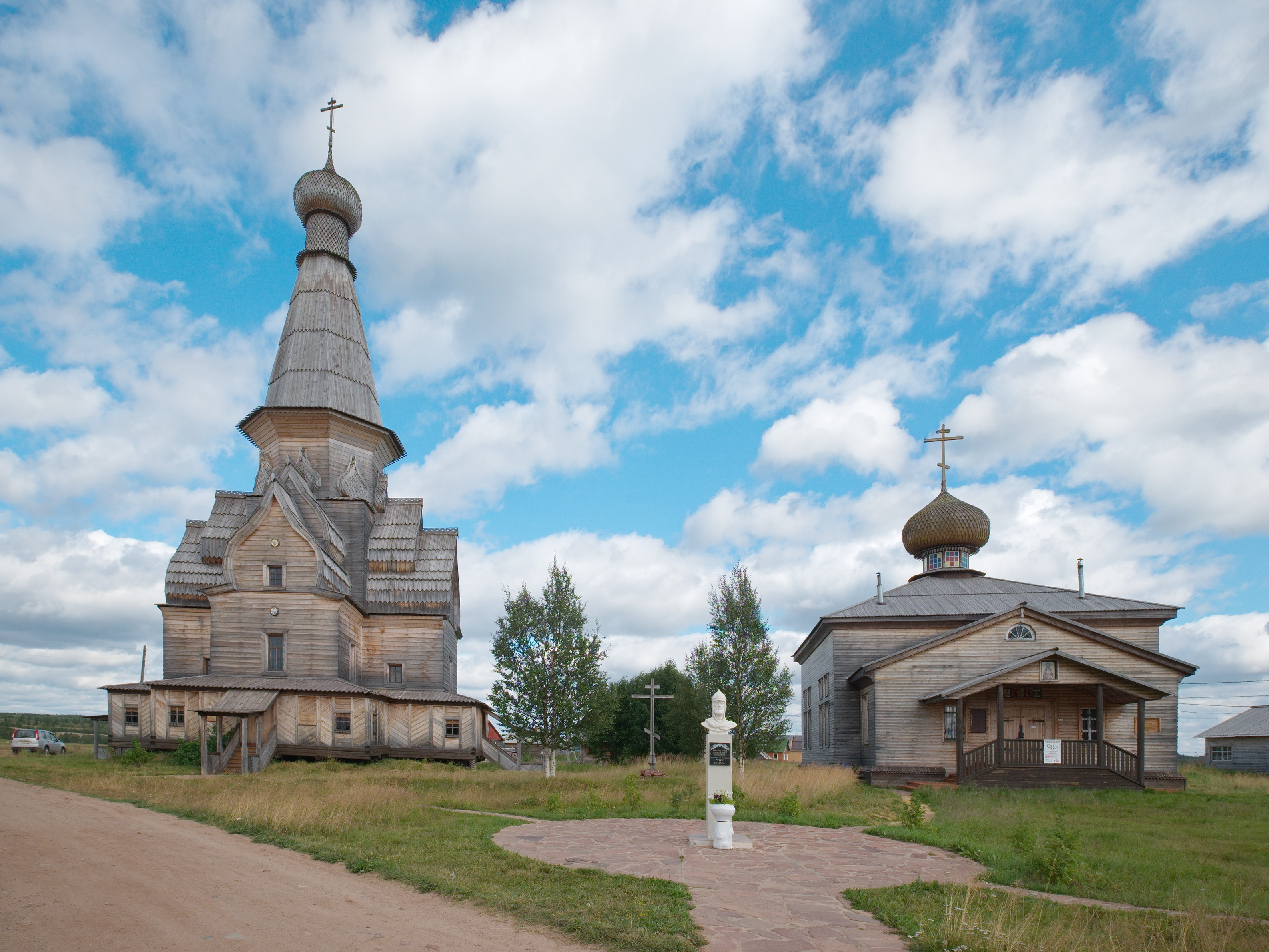
Église de la Dormition de Varzouga, construite en 1674.

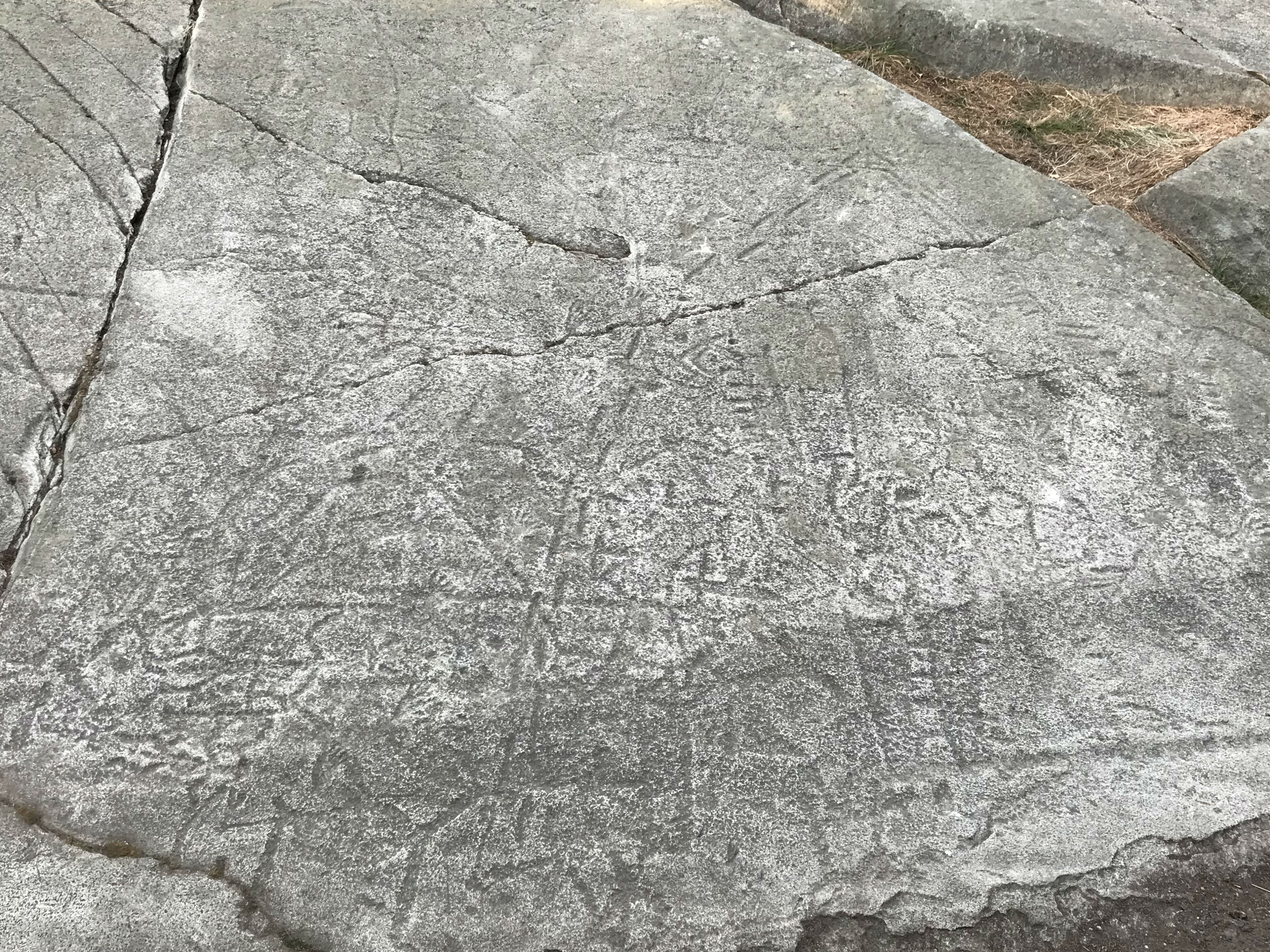
Pétroglyphes de Kanozero.

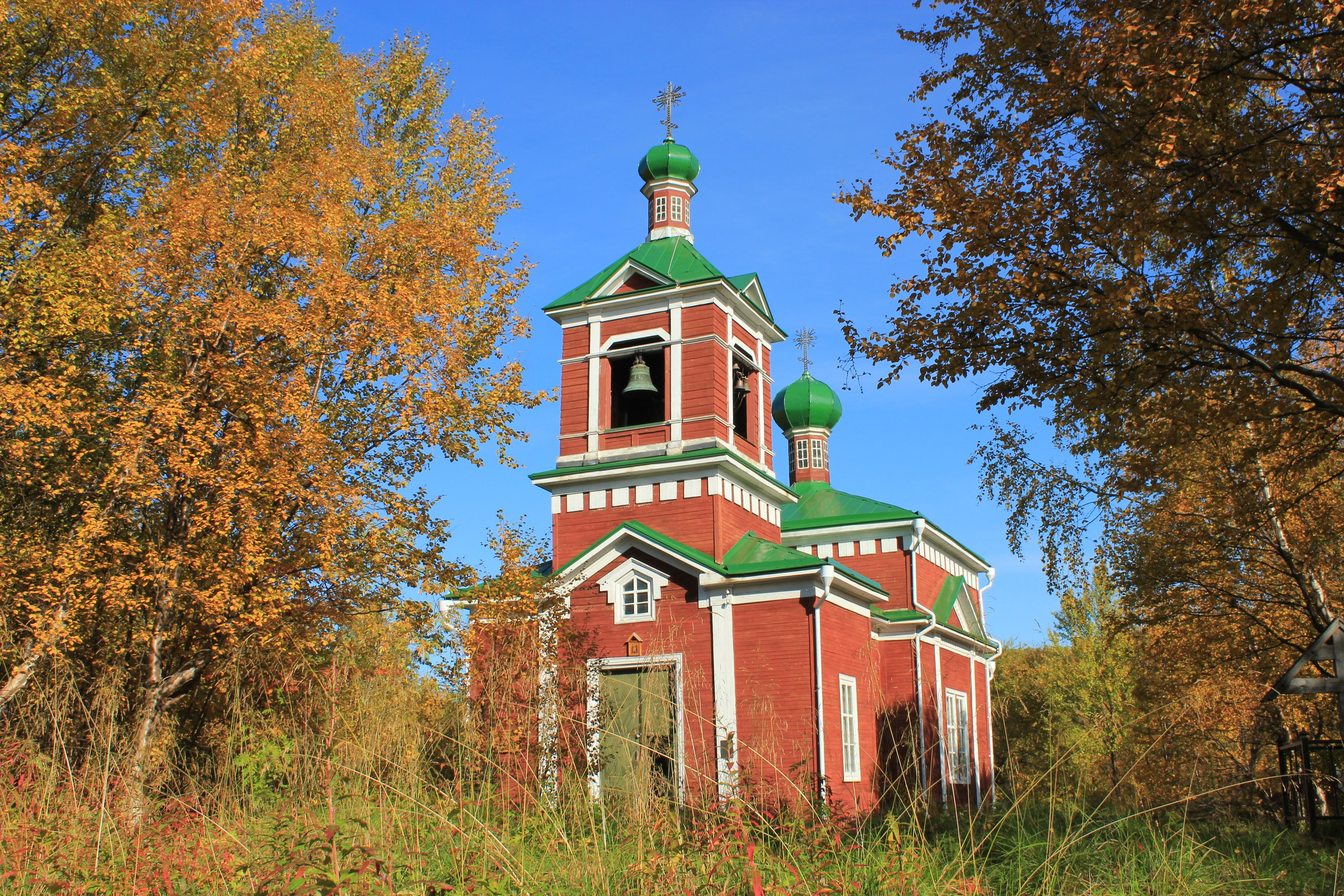
Église Saints-Boris-et-Gleb.

L'oblast de Mourmansk possède aujourd'hui un patrimoine lié à son histoire et à son climat. D'après le gouvernement de l'oblast de mourmansk, 385 sites sont classés comme objets du patrimoine culturel de Russie, dont 24 sites patrimoniaux culturels d'importance fédérale et 174 sites d'importance régionale, sans compter les autres protections comme monument d'architecture. Les premières protections d'importance fédérale à avoir été arrêtées dans l'oblast ont eu lieu en 1960 et on concerné 19 sites, parmi lesquels le brise-glace Yermak, le champ funéraire de l'île d'Oleni et l'église Saint-Nicolas à Kovda. Les monuments historiques protégés les plus anciens de l'oblast de Mourmansk datent de la Protohistoire et notamment du Néolithique comme les pétroglyphes du Ponoï, datés du IVe au IIe millénaire av. J.-C. Le nombre de monuments augmente ensuite à partir du Moyen Âge tardif, lorsque les premiers Pomors arrivent sur les côtes mourmanes, de Kandalakcha et de Ter, notamment avec la construction de monuments religieux comme l'église de la Dormition de Varzouga (XVIe siècle). Ces églises restent parmi les seuls monuments jusqu'au début du XXe siècle (église de l'Annonciation à Kola du début XIXe siècle, église Saints-Boris-et-Gleb de la fin du XIXe siècle). 
Le début du XXe siècle marque le début du développement de la région, pendant l'ère soviétique. S'ajoutent alors des bâtiments militaires comme la 199e batterie côtière, des bateaux comme le Lénine, des bâtiments d'architecture soviétique comme la gare de Mourmansk, le siège de la compagnie maritime de Mourmansk et le palais de la culture de Nikel. Des statues et monuments d'hommage sont construits, tels que la vallée de la Gloire en hommage à ceux ayant défendu Mourmansk lors de l'opération Silberfuchs. La fin du XXe et le XXIe siècle renoue avec les édifices religieux, comme le monastère reconstruit de la Petchenga et le monastère de Khibinogorsk.

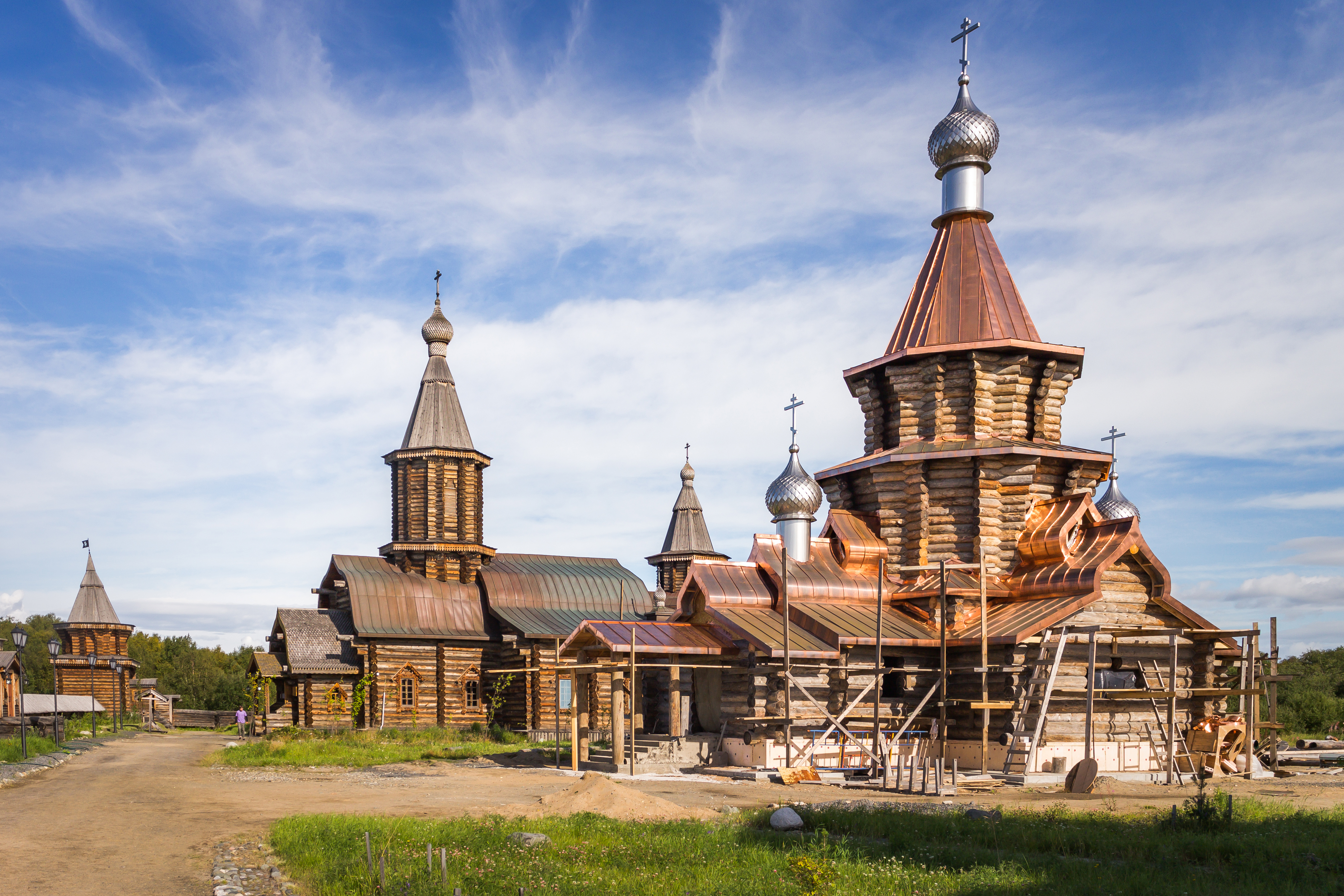
Monastère reconstruit de la Petchenga à Luostari.

En 1997, les pétroglyphes de Kanozero, furent découverts sur une île du lac Kanozero. Il s'agit de dessins datés du IIIe au IIe millénaire av. J.-C.. Comprenant près de 1 500 pétroglyphes, leur signification reste incertaine. Ils ont été inscrits comme objets d'importance fédérale en 2020, et aujourd'hui des associations souhaitent qu'ils soient inscrits au patrimoine mondial de l'Unesco, en extension du site des pétroglyphes du lac Onega et de la mer Blanche,.
Enfin, de nombreux petits villages, bien que n'ayant aucune reconnaissance officielle, disposent d'un patrimoine lié à leur histoire et à leur architecture en bois liée aux Pomors. Parmi ces villages, ceux de Varzouga, de Tetrino ou de Teriberka. Le forage superprofond de Kola, hérité de l'époque soviétique, pourrait lui être classé et devenir un site touristique, alors qu'il est actuellement à l'abandon.

### Langues

#### Situation générale

Dialectes des langues sames dans l'oblast.

Le russe est de loin la langue la plus parlée de l'oblast, avec lors du recensement de 2010, 99,9 % de sa population qui a indiqué une maîtrise de cette langue. En deuxième position vient l'anglais, parlé par 8,8 % de sa population (soit 64 000 personnes), puis en troisième place l'ukrainien, parlé par 28 000 personnes — soit 8,8 % de la population. En quatrième place, l'allemand arrive, parlé alors par 1,5 % des habitants de l'oblast, soit 11 200 personnes. Pourtant, aucune de ces langues n'est autochtone à la région.
Au début des années 2010, la population des Samis est estimée à environ 2 000 personnes. Environ 800 personnes ont en Russie entière une certaine connaissance d'une langue same, mais seulement environ 100 personnes sont des locuteurs actifs. Ces langues sames sont utilisées principalement dans des contextes familiaux et surtout parmi les locuteurs âgés. Même si le droit russe garantit le droit d'utiliser leur langue, le fait que les Samis n'aient pas leur propre zone administrative entraîne un usage faible de leurs langues, par rapport à d'autres groupes ethniques en Russie disposant eux de leurs propres républiques. Les langues sames de la péninsule appartiennent au groupe oriental des langues sames, des langues finno-ougriennes. Quatre langues sames sont historiquement présentes dans la région : le same de Kildin dans le centre-nord, le same de Ter dans l'est, le same skolt dans le nord-ouest et le same d'Akkala dans le centre-sud. 
Le same de Kildin est sans doute la langue dans la meilleure situation, avec le plus de chance d'être revitalisé, par rapport aux trois autres. Il y aurait environ 100 locuteurs actifs, auxquels s'ajoutent 200 personnes avec des connaissances sans l'utiliser. Si les locuteurs actifs sont presque tous âgés, les autres ont entre 30 et 60 ans environ, sans avoir la possibilité de l'utiliser. Peu de jeunes le parlent, mais il existe un intérêt grandissant parmi la jeune génération vis-à-vis de la langue.  Le same de Ter aurait environ deux locuteurs, les deux pagés, auxquels s'ajoutent au moins dix personnes avec des connaissances potentielles de la langue, toutes âgées. Une grammaire de la langue a été faite en 2002, ainsi que des enregistrements audio en 2010. Le same skolt est lui parlé par au moins une personne en Russie, mais a des locuteurs en Finlande. Additionnellement, il est estimé qu'environ 20 personnes disposent de bonnes connaissances de la langue. Des enregistrements audio de la langue ont été faits en 2010. Quant au same d'Akkala, la dernière locutrice est décédée en 2003, mais une étude de 2013 estime qu'il existe une personne avec des bonnes connaissances de la langue, et qu'il existe plusieurs locuteurs passifs. La langue a toutefois pu être conservée à travers une grammaire de 1987 et des enregistrements audio des années 1960 à 1980.

#### Langues sames
Les langues sames de l'oblast eurent pour une première fois une écriture, lorsqu'en 1933 une commission pour la création d'une langue littéraire same a été créée par le Comité exécutif du district de Mourmansk. Cet alphabet était basé sur l'alphabet latin, engendrant des critiques. En 1937, un nouvel alphabet fut créé, cette fois-ci basé sur l'alphabet cyrillique. Mais à cette même période, la culture et les langues sames furent réprimées, et les publications en ces langues cessèrent. Ce n'est qu'après la mort de Staline que les travaux reprirent pour cette langue,,, et surtout à partir des années 1980. Dans les années 1970, une révision de l'alphabet fut entreprise, sous l'impulsion de l'Institut pédagogique d'État de Mourmansk. À cette période, la plupart des Samis parlaient leurs langues, et le russe n'était pas encore su par toutes les populations autochtones. Ce fut aussi la période où les enfants étaient interdits de parler leur langue à l'école, et où le russe était exclusif dans le domaine scolaire. En 1977, un laboratoire de la langue same fut créé, dans le but d'améliorer l'alphabet, développer l'orthographe, les normes d'écriture et un programme d'enseignement de la langue. En 1979, un nouvel alphabet apparut, avant qu'il soit révisé en 1982. Il fut encore changé en 1986, avant de donner la version finale toujours utilisée en 1990. En 1995, les normes d'écritures furent publiées, et en 1997, le laboratoire fut dissout, alors que l'usage de la langue continuait à baisser,,,.

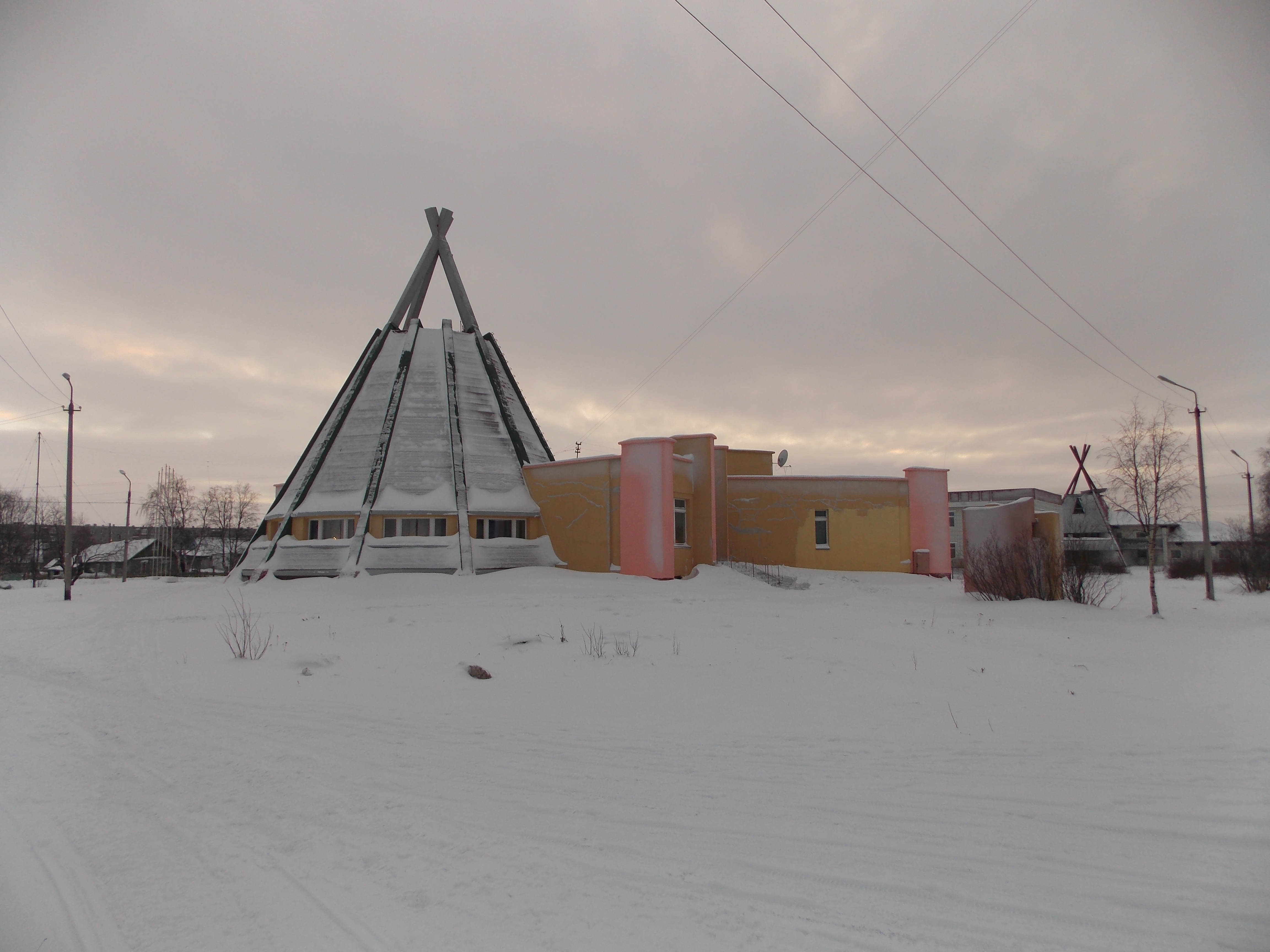
Centre culturel national Sami

Aujourd'hui, les langues sames sont en danger d'extinction, et seule la ville de Lovozero reste un petit bastion de la langue. Le centre culturel national Saami se trouve à Lovozero, tout comme les seuls établissements scolaires de la région proposant le same de Kildin. Des programmes en langue same existent, ainsi que des festivals et activités pour promouvoir la langue. Lovozero est souvent appelé la capitale russe de la Laponie,. Cependant, son apprentissage reste faible, il n'y avait que Message DeepSeek habilités en 2019, et 88 élèves suivaient l'apprentissage du same de Kildin. Entre 2015 et 2019, 15 livres dans cette langue ont été publiés, avec un tirage de 7 500 exemplaires. Mais ce n'est pas la région qui a financé la publication, mais la Norvège. En 2019 cependant, une petite bibliothèque dans cette langue a été ouverte, regroupant environ 140 ouvrages. Actuellement, il y a 39 associations en langue same, dont 16 associations recevant une aide de la région ou de l'État. En 2021, une application financée par la région a vu le jour pour l'apprentissage du same de Kildin,.

#### Autres langues
Outre les langues sames, les autres langues parlées dans l'oblast sont issues de l'histoire récente, avec le développement de la région pendant l'ère soviétique. Plus de 100 ethnies vivaient en 2010 dans l'oblast, et une partie de ces populations parlent leurs langues. Presque 50 % des Ukrainiens parlaient ukrainien, 40 % des Tatars parlaient le tatar, 28 % des Biélorusses étaient locuteurs de leur langue, 25 % des Komis, et 21 % des Caréliens. Certains ont même comme langue maternelle la langue de leur ethnie, avec chez les Tatars 36 % d'entre eux, 23 % chez les Komis et 21 % chez les Ukrainiens. Cependant, la grande majorité des peuples non-russes gardent le russe comme langue maternelle dans la région. Il faut dire que le russe est omniprésent ; tous les journaux, chaînes de télévision, et presque toute l'éducation est en russe. Il n'y a presque aucune école bilingue dans la région, et l'apprentissage des langues est alors assuré par les familles et les associations culturelles, lesquels sont environ au nombre de 30 dans la région. Enfin, en 2010, 490 personnes ne parlaient pas le russe dans la région, et 472 personnes utilisaient la lange des signes russe au quotidien.

### Personnalités liées à l'oblast

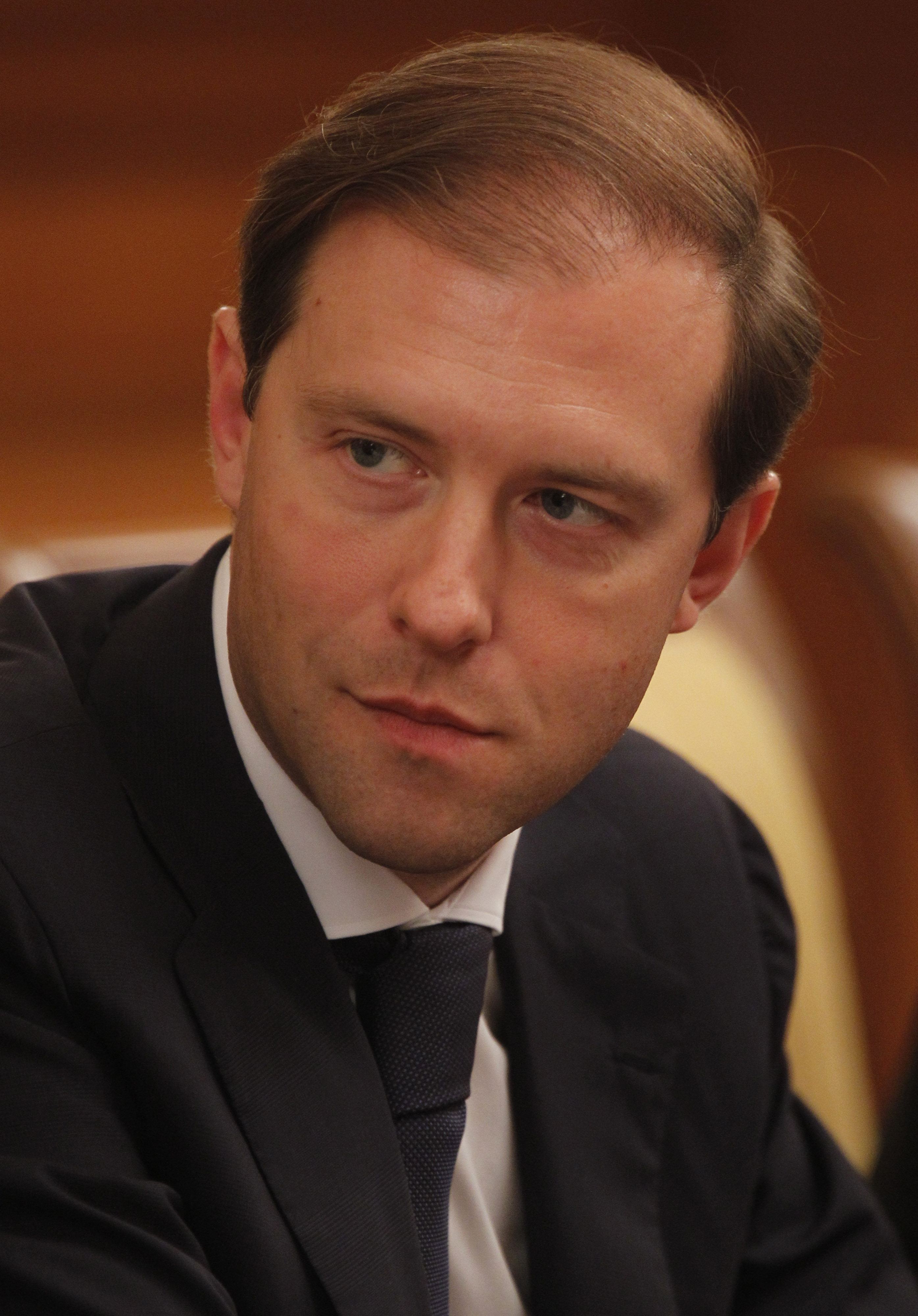
Denis Mantourov

Différentes personnalités sont demeurées liées avec l'oblast, qu'elles y soient nées ou qu'elles y aient accompli des moments importants de leur vie :
- Askold Bajanov (1934 - 2012), écrivain sami russe, est né dans le raïon de Kola et mort à Revda ;
- Vladimir Konstantinov (né en 1967), joueur professionnel russe d'hockey sur glace, est né à Mourmansk
- Denis Mantourov (né en 1969), né à Mourmansk, est ministre russe de l'Industrie et du Commerce depuis 2012 et vice-président du gouvernement depuis 2022 ;
- Andreï Malakhov (né en 1973), journaliste et animateur de télévision russe, est né à Apatity ;
- Alekseï Semionov (né en 1981), joueur professionnel russe d'hockey sur glace, est né à Mourmansk ;
- Aleksandr Roustemov (né en 1973), grand maître international depuis 1998, est né à Mourmansk[206].

### Timbres

L'Oblast en timbres
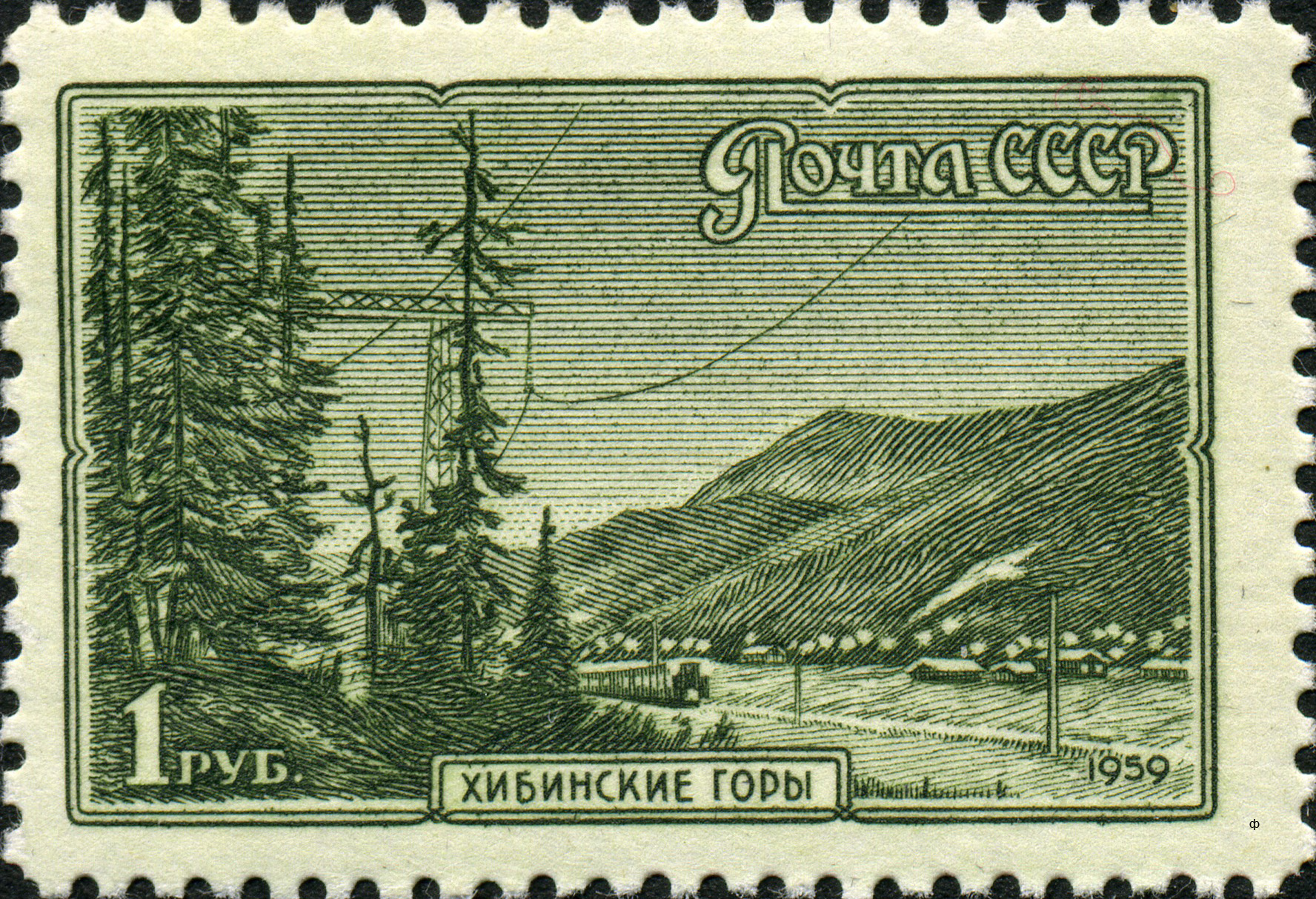
Une vallée des Khibiny, 1959.
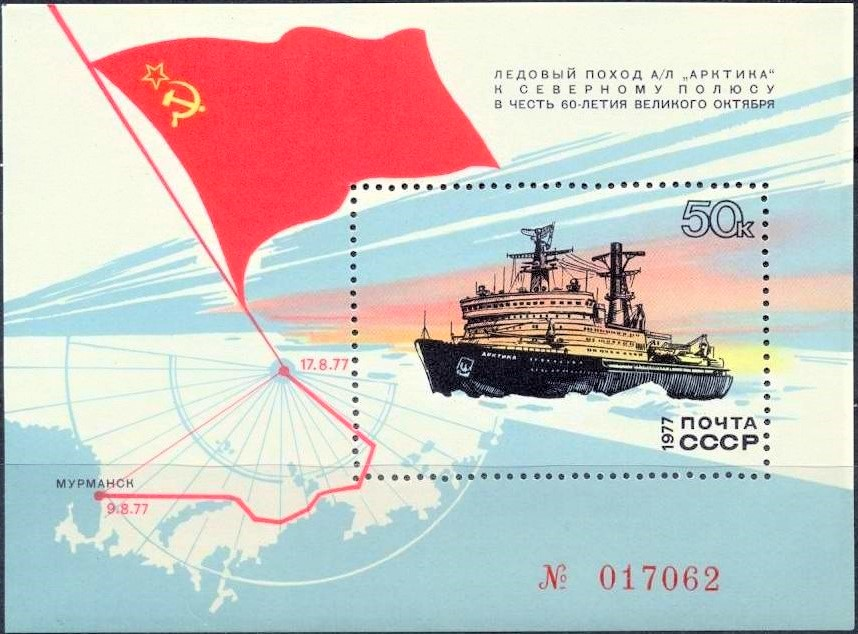
Timbre figurant le brise-glace Arktika, 1977.
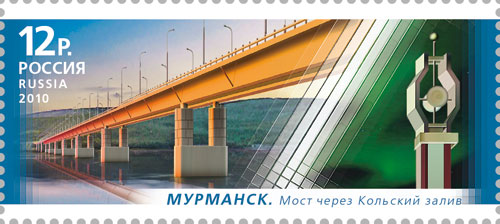
Pont de la baie de Kola, 2010.
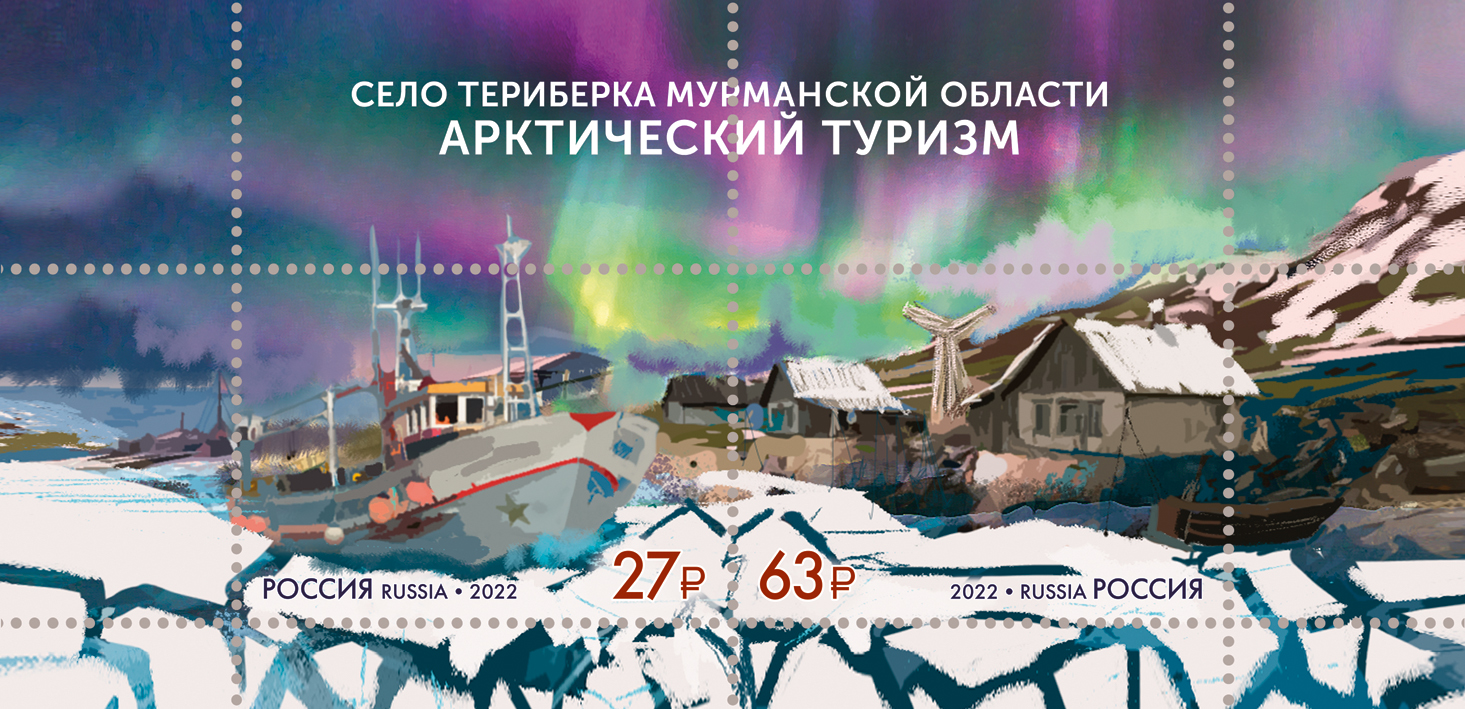
Timbre de 2022 représentant Teriberka.